# الفتح الإسلامي لفارس
الفَتْحُ الإسْلَامِيُّ لِفَارِسَ أو الغَزْوُ الإسْلَامِيُّ لِفَارِسَ (بالفارسيَّة: فَتْحِ اِيرانْ تَوَسُّطِ مُسَلْمانانْ)، وفي بعض المصادر ذات الصبغة القوميَّة خُصُوصًا يُعرفُ هذا الحدث باسم الفَتْحُ العَرَبِيُّ لِفَارِسْ (بالفارسيَّة: فَتْحِ اِيرانْ تَوَسُّطِ اَعْرابْ)، هي سلسلةٌ من الحملات العسكريَّة شنَّها المُسلمون على الإمبراطوريَّة الفارسيَّة الساسانيَّة المُتاخمة لِحُدود دولة الخِلافة الرَّاشدة، وقد أفضت هذه الفُتوح إلى انهيار الإمبراطوريَّة سالِفة الذِكر وانحسار الديانة المجوسيَّة في بِلاد إيران وإقبال الفُرس على اعتناق الإسلام. بدأت تلك الفُتوحات زمن أبي بكرٍ الصدّيق بِغزو المُسلمين للعِراق، المركز السياسي والاقتصادي للإمبراطوريَّة، سنة 11هـ المُوافقة لِسنة 633م بِقيادة خالد بن الوليد، فبقي حتى استكمل فتح العراق بالكامل، ثُمَّ نُقل خالد بعد ذلك إلى الجبهة الروميَّة بالشَّام لاستكمال الفُتوحات، فتعرَّض المُسلمون في العراق لِهُجومٍ مُضادٍ من قِبل الفُرس مما أفقدهم ما فتحوه مع خالد بن الوليد. فبدأت الموجة الثانية من الفُتوحات تحت قيادة سعد بن أبي وقَّاص سنة 14هـ المُوافقة لِسنة 636م، فكان النصر الحاسم في معركة القادسيَّة التي أنهت سيطرة الساسانيين على الجبهة الغربيَّة لِفارس. فانتقلت الحُدود الطبيعيَّة ما بين الدولة الإسلاميَّة الفتية والفُرس من العراق إلى جِبال زاگرُس. ولكن وبسبب الغارات المُستمرَّة للفُرس على العِراق، فقد أمر الخليفة عُمر بن الخطَّاب بتجريد الجُيوش لِفتح سائر بِلاد فارس سنة 21هـ المُوافقة لِسنة 642م، ولم تمضي سنة 23هـ المُوافقة لِسنة 644م حتى استُكمل القضاء على تلك الإمبراطوريَّة وفتح فارس برُمَّتها.
هذا الفتح السريع لِبلاد فارس من خلال سلسلةٍ من الهجمات المُنسقة تنسيقًا جيدًا، والتي أدارها عُمر بن الخطَّاب من المدينة المُنوَّرة على بُعد آلاف الأميال من ميادين المعارك في فارس، كانت له أعظم انتصار، وأكسبته سمعة كأحد أعظم العباقرة الإستراتيجيين والسياسيين في التاريخ. مُعظم المُؤرخين المُسلمين قد قالوا بأنَّ المُجتمع المدني في بلاد فارس عند بداية الفُتوحات الإسلاميَّة كان في حالة تدهورٍ وانحطاط، وبالتالي فإنهم احتضنوا تلك الجُيوش العربيَّة الغازية بأذرعٍ مفتوحة. كما أن مُنجزات الحضارة الفارسيَّة لم تُهمل، فقد تم استيعابها في النظام الإسلامي الجديد. بالمُقابل، يسعى عددٌ من المؤرخين الإيرانيين القوميين إلى إبراز وإظهار جانب المُقاومة القوميَّة للفُرس ضدَّ الفاتحين الجُدد، والتي استمرَّت سنواتٍ طويلة قبل أن يخضع الفُرس للمُسلمين. استبدل الفُرس أبجديَّتهم بالأبجديَّة العربيَّة بعد أن استقرَّ الحُكم الإسلامي في بِلادهم، وأقدموا على اعتناق الإسلام تدريجيًا، لكنَّهم لم يتعرَّبوا عكس بعض أهل العراق، والشَّام ومصر، وفضَّلوا الاحتفاظ بهويَّتهم القوميَّة الخاصَّة، وفي وقتٍ لاحق، امتزجت الثقافة الفارسيَّة بالثقافة الإسلاميَّة ونتج عنها ثقافةً جديدة مُميَّزة انعكست بشكلٍ واضح على أغلب أنحاء المشرق.

## نُبوءة فتح فارس في المُعتقد الإسلامي
يؤمن المُسلمون بأنَّ الرسول مُحمَّد تنبأ بفتح فارس على يد المُسلمين قبل سنواتٍ عديدةٍ من وُقوع هذا الأمر، كما أشار أنَّ أهلها سيُسلمون وسيحسُن إسلامهم بعد ذلك، ووردت في ذلك عدَّة أحاديث، ومن ذلك حديثٌ رواه الإمام مُسلم بن الحجَّاج في صحيحه عن جابر بن سمُرة عن نافع بن عُتبة عن الرسول أنَّهُ قال: «تَغْزُونَ جَزِيرَةَ الْعَرَبِ فَيَفْتَحُهَا اللهُ، ثُمَّ فَارِسَ فَيَفْتَحُهَا اللهُ، ثُمَّ تَغْزُونَ الرُّومَ فَيَفْتَحُهَا اللهُ، ثُمَّ تَغْزُونَ الدَّجَّالَ فَيَفْتَحُهُ اللهُ». وفي حديثٍ آخر ورد في صحيح مُسلم، نقلًا عن جابر بن سمُرة أيضًا، أنَّ الرسول مُحمَّد قال: «لَتَفْتَحَنَّ عِصَابَةٌ مِنَ الْمُسْلِمِينَ أَوْ مِنَ الْمُؤْمِنِينَ كَنْزَ آلِ كِسْرَى الَّذِي فِي الْأَبْيَضِ»، وعن عُدي بن حاتم الطائيّ قال: « بَيْنَا أَنَا عِنْدَ النَّبِيِّ ﷺ إِذْ أَتَاهُ رَجُلٌ، فَشَكَا إِلَيْهِ الْفَاقَةَ، ثُمَّ أَتَاهُ آخَرُ  فَشَكَا إِلَيْهِ قَطْعَ السَّبِيلِ، فَقَالَ: " يَا عَدِيُّ ، هَلْ رَأَيْتَ الْحِيرَةَ ؟ " قُلْتُ : لَمْ أَرَهَا، وَقَدْ أُنْبِئْتُ عَنْهَا، قَالَ: " فَإِنْ طَالَتْ بِكَ حَيَاةٌ ، فَلَتَرَيَنَّ الظَّعِينَةَ تَرْتَحِلُ مِنَ الْحِيرَةِ حَتَّى تَطُوفَ بِالْكَعْبَةِ لا تَخَافُ أَحَدًا إِلا اللَّهُ "، قُلْتُ فِيمَا بَيْنِي وَبَيْنَ نَفْسِي: فَأَيْنَ دُعَّارُ طَيِّئٍ الَّذِينَ قَدْ سَعَّرُوا الْبِلادَ ، "وَلَئِنْ طَالَتْ بِكَ حَيَاةٌ ، لَتُفْتَحَنَّ كُنُوزَ كِسْرَى"، قُلْتُ: كِسْرَى بْنُ هُرْمُزَ ؟ قَالَ: " كِسْرَى بْنُ هُرْمُزَ ، وَلَئِنْ طَالَتْ بِكَ حَيَاةٌ لَتَرَيَنَّ الرَّجُلَ يُخْرِجُ مِلْءَ كَفِّهِ مِنْ ذَهَبٍ، أَوْ فِضَّةٍ، يَطْلُبُ مَنْ يَقْبَلُهُ مِنْهُ، فَلا يَجِدُ أَحَدًا يَقْبَلُهُ مِنْهُ…"». وأشار عُدي إلى أنَّه رأى الظعينة ترتحل من الحيرة حَتَّى تطوف بالكعبة لا تخاف إلا الله، وكان فيمن افتتحوا كُنوز كسرى بن هُرمز بالفعل. وورد في سُنن النسائي رواية مفادها أنَّ الرسول مُحمَّد عندما كان وأصحابه يحفرون الخندق حول المدينة للحيلولة بينها وبين مُشركي قُريش، ظهرت لهم صخرة حالت بينهم وبين الحفر، فقام النبيّ محمد وأخذ المِعول ووضع ردائه ناحية الخندق وقال: ﴿وَتَمَّتْ كَلِمَتُ رَبِّكَ صِدْقًا وَعَدْلا لا مُبَدِّلَ لِكَلِمَاتِهِ وَهُوَ السَّمِيعُ الْعَلِيمُ﴾، وضرب الحجر فكسر ثُلثه، وينقُلُ سلمان الفارسيّ أنَّ البرق لمع مع تلك الضربة، وكرَّر ذلك ثلاثًا حتَّى كسر الصخرة كُلَّها، ثُمَّ خرج وجلس، فسألهُ سلمان: «يَا رَسُولَ اللَّهِ رَأَيْتُكَ حِينَ ضَرَبْتَ مَا تَضْرِبُ ضَرْبَةً إِلَّا كَانَتْ مَعَهَا بَرْقَةٌ»، فقال لهُ النبيّ: «يَا سَلْمَانُ رَأَيْتَ ذَلِكَ؟»، فردَّ عليه: «إِي وَالَّذِي بَعَثَكَ بِالْحَقِّ يَا رَسُولَ اللَّهِ»، قال: «فَإِنِّي حِينَ ضَرَبْتُ الضَّرْبَةَ الْأُولَى رُفِعَتْ لِي مَدَائِنُ كِسْرَى وَمَا حَوْلَهَا وَمَدَائِنُ كَثِيرَةٌ، حَتَّى رَأَيْتُهَا بِعَيْنَيَّ»، فسأله سلمان: «ادْعُ اللَّهَ أَنْ يَفْتَحَهَا عَلَيْنَا وَيُغَنِّمَنَا دِيَارَهُمْ، وَيُخَرِّبَ بِأَيْدِينَا بِلَادَهُمْ»، فدعا النبيُّ بذلك.

## العلاقات العربيَّة الفارسيَّة قبل الفُتوح

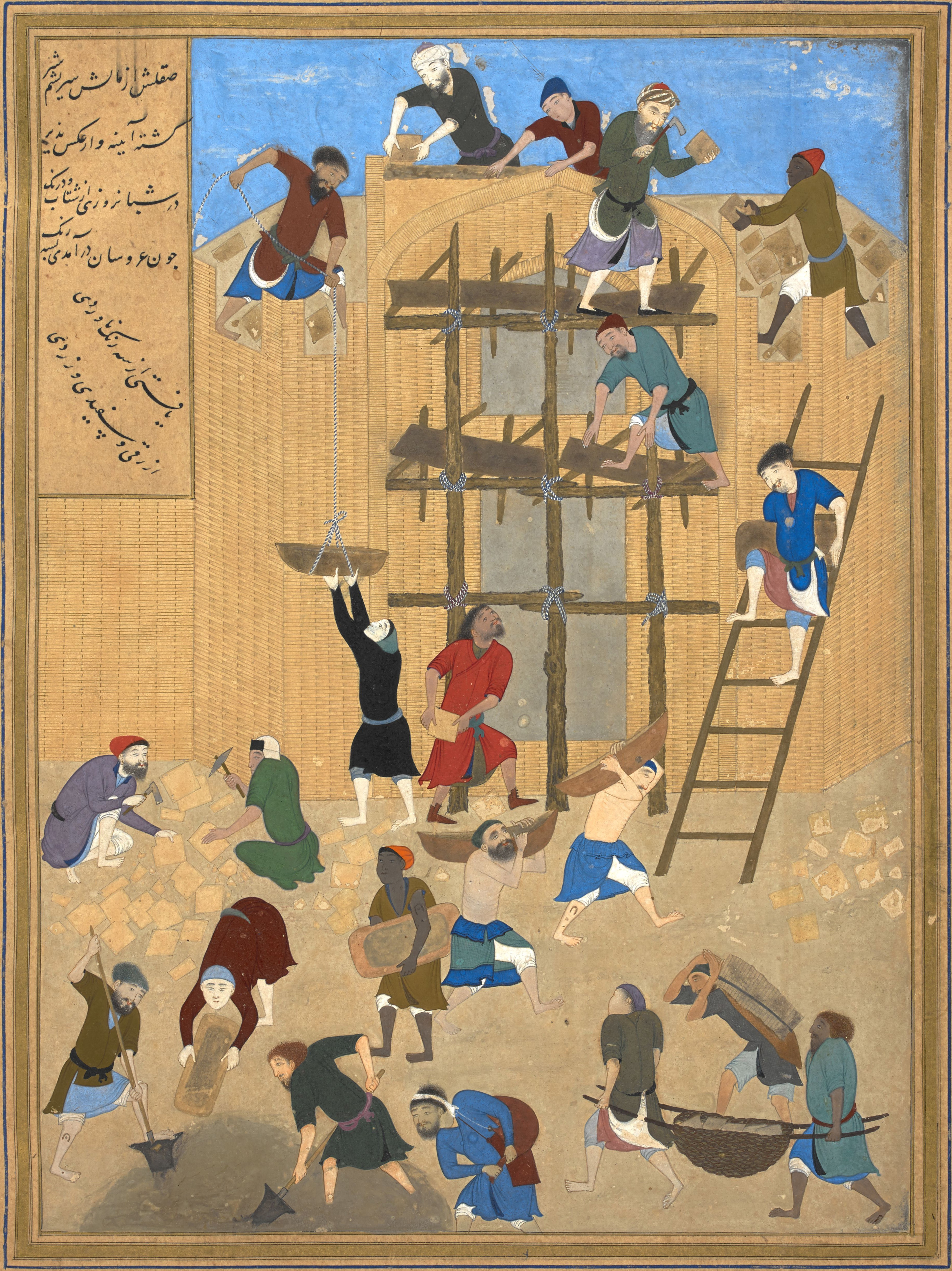
المناذرة يُشيدون قصر الخورنق بإيعازٍ من الشاهنشاه يزدجرد الأثيم.

تجاور الفُرسُ والعربُ في شمال شبه الجزيرة العربيَّة طيلة مئات السنين، كما سيطر الفُرس على شرق شبه الجزيرة وكان لهم نُفوذٌ باليمن، فكانت العلاقة بين الطرفين تتخذُ شكل التبعيَّة السياسيَّة غالبًا. أضحت المنطقة المُجاورة للفُرات الجنوبي هدفًا لِهجرة قبائل عربيَّة في عصر مُلوك طوائف الإسكندر(1)، وينسب الإخباريّون هذه الهجرة إلى قبائل تنّوخ. والتنّوخيّون هم بحسب الطبري تكتّلٌ قديمٌ بين جماعة عربيَّة يمنيَّة قديمة، وبعض القبائل الشماليَّة، من بني معد بن عدنان، كقيس عيلان والأزد وقضاعة، وكهلان، ولخم، مُتآزرة مُتناصرة مُجتمعة في البحرين، مُتوسِّعة بانضمام قبيلة نمارة إليها. وعند العلَّأمة الأب لويس شيخو اليسوعي هم تكتلٌ من ثلاث قبائل من نصارى العرب هي: بهراء وتنّوخ وتغلب، اجتمعوا في البحرين. وأخذت هذه القبائل تتطلَّع إلى النُزوح إلى مشارف العراق بهدف الاستقرار، وسنحت لها الفُرصة عندما نشب في بلاد فارس الصِّراع على السُلطة في أواخر عهد الدولة الأشكانيَّة، فهاجرت إلى الحيرة والأنبار. أقام التنّوخيّون في الحيرة في ظل النُفوذ الفارسيّ، يُدينون بالولاء للفُرس إلى أن قدم إليها تبَّع أسعد أبو كرب بن مليكيكرب الحِميري، فخلَّف فيها جماعةً من جُنده ممن لم يقووا على المضيِّ معه، وأمَّ البدو المدينة لابتياع حاجاتهم، ولم يلبثوا أن أقاموا فيها، فأضحى سُكَّان المدينة أخلاطًا من قبائل العرب. وفي عهد الملك جُذيمة الوضَّاح بن مالك بن فهم الأبرش، توسَّع عرب الحيرة على حساب الفُرس الإشكانيين الذين كانت دولتهم قد أصبحت قاب قوسين أو أدنى من الانهيار، فشنّوا الغارات على قبائل الأعراب، وسيطر جُذيمة الأبرش على الأنبار وبقّة وهيت وعين التمر وأطراف البر إلى الغمير والقطقطانة وما وراء ذلك، وامتدَّت سيطرته إلى الضفَّة الشرقيَّة لِنهر الفُرات، وغزا طسمًا وجُديسًا بعد سُقوط الدولة الأشكانيَّة.
حالف جُذيمة الأبرش الإمبراطوريَّة الساسانيَّة بعد قيامها، فأمَّن لِنفسه صداقتها، وتجنَّب مصير الممالك العربيَّة التي آلت إليه، كالحضر. خلف اللخميّون التنوخيّون في مملكة الحيرة، وعمد أوَّل ملوكهم، وهو عمرو بن عُدي بن نصر اللخميّ إلى التحالف مع الفُرس الساسانيين مُتبعًا خُطى سلفه، وقد استغلَّ الفُرس هذا الحلف لِتحقيق أطماعهم في السيطرة على شمالي بلاد الرافدين، التي فتحها عمرو بن عُدي بعد سُقوط مملكة الحضر. ولمَّا تولّى امرؤ القيس بن عمرو العرش، عيَّنه الشاه شاپور الأوَّل بن أردشير على فرج العرب من ربيعة ومضر وسائر من ببادية العراق والحجاز والجزيرة الفُراتيَّة تقديرًا لِفُتوحاته العظيمة باسم الإمبراطوريَّة الساسانيَّة والتي بلغت أسوار نجران، كما يُستدلُّ من الكتابة المنقوشة على قبره بالخط النبطيّ واللسان العربي الشماليّ، في خرائب النمارة بحوران الشَّام. وفي زمن النُعمان السائح بن امرئ القيس، عهد الشاهنشاه يزدجرد الأثيم بابنه الوليد بهرام گور إلى الملك سالِف الذِكر وأمره ببناء منزلٌ على ظهر الحيرة بريءٌ من الأدواء والأسقام كي يشبَّ ابنه صحيحًا فصيحًا، بعد أن ابتُلي بوفاة جميع أبناءه الرُضَّع، فابتنى له النُعمان قصر الخورنق، فكافأه الشاهنشاه بأن ملَّكهُ على العرب، ومنحهُ مرتبتين سُنيتين وكِسوة على قدر منزلته، واعتنى النُعمان بتربية الأمير حتّى شبَّ ومات والده. وعمل المُنذر بن النُعمان على دعم ومُساعدة بهرام گور حتَّى يصل إلى عرش فارس، بعد أن حاول بعض أهل مملكته إقصاءه عن سُدَّة الحُكم لِنُشوئه في بلاد العرب وتخلُّقه بأخلاقهم وعاداتهم وتقاليدهم، بما في ذلك التقاليد المسيحيَّة التوحيديَّة التي دخلت واستقرَّت في نُفوس عرب الحيرة، ولأنَّهُ من وِلد يزدجرد الأثيم الذي اشتهر بِسوء السيرة، فقدَّم المُنذر قوَّةً عسكريَّةً إلى بهرام گور مكَّنتهُ من استرجاع عرشه، وبذلك زادت مكانته في البلاط السَّاسانيّ.

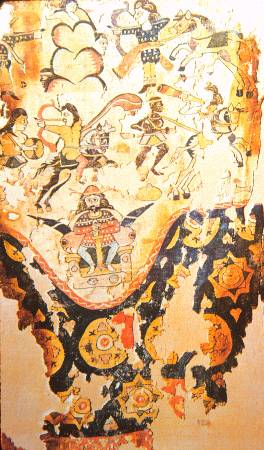
مُنمنمة على منسوجة صوفيَّة مصريَّة، منسوخة عن مُنمنة فارسيَّة ساسانيَّة، منسوخة بدورها عن لوحةٍ جصيَّة تُظهرُ الشاه كسرى الثاني يُقاتلُ الجيش الأكسومي الحبشيّ في اليمن.

ذو نوَّاس يُوسُف أسأر الحِميري، حليف الفُرس وصاحب المحرقة المسيحيَّة في نجران.

عمل الفُرس أيضًا على التحالف مع عرب الجنوب، كما عرب الشمال، وذلك بهدف مُقاومة النُفوذ الرومي في جنوب شبه الجزيرة العربيَّة، الذي انتشر عبر حليفة الروم، أي مملكة أكسوم الحبشيَّة، بواسطة التجارة والتبشير بالمسيحيَّة بين اليمنيين. ففي الوقت الذي كانت فيه الحبشة تتلقى تشجيعًا من الإمبراطور البيزنطي فلاڤيوس يوليوس قسطنس الذي كان يهدف إلى نشر الدين المسيحيّ في بلاد العرب، كان بعضُ النُبلاء ومُلوك اليمن يتذمرون من تنامي النُفوذ الحبشي والرومي، فقاموا بُمحاربة المسيحيَّة السياسيَّة عبر فكرٍ دينيٍّ سياسيٍّ آخر، فجلب الملك أبو كرب أسعد الديانة اليهوديَّة من يثرب ودعا اليمنيين إلى اعتناقها ففعلوا، وهدموا العديد من الهياكل والمعابد المُكرَّسة للآلهة الوثنيَّة. بناءً على هذا، وجد الفُرس أنَّ اليمن قد أصبحت أرضًا خصبةً لامتداد نُفوذهم إليها، فتطلَّعوا إلى التحالف مع اليهود والمذاهب النصرانيَّة المُناهضة للبيزنطيين مثل النُسطوريَّة، فدعموا اليهود حتَّى تحكّموا باليمن طيلة القرن الخامس الميلاديّ، فقبضوا على أجهزة المملكة الحِميريَّة وبخاصَّةً الماليَّة، وسيطروا على المراكز المُهمَّة حتَّى الملكيَّة نفسها، فكان جميع مُلوك حِمير مُنذُ عهد أبو كرب أسعد (400م) حتَّى عهد مرثد إلن (495م) مُتهودين باستثناء عبد كلال بن مُثوّب، لكنَّ الحال لم يستمر هكذا، فتراجع النُفوذ الفارسيّ أمام الروميّ، وانتشرت المسيحيَّة في طول البلاد وعرضها، واستحال النصارى هم سادة اليمن الحقيقيين. ولم يرضى بعضُ المُلوك برؤية تنامي النُفوذ البيزنطي مُجددًا في بلادهم، ومن هؤلاء ذو نوَّاس يُوسُف أسأر الحِميري، الذي اعتنق اليهوديَّة كي يُحارب بها المسيحيَّة السياسيَّة، ويبدو أنَّهُ رأى أنَّ استقرار حُكمه يتوقَّف على القضاء على الذين يُصدّرون المسيحيَّة إلى اليمن وبقاء اليمن مُوالية لِفارس، فاضطهد النصارى اضطهادًا شديدًا، حيثُ جمع أهل نجران وخيَّرهم بين العودة إلى الوثنيَّة أو الموت حرقًا، ففضَّل مُعظهم الموت في سبيل الإيمان، فحفر ذو نوَّاس أخاديد في الأرض وألقى المسيحيين فيها مع أناجيلهم وأضرم فيهم النار أحياء، ووردت تلك القصَّة في القُرآن بِسورة البُروج: ﴿قُتِلَ أَصْحَابُ الْأُخْدُودِ ۝٤ النَّارِ ذَاتِ الْوَقُودِ ۝٥ إِذْ هُمْ عَلَيْهَا قُعُودٌ ۝٦ وَهُمْ عَلَى مَا يَفْعَلُونَ بِالْمُؤْمِنِينَ شُهُودٌ ۝٧ وَمَا نَقَمُوا مِنْهُمْ إِلَّا أَنْ يُؤْمِنُوا بِاللَّهِ الْعَزِيزِ الْحَمِيدِ ۝٨﴾ [البروج:4–8]. عند ذلك ثارت حفيظة بيزنطية وعقدت العزم على عزل ذي نوَّاس عن حُلفائه الفُرس، فتمَّ إبرام صُلح بين الروم والفُرس تخلَّت فارس بموجبه عن مصالحها في اليمن.
استمرَّ عربُ الشمال في العراق مُوالين للفُرس طيلة السنوات اللاحقة على تراجع نُفوذ فارس في اليمن، فعاونوهم في مُواجهة البيزنطيين وحُلفائهم الغساسنة، فقدَّم ملك الحيرة المُنذر بن امرئ القيس بن ماء السماء عونًا كبيرًا للفُرس في حربهم مع الروم، وكان رأس الحربة التي شغلت بيزنطية وجُيوشها عُقودًا طويلة، وأكمل ابنه عمرو بن المُنذر هذا النهج فأغار على الغساسنة وأجبرهم على دفع الأتاوة، ووسَّع نُفوذه حتَّى شمل العراق كُلَّه والأردن حتَّى اليمامة، وغزا بني تغلب وطيء وتميم. وفي عهد أبو قابوس النُعمان بن المُنذر، تدهورت علاقات عرب الحيرة مع الفُرس، فألقى كسرى القبض على النُعمان وحبسه حتَّى مات. وانتهى بوفاة النُعمان حُكم اللخميين أو المناذرة في الحيرة، لأنَّ كسرى عيَّن مكانه رجلًا من طيء اسمه إياس بن قُبيصة، وقد أدّى زوال أُسرة المناذرة إلى تحطيم الحاجز الذي أقامه الفُرس أمام العرب، فانكشفت الإمبراطوريَّة الساسانيَّة، ووقفت القبائل العربيَّة وجهًا لوجه أمامها، إذ لم تصُدُّهم قُوَّة، فأخذوا يشُنون الغارات على أطراف الإمبراطوريَّة في العراق وساعدهم على ذلك الاضطراب الداخليّ بفعل الصِراع على السُلطة وانهماك كسرى بالحرب مع البيزنطيين، وتوغَّل بعضهم داخل العراق، وما لبث أن اشتبك العرب والفُرس في مُواجهةٍ كبيرة عُرفت باسم «معركة ذي قار» أو «يوم ذي قار» عندما أراد كسرى استرجاع مال وسلاح النُعمان بن المُنذر وكان الأخير قد أودعه لدى هانئ بن مسعود الشيباني، ورفض هذا تسليمه، فأراد كسرى استرجاعه بالقوَّة، لكنَّ جيشه انهزم أمام العرب وولّى الأدبار. عزل الفُرس على أثر خسارتهم في ذي قار، إياس بن قُبيصة الطائيّ عن حُكم الحيرة، وعيَّنوا عليها حاكمًا فارسيًا هو آزاذبه بن ماهان الهمذاني، إلَّا أنَّ هذا لم يتمكّن من إن يُعيد الثقة التي كانت بين المناذرة والأكاسرة وأن يُحسِّن العلاقة التي ساءت بين العرب والفُرس، فاستقلَّت القبائل العربيَّة التي ارتبطت بالإمبراطوريَّة الساسانيَّة في البحرين وأواسط شبه الجزيرة العربيَّة، ما اضطرَّ الفُرس إلى إعادة أحد أبناء النُعمان، وهو المُنذر المغرور، إلى حُكم الحيرة، وفي روايةٍ أُخرى أنَّ عرب الحيرة استغلّوا الاضطراب الدَّاخليّ في فارس بفعل الصراع على السُلطة، فعزلوا آزاذبه وأقاموا المُنذر مكانه، ولم يكن أمام الأكاسرة سوى الاعتراف بالأمر الواقع. وفي تلك الفترة، كان الرسول مُحمَّد قد وطَّد دعائم الدولة الإسلاميَّة في المدينة المُنوَّرة، وأرسل العديد من الرسائل إلى الحُكَّام المُجاورين، ومنهم نجاشي الحبشة أصحمة بن أبجر، وهرقل قيصر الروم، والمُقوقس قيرس السَّكندري عامل الروم على مصر، وكسرى الثاني شاه فارس، يدعوهم فيها إلى الإسلام، وقد قام عبدُ الله بن حُذافة السهميّ بنقل رسالة الرسول إلى كسرى، وكان نص الرسالة كالتالي: «،  مِنْ مُحَمَّدٍ رَسُولِ اللَّهِ إِلَى كِسْرَى عَظِيمِ فَارِسَ، سَلاَمٌ عَلَى مَنِ اتَّبَعَ الْهُدَى، وَآمَنَ بِاللَّهِ وَرَسُولِهِ، وَشَهِدَ أَنْ لاَ إِلَهَ إِلاَّ اللَّهُ وَحْدَهُ لاَ شَرِيكَ لَهُ، وَأَنَّ مُحَمَّدًا عَبْدُهُ وَرَسُولُهُ؛ وَأَدْعُوكَ بِدُعَاءِ اللَّهِ، فَإِنِّي أَنَا رَسُولُ اللَّهِ إِلَى النَّاسِ كَافَّةً؛ لأُنْذِرَ مَنْ كَانَ حَيًا وَيَحِقَّ الْقَوْلُ عَلَى الْكَافِرِينَ. فَإِنْ تُسْلِمْ تَسْلَمْ، وَإِنْ أَبَيْتَ فَإِنَّ إِثْمَ الْمَجُوسِ عَلَيْكَ». وقد أثارت تلك الرسالة غضب كسرى، فأمسكها ومزَّقها وقال: «عَبْدٌ مِنْ رَعِيَّتِي يَكْتُبُ اسْمُهُ قَبْلِي»، وسبَّ النبيّ، فلمَّا بلغته هذه الكلمات دعا على شاه فارس وقال: «مَزَّقَ اللَّهُ مُلْكَهُ».

## أوضاع الإمبراطوريَّة الساسانيَّة عشيَّة الفُتوح الإسلاميَّة

### الوضع السياسي

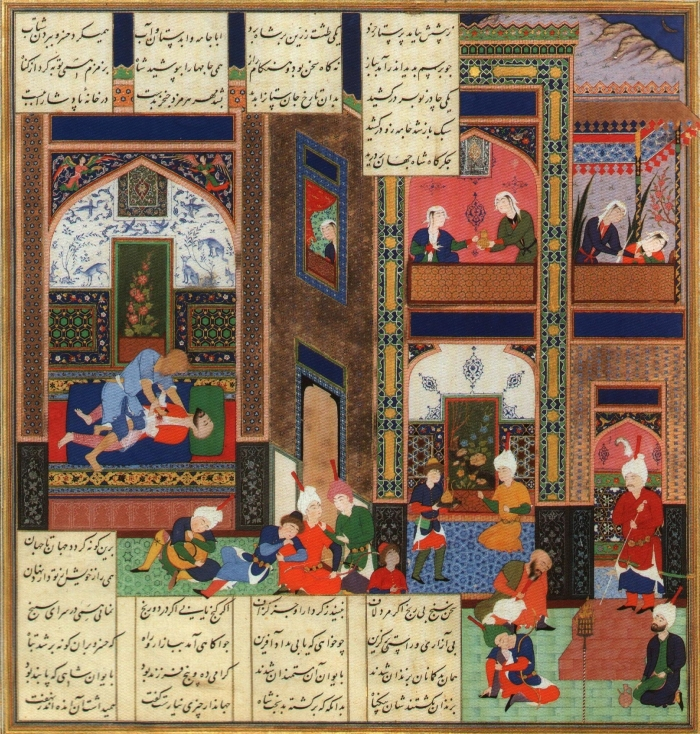
مُنمنمة فارسيَّة تُظهر اغتيال كسرى الثاني، وبداية دور الضعف والانحلال في الإمبراطوريَّة الساسانيَّة.

أخذ الضعف يدُبُّ في فارس بعد اغتيال كسرى الثاني سنة 628م عقب هزيمته على يد الروم في الشَّام ومصر، فتسلَّط على الحُكم أحد القادة ويُدعى «شهريار»، فثار عليه الأُمراء وقتلوه ونصبوا مكانه طفلًا اسمه «جوانشير»، وهو ابن كسرى الثاني من زوجه شيرين، ثُمَّ قُتل فخلفته أخته «بوران» (أو بوراندخت). دام حُكمُ بوران سنة وأربعة أشهر قبل أن تخلفها أختها «آرزميدخت». وظهر في عهدها القائد رُستم فرّخزاد كأحد القادة الأقوياء، ويبدو أنَّه استاء من تولّي امرأة عرش الأكاسرة الساسانيين، كما حنق عليها لِقتلها والده «فرخ‌هرمز» في مُناسبةٍ سابقة، فزحف نحو العاصمة واستولى عليها وعزل الملكة وسمل عينيها. وتتابع على الحُكم حُكَّامٌ ضعاف مثل هُرمز الخامس وكسرى الرَّابع، لكن لم يكن مُعترفًا بهما إلَّا في بعض أجزاء البلاد. ثُمَّ تولّى عرش الإمبراطوريَّة الساسانيَّة أحد عشر ملكًا على مدى أربع سنوات كان آخرهم يزدجرد الثالث ابن الأمير شهريار الذي استولى على الحُكم بمُساعدة القائد رُستم سالِف الذِكر. وفي واقع الأمر لم يكن الشاه الأخير سوى دُمية صوريَّة بيد رُستم، الذي أضحى الحاكم الفعليّ للإمبراطوريَّة المُتداعية، وفق عُرفٍ كان قد شاع مُنذ السنوات التي تلت موت كسرى الثاني، إذ مال التطوّر شيئًا فشيئًا نحو التسلُّط العسكريّ، واستقلَّ كُل قائد ووالي بولايته أو إقطاعه، وكأنَّهُ وراثي، وبخاصَّةٍ عندما هوت الأُسرة المالكة إلى تدهورها النهائيّ. وقد كثُرت مُحاولات اغتصاب السُلطة من قِبل القادة. ويُعدُّ تسلُّط هؤلاء آخر مرحلة من مراحل التطوّر السياسي أيَّام الساسانيين. ولكنَّ نظام الإقطاع الذي برز في هذه المرحلة لم يكن لديه مُتسعٌ من الوقت ليتَّحد قبل الفتح الإسلامي. ومُنذُ عهد فيروز الثاني الذي تولّى الحُكم بعد آرزميدخت، كانت جميع الأقاليم الواقعة شرقيّ مدينة مرو الروذ في خُراسان خارجة عن سُلطة الدولة، ولم تكن هراة نفسها تابعة للساسانيين. وخضعت الولايات الواقعة على شواطئ بحر قزوين للديالمة، واستقرَّت الولايات الشماليَّة والشرقيَّة في أيدي مُلوك وأُمراء مُستقلين. وقد حاول رُستم جاهدًا أن يعمل على إعادة اللُحمة والقوَّة إلى الدولة، لكنَّهُ وجد نفسهُ عاجزًا عن وقف زحف المُسلمين الجارف. ومن الجدير بالذِكر أنَّ البعض قد اعتبر أنَّ ضم مملكة الحيرة إلى الفُرس أحد أهم عوامل سُقوط الإمبراطوريَّة الساسانيَّة أمام جحافل الجيوش الإسلاميَّة وسهَّل فتح فارس أمامهم، حيث وافق المناذرة بأن يكونوا جواسيس للمُسلمين بعد هزيمتهم في معركة الحيرة أمام خالد بن الوليد.

### الوضع الاجتماعي

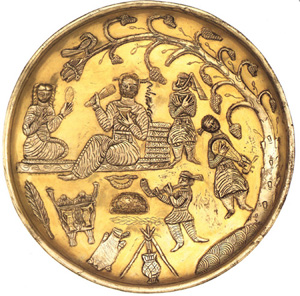
لوحة من القرن السَّابع الميلادي تُصوَّر موسيقيي العصر الساساني يعزفون أمام أحد النُبلاء.

كان المُجتمع الفارسي الساساني قائمًا على نظام مُلزم للطبقات وفق هيكلٍ أنشأه مؤسس هذه السُلالة الشاه أردشير بن بابك، وقد بقي هذا الهيكل الاجتماعيّ والإداريّ من الأُمور المُقدَّسة التي لا تحتمل التغيير حتَّى أواخر عهد الإمبراطوريَّة. ونصَّت الأبستاق، أي الكتاب المُقدَّس للمجوس، على ثلاث طبقات اجتماعيَّة باستثناء طبقة الحُكَّام، هي: رجالُ الدين، ورجالُ الحرب والحرَّاثين، وأصحاب المهن والحِرف. غير أنَّ تطوّر الحياة العامَّة في الإمبراطوريَّة، أفرز نظامًا سُباعيًا على أساس سبع طبقات، وقُسِّمت كُل طبقة بدورها إلى عدَّة أقسام. كانت الطبقة الأولى تتكوَّن من المُلوك والأُمراء وحُكَّام الولايات، وعلى رأسهم شاه فارس الذي يحكم وفقًا لِنظريَّة الحق الإلهي المُقدَّس للمُلوك، ويحمل لقب «شاهَنشاه» أي «ملك المُلوك»، ويُدعى حاكم الولاية «مرزبان» ويحمل لقب «شاه» أي «ملك». والإمارة وراثيَّة شرط الالتزام بما يفرضه الشاهَنشاه من تدابير يتمثَّل بعضها بالتزام الأمير المُقطع وضع قوَّاته العسكريَّة تحت تصرُّفه وتأدية جزية مُعيَّنة. وكانت الطبقة الثانية هي طبقة الأشراف، ويُشكِّلُ هؤلاء الطبقة القويَّة المُكوَّنة من رؤساء الأُسر السبع المُمتازة، ولِكُلِّ أسرةٍ من هذه الأُسر منطقة نُفوذ تُقيمُ فيها إلى جانب انخراط أفرادها في البلاط، ويحتكرون بعض الوظائف العامَّة مثل تتويج الملك والتعبئة العسكريَّة وإدارة شؤون الحرب وجباية الضرائب. وتكوَّنت الطبقة الثالثة من رجال الدين، وهم عدَّة أقسام، يرأسهم قاضي القضاة أو «موبذان موبذ»، ثُمَّ المؤابذة والزُهَّاد والسدنة، والهرابذة خُدَّام النار المُقدَّسة. وتألَّفت الطبقة الرَّابعة من رجال الحرب، يترأسهم «إيران سپهبد»، وتشمل صلاحيَّاته وزارة الحرب وقيادة الجيش العُليا، يليه الضُبَّاط على اختلاف رُتبهم ويُطلق عليهم لقب «الأساورة». أمَّا الطبقة الخامسة فكانت تتألَّف من موظفي الدواوين أو الكُتَّاب، وهي تضم كُتَّاب الرسائل والحسابات والشُعراء والأطباء والمُنجمون. وكانت الطبقة السَّادسة تتكوَّن من «الدَّهاقون»، وهم رؤساء القُرى ومُلَّاك الأراضي الذين يستمدون قوَّتهم من الملكيَّة الوراثيَّة للإدارة المحليَّة، ووظيفتهم الأساسيَّة هي استلام الضرائب وتمويل الدولة. أمَّا الطبقة السَّابعة، فهي طبقة الشعب، وهم الفلَّاحون والصُنَّاع والرُعاة والتُجَّار وأهل الحِرف.
تفاوتت الطبقات الاجتماعيَّة الفارسيَّة سالِفة الذِكر في النسب والمنزلة، وظهر التمييز بينها واضحًا في المركب والملبس والمسكن وعدد الزوجات والجاريات والخدم، فلِكُلِّ فردٍ منزلته ومرتبته ومكانه المُحدد في الجماعة. وحُظر الانتقال من طبقةٍ إلى طبقة أعلى منها بوجهٍ عام إلَّا في حُدودٍ ضيِّقةٍ، على أنَّ هذا الاستثناء لا يطالُ الارتقاء إلى طبقة رجال الدين. فالموبذ يجب أن يكون ابن موبذ، لاعتقاد أفراد هذه الطبقة أنَّهم أُسرة واحدة لا يجوز لأجنبيّ أن ينتسب إليها. ضاق أبناء الشعب الفارسيّ بهذا النظام، فالفرد منهم كان يشقى ويتعب لِتربية أولاده ورعايتهم، حتَّى إذا شبُّوا وبدأوا يُساعدونه على تحمّل أعباء الحياة؛ جمعهم الأشراف ليُقدموهم إلى الشاهَنشاه الذي يقذف بهم في أُتون الحروب. ولقد استهان الشاهَنشاهات بِرؤساء الطبقات الرفيعة، فلم يُراعوا حق الدين والوطن، ورُبَّما أجلس بعضهم عدوَّ البلاد على العرش. كما أنَّ رجال الدين خلعوا لِباس التقوى، وألهاهم جمع المال، وفُتنوا بالمظاهر، وناصبوا الأشراف العداء السافر، وأخذ بعضهم يكيدُ لِبعض، وكانت كُلُّ طائفةٍ تسعى لِمصلحتها دون النظر إلى مصلحة المجموع. أفقدت هذه الأوضاع الشَّاذة ثقة الفارسيّ بِمُجتمعه ووطنه، وتزعزع إيمانه بهذا النظام، ولم تقضِ إصلاحات كسرى الأوَّل أنوشروان على ما في نُفوس الناس من الشُعور بالظلم، والتطلُّع إلى من يتحدَّث عن المُساواة وتكافؤ الفُرص بين النَّاس، حتَّى وجدوا ذلك في الدين الإسلامي.

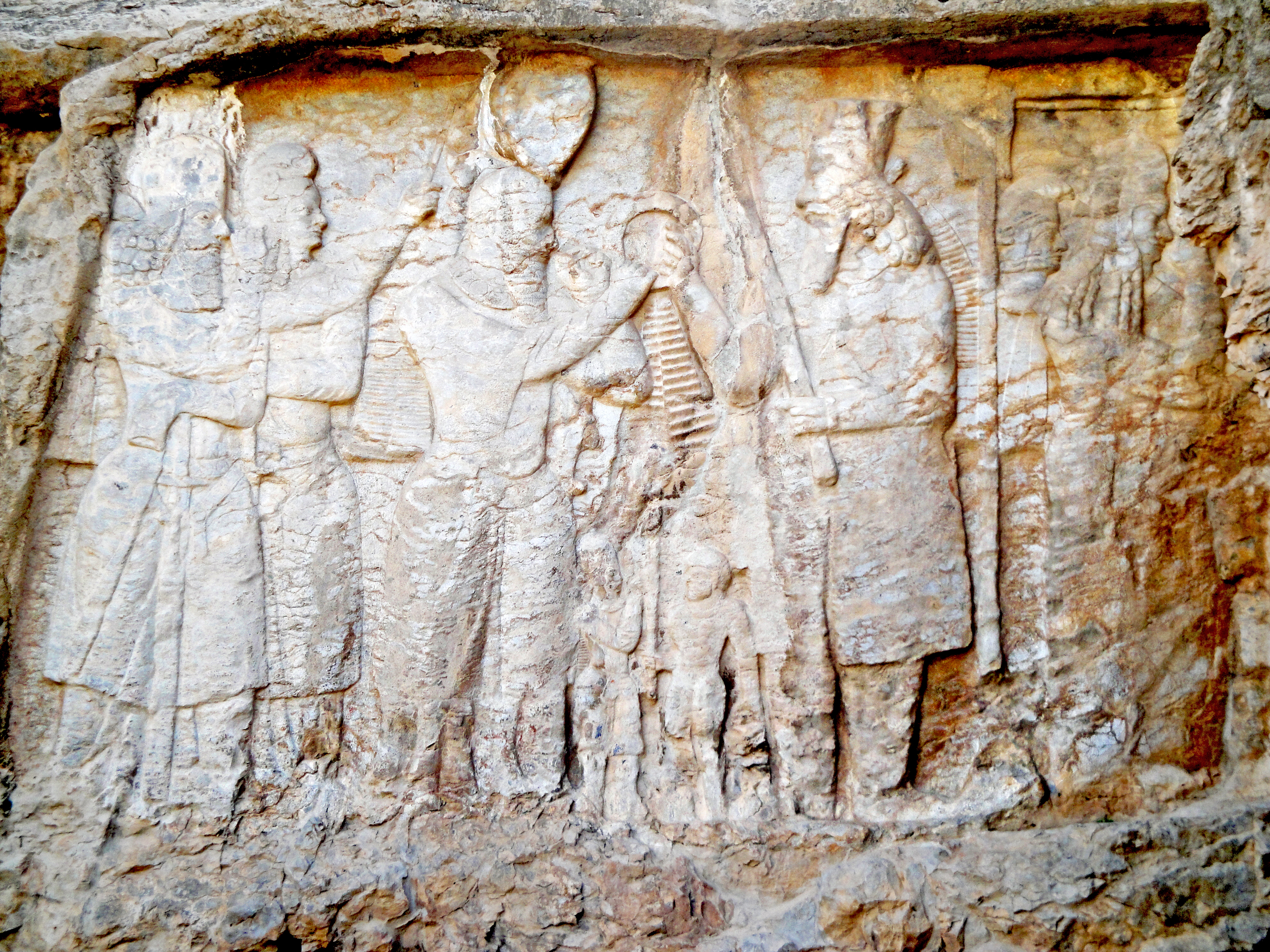
نقش لإله الخير عند المجوس أهورامزدا والشاهنشاه أردشير الأوَّل.

### الوضع الديني
اتَّخذ الفُرس الساسانيّون، مُنذُ بداية عهدهم، المجوسيَّة (الزرادشتيَّة) دينًا رسميًا. ومن خصائص هذا الدين تقديس عناصر الطبيعة. وللشمس عند الساسانيين حُرمة عظيمة، غير أنَّ النار أعظم شأنًا، لذلك دخلت كعاملٍ رئيسٍ في عباداتهم. وبُيوتُ النَّار عندهم هي مراكز العبادة والتقديس. يعتقد المجوس بوجود إلهٍ للخير والنور، خالقٍ يُسمّونه «أهورامزدا»، وإلهٌ للشر والظُلمة يُسمّونه «آهرمان» ولكنَّهُ ليس بمُستوى أهورامزدا. فالمجوسيَّة بهذا تقومُ على الثنويَّة والنزاع الدائم بين إله الخير وإله الشر، لكنَّ النصر في النهاية سيكون للإله الأوَّل بما يبذله الإنسان من أعمالٍ حسنةٍ للتغلُّب على روح الشَّر. وابتُلي الساسانيّون بِنزاعاتٍ دينيَّةٍ بعد ظُهور الديانتين المانويَّة والمزدكيَّة بفعل اختلاف فلسفاتها وتعاليمها. وكان تشجيع الأكاسرة لإحدى هذه الديانات يدفع مُعتنقيها إلى اضطهاد مُخالفيهم، وقد أضاع هذا التناحر البلاد حين وضعها في جوٍ مشحونٍ بالنزاعات.

### الوضع العسكري

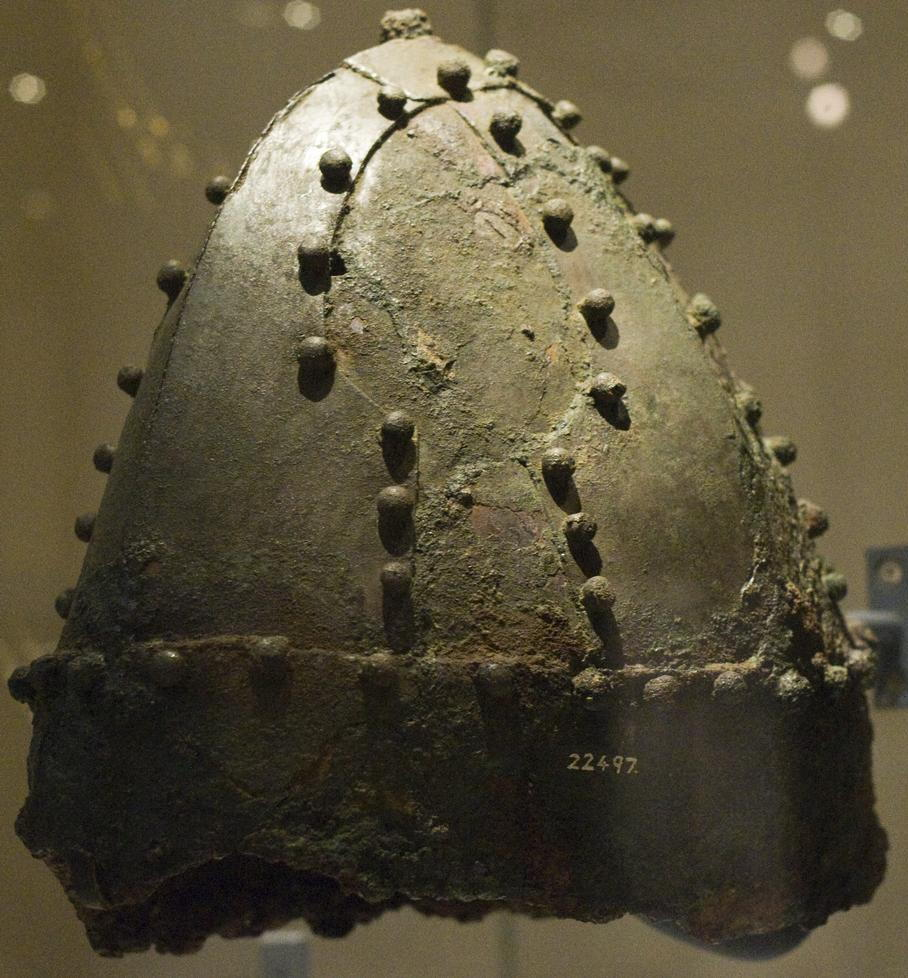
خوذة عسكريَّة ساسانيَّة.

نحت الإمبراطوريَّة الساسانيَّة، مُنذُ بداية حياتها السياسيَّة، منحىً توسُعيًا، بهدف إحياء الإمبراطوريَّة الأخمينيَّة التي قضى عليها الإسكندر الأكبر، وقد تطلَّب ذلك إنشاء جيشٍ مُنظمٍ وقويٍّ، لذلك أدخل الشاهنشاه أردشير الأوَّل طوائف الجُند التي كانت تتبع صاحب الإقطاع في الجيش النظاميّ. والمعروف أنَّ الفُرسان الدَّارعين يُشكِّلون القوَّة الضاربة في الجيش الفارسيّ، وأنَّ النصر يتوقَّف على مدى اندفاعهم وشجاعتهم في القتال، وبِخاصَّةً الفرقة المعروفة بالخالدين، وهي مؤلَّفة من عشرة آلاف فارس يُختارون من بين المُجلِّين. وتتخذُ الفيلةُ مكانها خلف الفُرسان، وكأنَّها حُصون، وتُشكِّلُ عامل رُعبٍ لِخيل العدوّ، وعامل ثقة لأفراد الجيش الفارسيّ، كما يُحملُ عليها أبراجٌ من الخشب مشحونةٌ بالمُقاتلين والسِّلاح ورُماة النِبال وحاملي الرَّايات، ويُقدِّمونها أحيانًا أمامهم، ويجعلون منها نُواةً لِفِرقهم، تلتفُّ حول كُلِّ فيلٍ فرقةٍ من الجيش. وإذا ذُعر فيلٌ أثناء المعركة وارتدَّ على جُنود الفُرس، يُبادرُ الفيَّال إلى قتله.

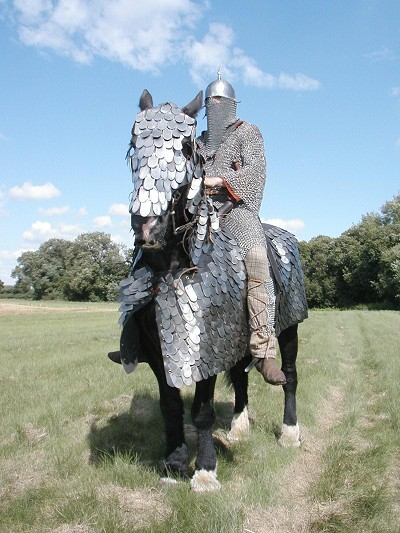
فارسٌ ساسانيٌّ مُدرَّع.

شكَّل المُشاةُ مؤخَّرة الجيش، وهُم من أهل القُرىـ يُستدعون إلى الحرب دون أجرٍ أو حافز، ويلبسون دروعًا من الخيزران المُتشابك المُغطّى بِجلدٍ غير مدبوغٍ، وهُم جنودٌ غير مهرة عادةً، يُولّون الأدبار قبل أن يبدأ العدوُّ بالحرب. واعتمد الجيشُ الفارسيّ على المُرتزقة أيضًا، وهُم من الشُعوب القاطنة في أطراف الإمبراطوريَّة من الذين اشتهروا بالشِّدَّة في القتال، مثل: السجستانيّون، والسَّاجيّون، والقفقاسيّون، والدَّيالمة، وغيرهم. يقودُ الشاهنشاه، عادةً، الجيش في المعارك، ويُنصبُ العرش الملكيّ وسط الجيش، ويُحيطُ به خدمه وحاشيته وفِرقة من الجُند المُكلَّفة بِحراسته.
اقتبس الفُرس بعضُ الفُنون العسكريَّة من الرومان ومن خُلفائهم المشرقيين، أي الروم البيزنطيين، مثل عمليَّات حِصار القِلاع واستعمال المجانيق والأبراج المُتحرِّكة وآلات الحِصار الأُخرى التي كانت تُستعملُ قديمًا، كما نفَّذوا أُسلوب حرق المحاصيل الزِّراعيَّة حتَّى لا يستفيد العدُوُّ منها، وفتح السُدود في الأراضي التي يُخصِّبها الرَّي، حتَّى يغرق الوادي ويُوقف تقدُّم العدوّ. هذا ويُشترط بالقائد أن تتوفَّر فيه الصِّفات العسكريَّة الضروريَّة لإدارة الحرب والقُدرة على وضع وتنفيذ الخِطط العسكريَّة. لم يكن الفُرس شديدي البأس في الحرب، ولم يعتادوا القِتال ببسالة إلَّا أن يكونوا على مسافةً بعيدةً من عدوِّهم، وإذا شعروا بأنَّ فِرقهم تتراجع يتقهقرون مُطلقين خلفهم سِهامهم حتَّى يُخففوا من مُطاردة عدوِّهم لهم. تعتمدُ الخِطط العسكريَّة التي طبَّقها السَّاسانيّون في القِتال، على الصَّدمة بأفواجٍ مُنظمةٍ من الفُرسان الدَّارعين في صُفوفٍ كثيفةٍ، كما طبَّقوا نِظام التعبئة القائم على المُقدِّمة من الفُرسان، والقلب الذي يرتاد أفرادُه مكانًا مُشرفًا، والجناحين والمُؤخَّرة من الرُماة والمُشاة، وهو نِظامُ الزَّحف من خِلال تقسيم الجيش إلى كراديس. والواقع أنَّ هذا النظام العسكريّ، لم يثبت أمام التعبئة الإسلاميَّة القائمة على الكر والفر، والمعروف أيضًا أنَّ المُسلمين استعملوا أيضًا أُسلوب الكراديس في القِتال.

### العلاقة مع الروم البيزنطيين
ورث الساسانيون العلاقات العدائية مع الرومان من أسلافهم الپارثيين. وفي القرن الثالث الميلادي، شن الساسانيون عدد من الهجمات على الأراضي الرومانية، واستطاع الرومان استيعاب تلك الهجمات دون أن يفقدوا أيًا من أراضيهم. لكن مع مرور الوقت نجح الساسانيون في تحقيق بعض المكاسب، وسرعان ما انعكس الوضع في منتصف القرن الرابع الميلادي. ومع انقسام الإمبراطورية الرومانية، ورث البيزنطيون الصراع مع الساسانيون في تلك البقعة، وأُضيف إلى البعد السياسي للحروب بينهما بعدًا دينيًا بعد دخول البيزنطيون في المسيحية. كانت الحروب بين الطرفين سجال، فلم يستطع أيّ منهم تحقيق نصر عسكري حاسم. في العقود التي سبقت الفتح الإسلامي، استطاع البيزنطيون الانتصار على الساسانيين في الحرب التي دارت بينهما بين سنتي 572 و591 م التي تحالفوا فيها مع الأمير الساساني المنفي كسرى الثاني، ومكّنوه من استعادة عرشه من يد بهرام جوبين، واستولوا على مناطق من شمال شرق بلاد الرافدين ومعظم أرمينية الفارسية ومناطق من القفقاس.

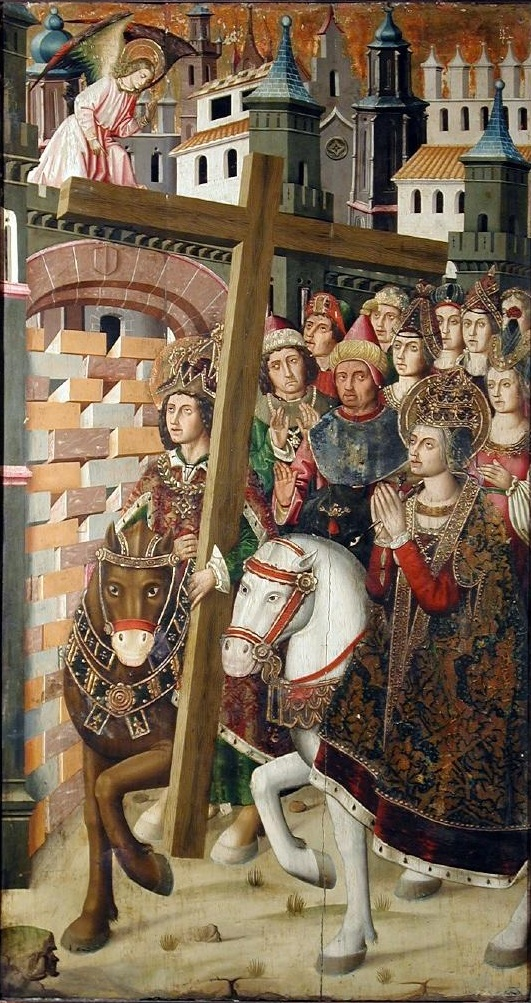
أيقونة إسپانيَّة من القرن الخامس عشر الميلاديّ تُظهرُ هرقل يُعيد الصليب الحقيقي إلى بيت المقدس، وتظهر إلى جانبه القديسة هيلانة.

أنهكت تلك الحرب الخزانة الروميَّة. دفع ذلك الإمبراطور البيزنطي موريس لفرض تدابير مالية صارمة وخفض أجور الجيش، مما أدى إلى أربعة تمردات. نتج عنها في النهاية إعلان الجيش للقائد فوقاس إمبراطورًا لبيزنطة، وبعد فترة قُتل موريس على يد جنود فوقاس أعلن نارسيس أحد قادة موريس وحاكم ولاية بلاد الرافدين الرومانية العصيان على فوقاس، وتحصّن في الرها، فبعث له فوقاس بقائده جرمانوس لحصار الرها. لجأ نارسيس حينها لطلب العون من كسرى الثاني ملك الفرس، فاتخذها كسرى الثاني حُجة لقتال البيزنطيين، ولاستعادة ما فقده الساسانيون في أرمينية وبلاد الرافدين. هزم الساسانيون البيزنطيون في معركة دارا سنة 605م، مما أدى إلى اندلاع التذمر ضد فوقاس، وفي سنة 608 م، أعلن هرقل الكبير حاكم إفريقية الروماني نفسه إمبراطورًا. وامتدت الاضطرابات في الولايات الرومانية لتشمل الشَّام سنة 610م. ثم استطاعت حملة بحرية وجهها هرقل الأكبر بقيادة ابنه هرقل من الاستيلاء على القسطنطينية، وأسر فوقاس، وإعدامه. وبعد وقت قصير، توفي هرقل الأكبر وخلفه ابنه هرقل. استغل الفرس تلك الاضطرابات، وتوغلوا في الأناضول، كما هاجموا المدن الحدودية في أرمينية وبلاد الرافدين. حاول هرقل طلب الصلح مع الساسانيين، إلا أنهم رفضوا طلبه كونهم منتصرين عسكريًا. هاجم القائد الفارسي شهربراز ولاية سورية الرومانية ونجح في الاستيلاء على أنطاكية وطرطوس، لتنقطع الصلة بين القسطنطينية وولاياتها الجنوبية في فلسطين ومصر وإفريقية. ثم ضموا دمشق وأفامية وحمص سنة 613م، حاول القائد البيزنطي نسطاس مقاومة الفرس إلا أنه هُزم في أذرعات. وفي سنة 614م، استولوا على القدس بعد حصار وحرقوا عدد من الكنائس بينها كنيسة القيامة، واستولوا على مقدسات مسيحية كالصليب الحقيقي والحربة المقدسة والاسفنجة المقدسة. ثم غزا القائد الفارسي شهربراز مصر سنة 618م، واقتحموا الإسكندرية بعد عام من الحصار.

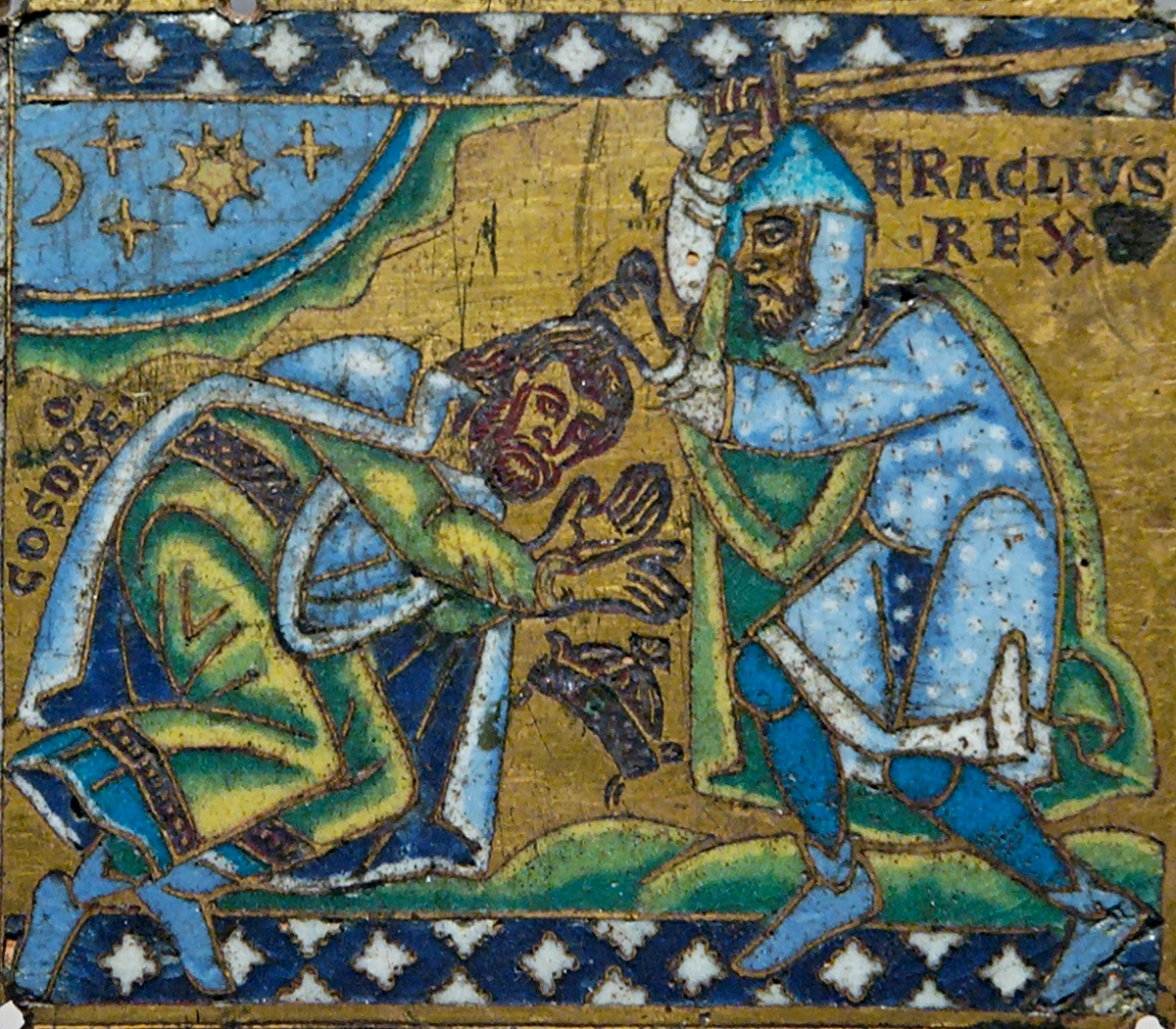
شاه فارس كسرى الثاني يخضعُ لإمبراطور الروم، القيصر هرقل، مقطع من صحيفة معدنيَّة منقوشة على صليبٍ إفرنجيّ من القرن الثاني عشر الميلاديّ.

في سنة 622م، شنّ هرقل هجومًا مضادًا على الفرس بدأه بمهاجمة قبادوقية، فانسحبت قوات الفرس بقيادة شهربراز من أمامه من الأناضول. بعدها عرض هرقل مرة أخرى الصلح مع الفرس سنة 624م، غير أن كسرى رفض مجددًا. في العام نفسه، شنّ هرقل هجومًا على أراضي الساسانيين مخترقًا أرمينية وأذربيجان ليفاجيء الفرس في معقلهم. أمضى هرقل عامين في حملته تلك، حقق فيها بعض الانتصارات غير الحاسمة. وفي سنة 626م، أعد كسرى جيشًا كبيرًا بقيادة قائده شاهين لمنع هرقل من غزو فارس، وأرسل آخر صغير بقيادة شهربراز لمهاجمة القسطنطينية، كما نسّق مع الآڤار أعداء البيزنطيين لمحاصرة القسطنطينية من جهتيها الآسيوية والأوروبية، إلا أن المدينة صمدت وفشل الحصار، مما أغضب كسرى وأمر بقتل شهربراز، الذي علم بالأمر وانسحب بجيشه إلى الشَّام، مما أضعف من قوة الفرس.
رد هرقل على ذلك بأن تحالف مع الخزر الذين شنوا هجومهم على الفرس في القفقاس. ثم فاجأ هرقل الفرس بمهاجمتهم في شتاء 627م، وألحق بالفرس هزيمة قاسية في نينوى. تسببت الهزائم المتلاحقة التي ألحقها هرقل بالفرس في حملته إلى ثورة الجيش على كسرى الثاني وخلعه وتنصيب ابنه قباذ الثاني الذي بادر بطلب الصلح مع هرقل. وقد تم هذا الصلح لينجح بذلك هرقل في استعادة كافة الأراضي البيزنطية التي استولى عليها الفرس من قبل، إضافة إلى استعادة أسرى البيزنطيين ومقدساتهم الدينية المسلوبة من القدس سنة 614م.

## صُعود الخِلافة الإسلاميَّة
توفي الرسول مُحمَّد ضُحى يوم الإثنين 12 ربيع الأوَّل 11هـ، المُوافق فيه 7 حُزيران (يونيو) 632م، وبعد وفاته بُويع أبو بكر الصدِّيق بالخِلافة ليتولّى شؤون المُجتمع الإسلامي الجديد الذي كوَّنهُ الرسول خِلال حياته، فكانت خِلافته قصيرة لم تزد عن سنتين وثلاثة أشهر وعشرة أيَّام. لكن رُغم ذلك، وقع خلال تلك الفترة حدثان بارزان يُعدَّان من أبرز أحداث التاريخ الإسلامي على الإطلاق، هُما الرِّدَّة وانطلاق الفُتوح الإسلاميَّة خارج نِطاق شبه الجزيرة العربيَّة، وكان لكُلٍّ منهما تأثيره الخاص على مُستقبل الدعوة الإسلاميَّة والعرب. أمَّا الرِّدَّة فهي الاسم الذي يُطلق على انتفاضة القبائل على أطراف شبه الجزيرة العربيَّة على الحُكم الجديد الذي قام في المدينة المُنوَّرة، فنبذ قسمٌ منهم الإسلام والتفَّ حول عددٍ من مُدعي النُبوَّة الذين جعلوا أنفسهم أندادًا للنبيّ مُحمَّد، تُحرِّكُهم دوافع اقتصاديَّة أو سياسيَّة، وبعضهم الآخر أعلن رغبته بالحِفاظ على الإسلام لكنَّهم منعوا الزكاة كونهم اعتبروها نوعًا من الذُلِّ والتبعيَّة، يدفعونها بصفتهم الطرف المغلوب، ولم يُدركوا أنَّها إحدى أركان الدين.
وفي جميع الأحوال فإنَّ أبا بكر قاتل القبائل المُرتدَّة جميعها، فأرسل إليها نُخبة القادة المُسلمين مثل خالد بن الوليد وعمرو بن العاص وعِكرمة بن أبي جهل وغيرهم، فهزموهم وقضوا على حركاتهم، فعادوا للدخول في الإسلام. وترتب على حُرُوبُ الرِّدَّة عدَّة نتائج مُهمَّة منها إعطاء المُسلمين الثقة بالنفس وبِالنظام الذي اختاروه وبِالقُدرة على الانتصار، وهي ثِقةٌ هامَّةٌ وضروريَّةٌ في مُواجهة قِوى كُبرى تتمتَّع بِقُدراتٍ ماديَّةٍ وكثرةٍ عدديَّةٍ، هذا إلى جانب الإيمان بالهدف. كما شكَّلت فُرصةً للمُسلمين كي يتدربون تدريبًا عسكريًا عمليًا على مُستوى الجُيوش الكبيرة، ابتداءً من الحشد والتعبئة العامَّة إلى التحرُّكات والسير والالتحام، إلى أعمال الدوريَّات والحِصار والجاسوسيَّة والتدابير اللوجستيَّة. ويُمكنُ وصف هذه الحُروب بِمثابة جسر عبر المُسلمون العرب عليه إلى خارج شبه الجزيرة العربيَّة بِهدف الفتح.

## فُتوحات العراق في عهد أبو بكر

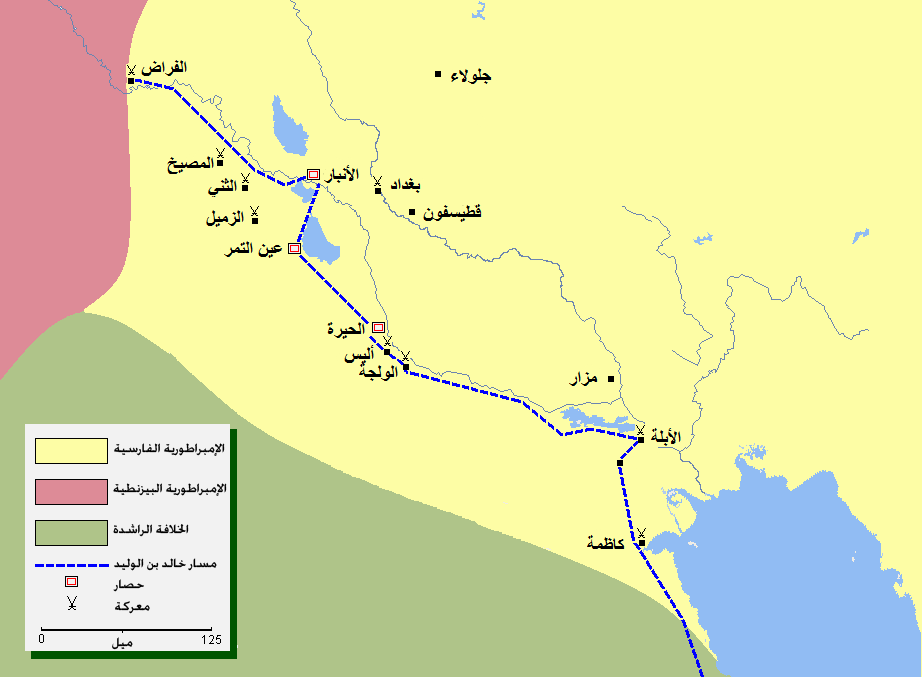
صورة توضح مسار طريق خالد بن الوليد عند فتحه للعراق.

قال محمد حسين علي محاسنة في كتابه (الفتح الإسلامي في العراق في صدر الإسلام) "فكرة فتح العراق: كان للعرب صلات مع العراق قبل الفتح إذ كانوا يُغِيرون على أطرافه أو يفدون إليه للتجارة أو للإقامة وكان بعضهم مستقراً في البلاد كما هو شأن عرب الحيرة وعين التمر والأنبار وكان بعضهم الآخر ينتقل في البوادي المطلّة على العراق مثل بادية البصرة وبادية الكوفة...واضطرّ الفرس إلى استرضاء بكر بن وائل مباشرة دون تدخل ملوك الحيرة فأوكَلوا رئاسةَ مسالح عيون الطف إلى قيس بن مسعود الشيباني رئيس بني شيبان ليمنع خطر القبائل عن السواد...وكان في بادية البصرة والكوفة وبادية الشام قُبيل الفتح العربي للعراق مجموعات من القبائل، منها: إياد وبكر بن وائل وتميم وتغلب والنمر وكلب وقضاعة وبنو أسد فقد هاجرت قبيلة إياد نحو العراق واستقرت في الريف غرب الفرات ما بين كربلاء وبادية البصرة...أما بكر بن وائل فكانت منازلها في كاظمة والنباح وذي قار وكانت بكر قد امتدت على أطراف الفرات الجنوبية وتنتشر ما بين الحيرة والأنبار واستمرت في المنطقة في تزايد حتى تحدّت السلطةَ الساسانيةَ في معركة ذي قار". وروى ابن عساكر في تاريخه بسنَده عن قدماء أهل الشاء وغيرهم وهو يذكر القبائل التي اشتركت في معركة اليرموك "وليس فيها أسد ولا تميم ولا ربيعة ولم يكن دارهم إنما كانت دارهم عراقية فقاتلوا أهل فارس بالعراق".
بعد انتهاء حروب الردة في البحرين، كان المثنى بن حارثة الشيباني يُغِير هو ورجال من قومه على تخوم العراق، فبلغ ذلك أبا بكر، فسأل عنه، فأثنى عليه قيس بن عاصم التميمي قائلاً: «هَذَا رَجُلٌ غَيْرَ خَامِلِ الذِّكْرِ، وَلَا مَجْهُوْلَ النَّسَبِ، وَلَا ذَلِيْلَ العِمَادِ». ولم يلبث المثنى أن قدم على المدينة المنورة، وقال لأبي بكر: «يَا خَليفَةَ رَسُولَ اللَّهِ اسْتَعْمِلْنِي عَلَى مَن أَسْلَمَ مِن قَوْمِي أُقَاتِلُ بِهِمُ هَذِهِ الأَعَاجِمَ مِن أَهْلَ فَارِس»، فكتب له أبو بكر في ذلك عهدًا. 
ثم رأى أبو بكر أن يمُدّ المثنى بمدد، فأمر خالد بن الوليد بالمسير إلى أسفل العراق وأن يأتي الأُبلّة، كما أمر عياض بن غنم بأن يسير أيضًا إلى أعلى العراق، وأن يسير في طريق دومة الجندل ويأتي العراق ويبدأه من المُصَيَّح شمالي العراق على أن تكون القيادة لمن يصل منهما أولاً إلى المثنى فتعثر عياض في فتح دومة الجندل، فسار خالد إلى العراق في المحرم من سنة 12 هـ، ووصل قبل عياض بعشرة آلاف جندي، انضم إليهم ثمانية آلاف كانوا مع المثنى، فكانت القيادة لخالد في العراق. أرسل خالد بن الوليد وعياض بن غنم إلى أبي بكر يستمدّانه، فأرسل القعقاع بن عمرو التميمي لخالد، وأرسل عبد بن غوث الحميري لعياض. استنكر البعض أن يكون المدد برجل واحد، فقال أبو بكر عن القعقاع : «لَا يُهْزَمَ جَيْشٌ فِيْهِ مِثْلَ هَذَا»، وكذا قال عن عبدٍ الحميري.

### معركة ذات السلاسل
أرسل خالد بن الوليد وهو في طريقه إلى العراق إلى هرمز حاكم العراق الفارسي يُخيّره بين الإسلام أو الجزية أو القتال، فآثر هرمز القتال، وأرسل إلى كسرى يطلب المدد، فأمدّه كسرى بإمدادات كبيرة تحرك بها هرمز إلى كاظمة حيث يعسكر جيش المسلمين. ناور خالد بجيشه فتحرك إلى الحفير، ليجد هرمز كاظمة خاوية. ثم لاحق هرمز إلى الحفير، وسبقهم إليها، ليعود خالد مجددًا إلى كاظمة. أراد خالد من ذلك استغلال نقطة ضعف الجيش الفارسي والتي هي ثقل تسليحه، مما يجعل أي تحرك للجيش مُجهد لأفراده. غضب هرمز لذلك، وتحرك بجيشه نحو كاظمة، وعسكر بالقرب من موارد الماء ليمنع الماء عن المسلمين. فأثار ذلك حماسة المسلمين، وخطب فيهم خالد قائلاً: «أَلا انْزِلُوا وَحُطُّوا أَثْقَالَكُمْ، ثُمَّ جَالَدُوهُمْ عَلَى الْمَاءِ، فَلَعَمْرِي لَيَصِيرَنَّ الْمَاءُ لأَصْبَرِ الْفَرِيقَيْنِ، وَأَكْرَمِ الْجُنْدَيْنِ».

الجيش الإسلامي
الجيش الساساني
حركة الجيش الإسلامي والجيش الساساني قبل المعركة. كانت استراتيجية خالد لخدع الجيش الساساني.

أمر هرمز رجاله بربط أنفسهم بالسلاسل، حتى لا يفروا من أرض المعركة وليستميتوا في القتال. بدأت المعركة بالمبارزة حين طلب هرمز مبارزة خالد، واتفق هرمز مع بعض فرسانه أن يفتكوا بخالد إن خرج للمبارزة. وعند تنفيذ خطتهم، فطن القعقاع بن عمرو التميمي للأمر، وأدرك خالد، وقتل خالدُ والقعقاعُ هرمزَ وفرسانَه. بمقتل هرمز، اضطربت صفوف الفرس، فاستغل المسلمون الفرصة، وأوقعوا بالفرس هزيمة كبيرة. استطاع قباذ وأنوشجان قائدي جناحي الجيش الفارسي الفرار، فأمر خالد المثنى بمطاردة فلول الفرس، فطاردهم المثنى حتى انتهى إلى حصن أميرة ساسانية سماه العرب «حصن المرأة»، فترك أخاه المُعنّى ليحاصره ثم واصل هو المطاردة. ولما بلغت أنباء انتصار المثنى للأميرة، صالحته وتزوجت المعنى. أما المثنى فقد واصل مطاردة فلول الفرس حتى بلغ الأُبلّة، فوجد جيشًا فارسيًا آخر بقيادة قارن بن قريانس يعسكر بالمدينة، فأرسل المثنى ليُعلم خالد بالأمر.

### معركة المذار
حين بلغ خالد بن الوليد خبر تمركز جيش قارن بن قريانس في المذار، أسرع خالد بجيشه ليُدرك المثنى. كان هرمز قد كتب إلى كسرى يطلب المدد، فأمده بجيش بقيادة قارن بن قريانس، وما أن وصل هذا الجيش إلى المذار حتى بلغه خبر هزيمة هرمز في كاظمة. ثم ما لبث أن لحق بجيشه فلول جيش هرمز وفيهم قباذ وأنوشجان قادة جيش هرمز، فجعلهما قارن قائدين لجناحي جيشه. وفي صفر 12 هـ، بدأت المعركة التي سماها المسلمون بوقعة المذار أو الثني. بالمبارزة حيث طلب قارن من يبارزه، فخرج له معقل بن الأعشى فقتل معقلُ قارنَ، ثم بارز عاصمُ بن عمرو التميمي أنوشجانَ وبارز عديُّ بن حاتم الطائي قباذَ فقتل عاصم وعدي أنوشجان وقباذ، وانتصر المسلمون على الفرس، وقتلوا من الفرس يومئذ ثلاثين ألفًا وغرق منهم الكثير في النهر، كما غنموا من المعركة الكثير، وكان من بين السبي يومئذ حبيب أبو الحسن البصري. أمر خالد بسبي أبناء المقاتلين، فيما أقرّ المزارعين على ما في أيديهم على أن يؤدوا الجزية، عملاً بوصية الخليفة أبي بكر. بعد المعركة، بعث خالد بسويد بن مقرن المزني بجند إلى الحفير، وأقام خالد بالمذار، وأرسل من يتجسس أخبار الفرس.

### معركة الولجة
بعد الهزيمة في المذار، أرسل كسرى يحشد الجيوش لقتال المسلمين، فوافاه أول الجيوش بقيادة أندرزغر حاكم خراسان إلى عاصمته قسطيفون، فأرسله كسرى لقتال المسلمين، وبعث في أثره جيشًا آخر بقيادة بهمن جاذويه وسلك كل منهما طريقًا غير الآخر. بلغ خالد خبر مسير أندرزغر نحو الولجة، وانضمام موالي الفرس من العرب من بني بكر بن وائل إلى جيشه. فأمر خالد جيشه بالاستعداد للرحيل لقتال الجيش في الولجة، وخلف سويد بن مقرن المزني وأمره بأن يلزم الحفير. وفي ليلة المعركة، أمر خالد بن الوليد بُسر بن أبي رهم وسعيد بن مرة العجلي بأن يسيرا بقوتين من الفرسان، ويختبئا خلف التلال التي كانت في ظهر جيش الفرس، وأن ينتظرا منه إشارته بالهجوم. دارت معركة الولجة في صفر 12 هـ، وبدأت بالمبارزة فتقدم خالد بن الوليد فبارزه رجل من الفرس وصفه الطبري بأنه رجلٌ بألف رجل، فقتله خالد. ثم بدأ القتال بهجوم المسلمين الذي امتصه الفرس ثم بدأوا هجومهم المضاد، وبدأ المسلمون في التراجع ببطء، ثم أشار خالد لقوات بسر وسعيد بمهاجمة جناحي جيش الفرس ومؤخرته، وأطبق خالد وجيشه على جيش الفرس، مطبقًا تكتيك الكماشة لتنتهي المعركة بانتصار ساحق للمسلمين، وخسائر فادحة للفرس، وفرار قائد الفرس أندرزغر نحو الصحراء، وموته عطشًا.

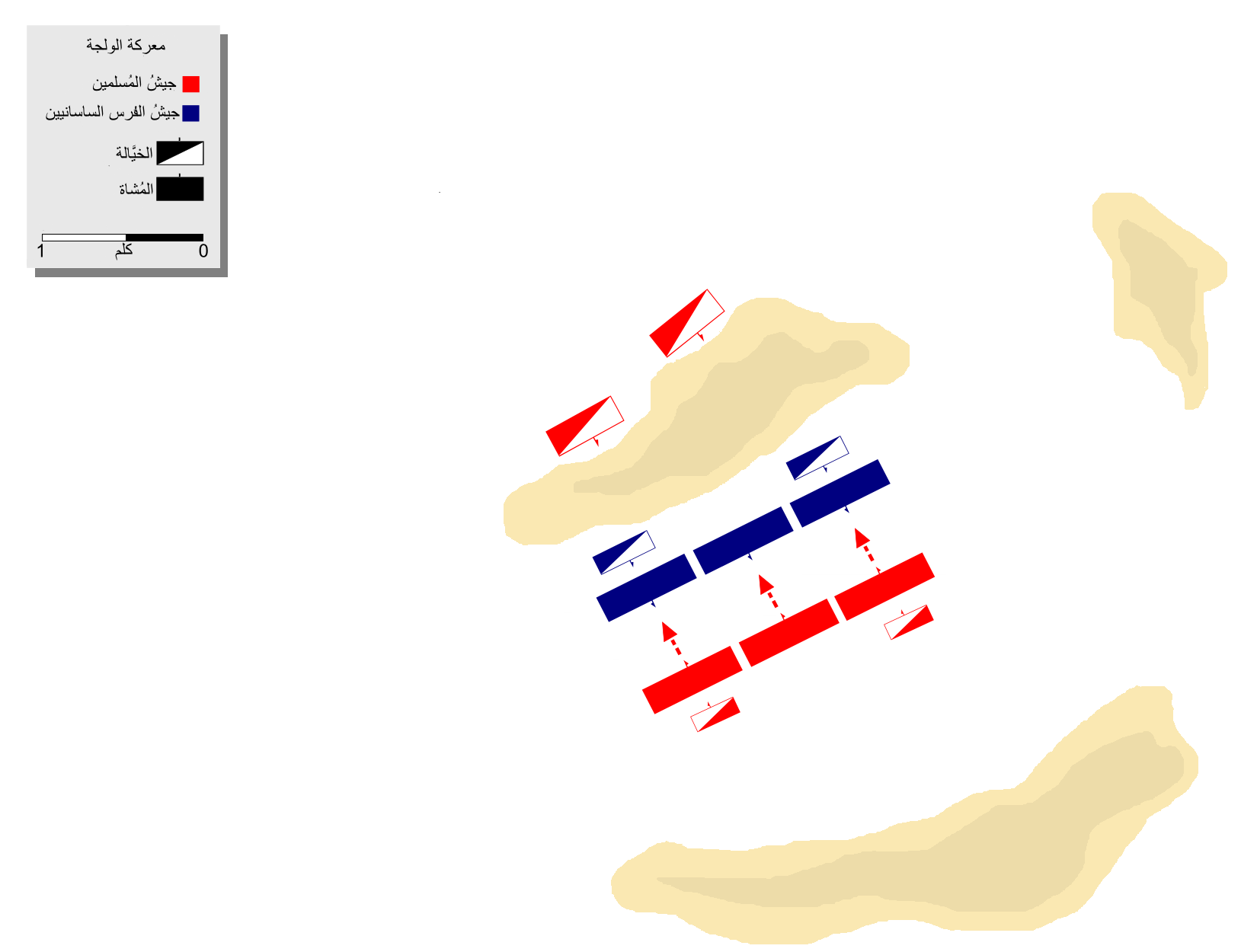
المرحلة الأولى: المسلمون يشنون هجوم عام على الفرس.
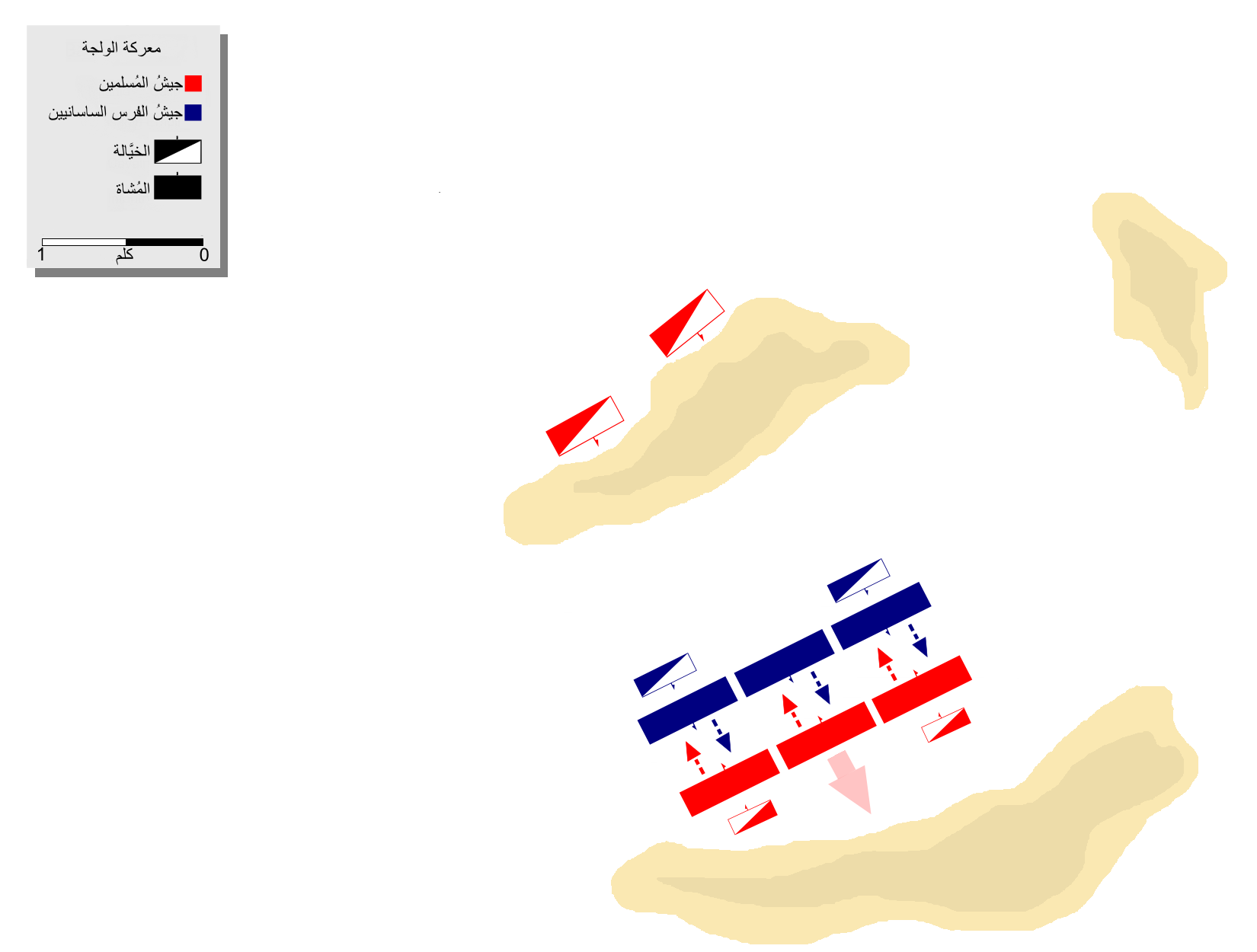
المرحلة الثانية: الفرس يردون بهجوم مضاد، وخالد يأمر جيشه بالتراجع ببطء لاحتواء جيش الفرس.
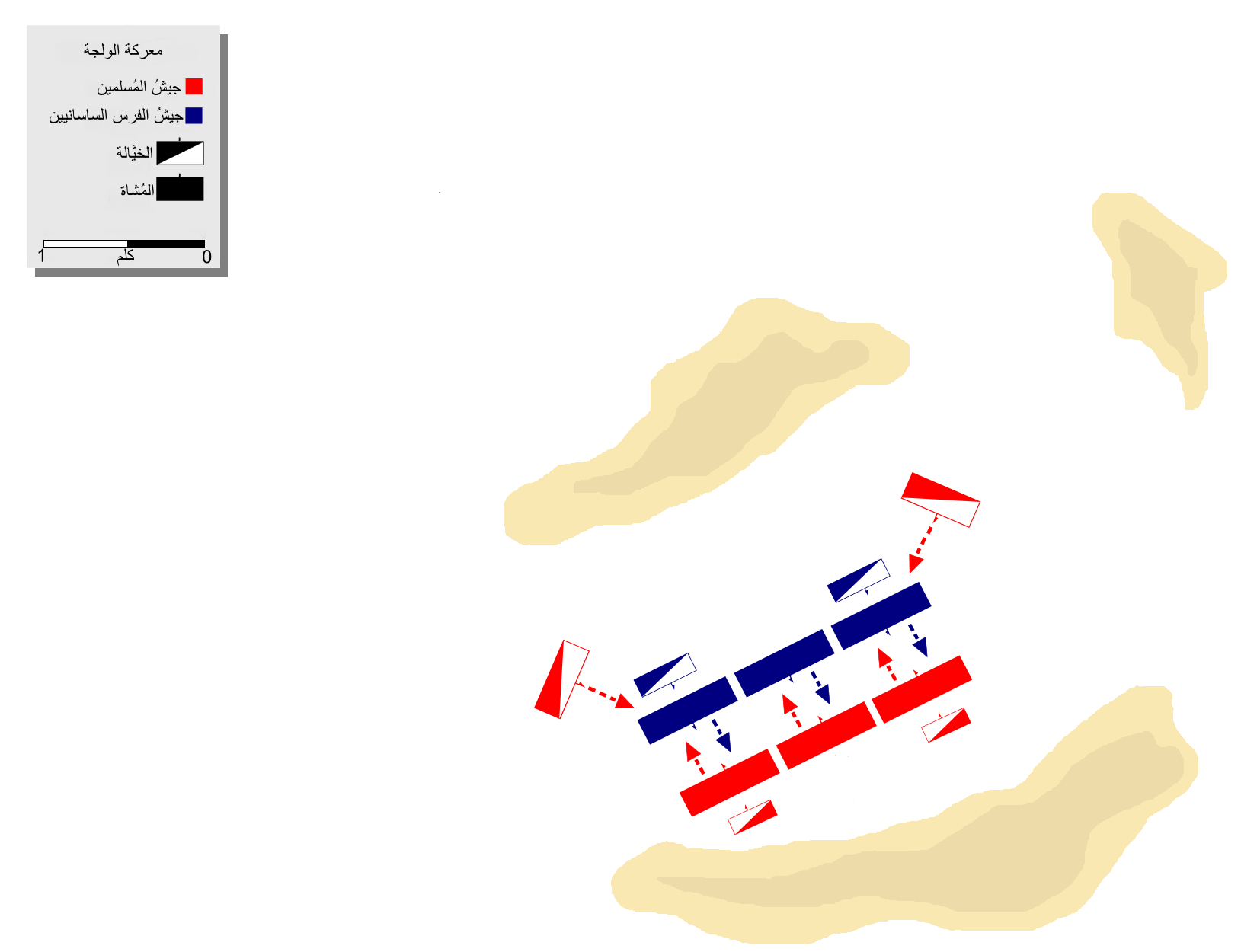
فرسان كمين المسلمين يهاجمون جناحي جيش الفرس ومؤخرته.
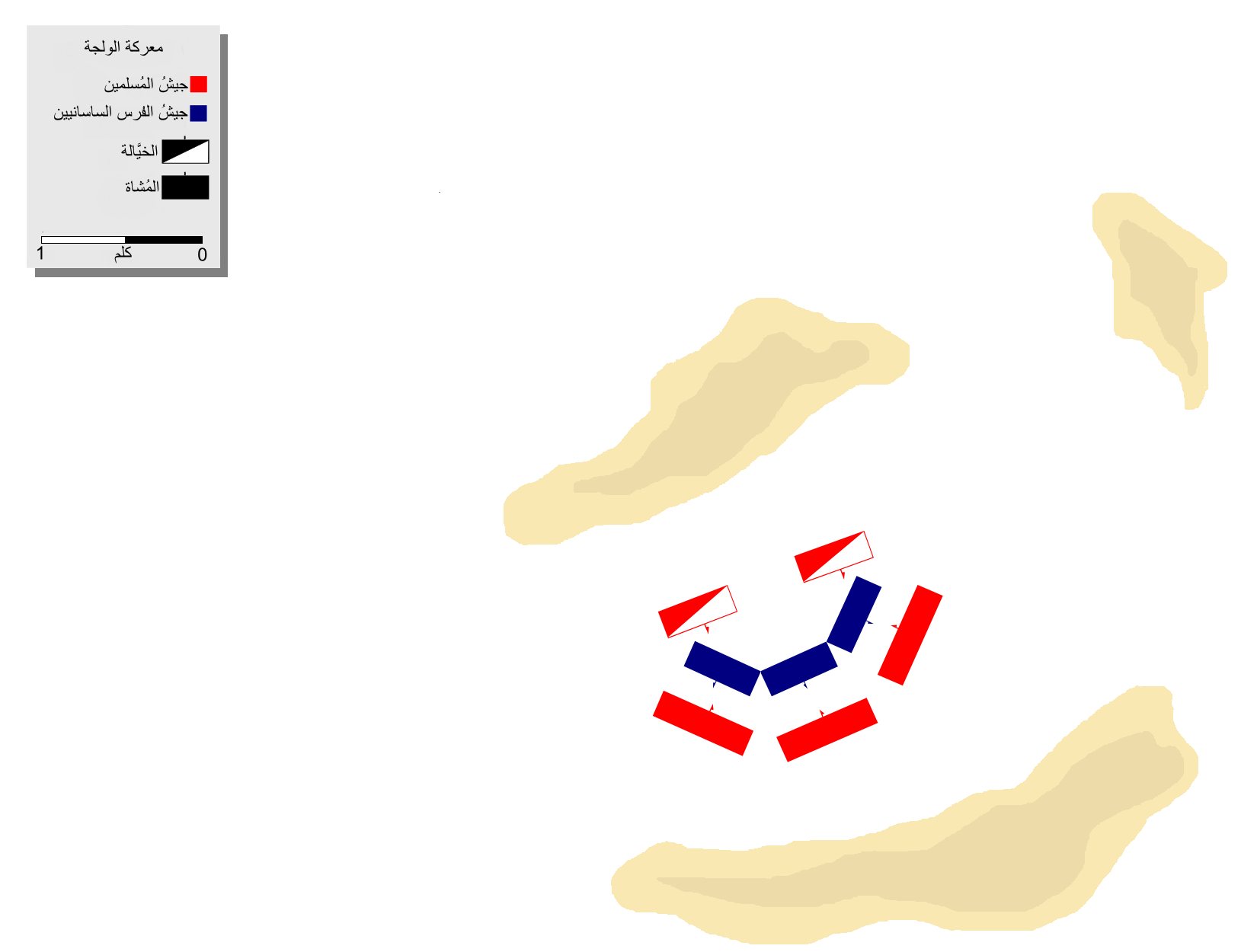
فرسان المسلمين ومُشاتهم يطبقون على جيش الفرس من كل الجوانب.

### معركة أُلَّيس
كان من بين قتلى معركة الولجة عددًا من أشراف نصارى بني بكر بن وائل، فغضب لهم قومهم لمقتلهم، وراسلوا الفرس للانتقام من المسلمين. سار بنو بكر بقيادة عبد الأسود العجلي إلى أُلّيس حيث وافى جيشًا فارسيًا كان كسرى قد أرسله لقتال المسلمين بقيادة بهمن جاذويه، الذي عاد في الطريق بعد فترة قصيرة إلى المدائن وخلف محله جابان وأمره أن يبطئ في طريقه حتى يقضي أربه ويعود ليلحق بالجيش. وصل بهمن للمدائن فوجد كسرى في مرض موته، فتأخر بهمن عن اللحاق بجيشه، فسار جابان بالجيش حتى وصل أليس حيث وجد حشودًا من حلفائه العرب من بني عجل وتيم اللات وضُبيعة وعرب الضاحية من أهل الحيرة. بلغ خالد تجمُّع الفرس والعرب في أليس، فأمر بالتحرك لقتالهم. وعند بداية المعركة، بارز خالدُ مالكٓ بن قيس وقتله، ثم اشتبك الفريقان في معركة شديدة استمات فيها الفرس في القتال، وهم على أمل أن يدركهم بهمن جاذويه بالمدد من عند كسرى، ولمّا تأزم القتال، نذر خالد قائلاً: «اللَّهُمَّ إِنَّ لَكَ عَلَيَّ إِنْ مَنَحْتَنَا أَكْتَافَهُمْ أَلا أَسْتَبْقِي مِنْهُمْ أَحَدًا قَدَرْنَا عَلَيْهِ حَتَّى أُجْرِيَ نَهْرَهُمْ بِدِمَائِهِمْ!» انتصر المسلمون في المعركة، فأمر خالد جنوده أن يمتنعوا عن القتل، وأن يأسروا منهم من استطاعوا، فأمر بسد النهر وأوكل رجالاً لضرب أعناق الأسرى في النهر، فظلوا يومًا وليلة ولم يجر النهر دمًا. فأشار عليه القعقاع قائلاً: «لَوْ أَنَّكَ قَتَلْتَ أَهْلَ الأَرْضِ لَمْ تَجْرِ دِمَاؤُهُمْ، إِنَّ الدِّمَاءَ لا تَزِيدُ عَلَى أَنْ تَرَقْرَقَ مُنْذُ نَهَيْتَ عَنِ السَّيَلانِ، وَنُهِيَتِ الأَرْضُ عَنْ نَشْفِ الدِّمَاءِ، فَأَرْسِلْ عَلَيْهَا، الْمَاءَ تَبَرَّ يَمِينُكَ» ففعل خالد، فسميت تلك المعركة بنهر الدم. ثم سار خالد بجيشه إلى أمغيشيا إحدى المدن الكبرى في المنطقة يومئذ، فوجد أهلها قد جلوا عنها، مخلّفين ورائهم الكثير، فأمر خالد بهدمها، لدَوْرِ أهل المدينة في أليس حيث شارك الكثير من أهلها في صفوف جيش الفرس.

### فتح الحيرة
بعد سقوط أمغيشيا، أعد آزاذبة مرزبان الحيرة لقتال خالد، وعسكر خارج الحيرة، وأمر ابنه بسدّ الفرات. ركب خالد وجيشُه في ربيع الأول 12 هـ السفن التي استولى عليها من معاركه السابقة ليقاتل آزاذبة، وفوجئ بعد ذلك بجنوح السفن وانحسار الماء، فأخبره الملاحون أن الفرس سدّوا النهر، فأسرع خالد بفرسان له فأدرك ابن آزاذبة عند محبس الماء في فم فرات بادقلي، فقاتله وهزمهم، وأجرى النهر مرة أخرى.
تزامن خبر هزيمة ابن آزاذبة مع وصول الأخبار بموت كسرى، فأسرع آزاذبة بالعودة إلى عاصمة الفرس تاركًا الحيرة دون أن يقاتل المسلمين. أما جيش المسلمين فقد واصلوا مسيرتهم حتى نزلوا الخورنق، فوجدوا أهل الحيرة متحصنين. فأمر خالد ضرار بن الأزور بحصار القصر الأبيض الذي تحصن فيه إياس بن قبيصة الطائي، وضرار بن الخطاب بحصار قصر العدسيين وفيه عدي بن عدي، وضرار بن مقرن المزني بحصار ابن أكّال في قصر بني مازن، والمثنى بن حارثة الشيباني بحصار عمرو بن عبد المسيح في قصر ابن بقيلة. دعا المسلمون المتحصنين في الحيرة لإحدى الثلاث الإسلام أو الجزية أو القتال وأمهلوهم يومًا، ثم شدّ المسلمون الحصار على أهل الحيرة، فلم يصمدوا كثيرًا وأعلنوا قبولهم الجزية.

### فتح الأنبار

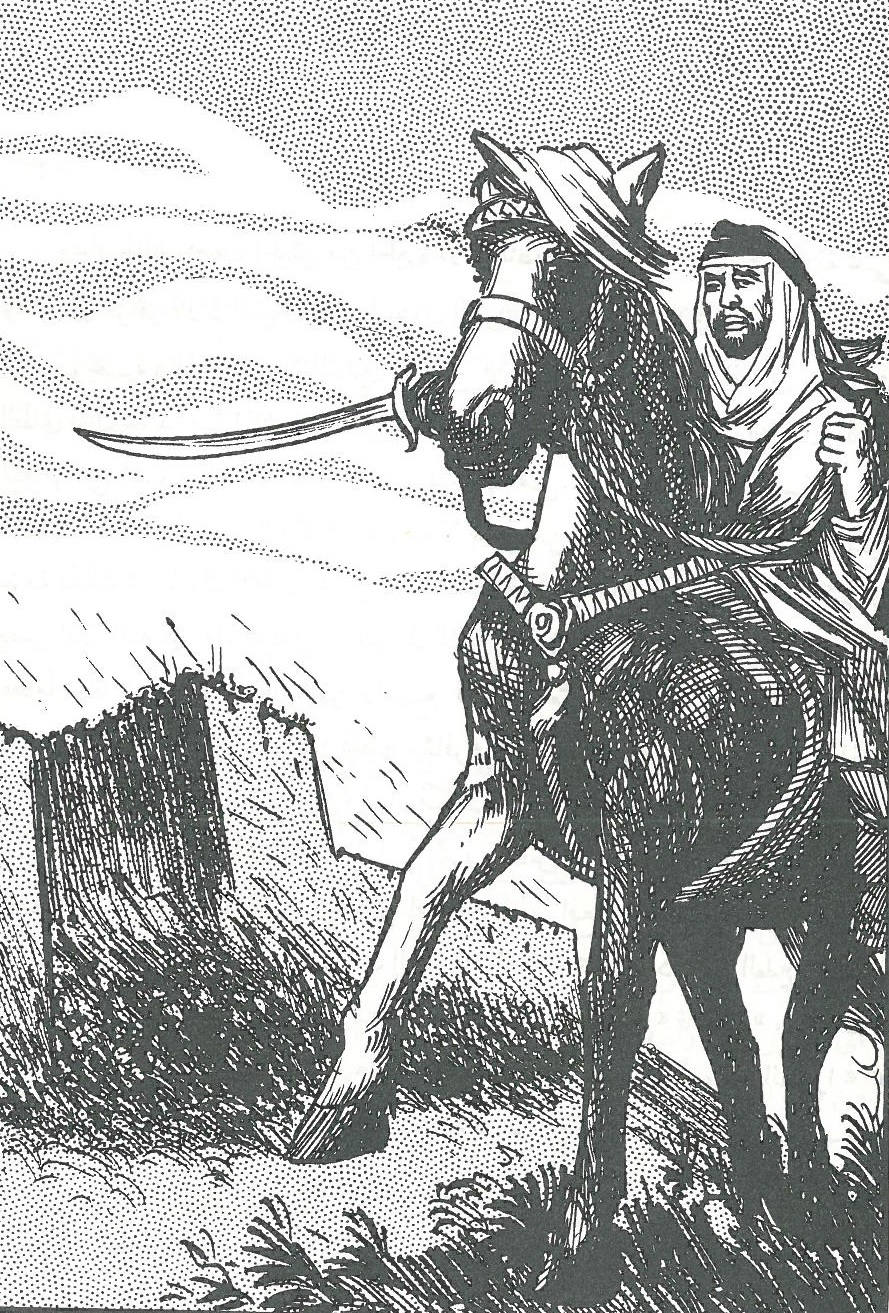
رسم تخيُلي لِخالد بن الوليد أثناء حصار الأنبار.

بعد فتح الحيرة، توافد الدهَّاقين على خالد بن الوليد في مقره بالحيرة، ليدخلوا في طوع المسلمين، ويعاهدوه على أداء الجزية. بعدئذ، وزّع خالد حاميات على الأماكن التي ضمها، ثم استخلف القعقاع بن عمرو في الحيرة، وخرج بجنده وعلى مقدمة جيشه الأقرع بن حابس التميمي لضم المناطق التي بينه وبين دومة الجندل التي تعثر عياض بن غنم في فتحها، حتى لا يُؤتى بعدوٍ من خلفه. اتجه خالد صوب الأنبار فوجد أهلها تحصّنوا وخندقوا حولهم بقيادة شيرزاد حاكم ساباط، فطاف خالد بالخندق وأوصى رماته باستهداف عيون المدافعين عن الحصن، فأصيب منهم نحو ألف عين، فسماها المسلمون ذات العيون. عندئذ، طلب شيرزاد الصلح، اشترط خالد أمورًا امتنع شيرزاد عن قبولها، فعمد خالد إلى أضيق مكان في الخندق، ونحر ضعاف الإبل وألقاها فيه، فاقتحم جنده الخندق ففر المدافعون إلى داخل الحصن، وأرسل شيرزاد مجددًا في طلب الصلح على أن يرحل بمفرزة من جنده دون أمتعة، فقبل خالد ولحق شيرزاد ببهمن جاذويه في المدائن، ثم صالح خالد أهل تلك المنطقة على أداء الجزية.

### معركة عين التمر
لما فرغ خالد من الأنبار، استخلف عليها الزبرقان بن بدر التميمي، وتوجّه إلى عين التمر التي تجمع فيها جيشان أحدهما فارسي بقيادة مِهران بن بهرام جوبين، والآخر عربي من بني النمر وتغلب وإياد بقيادة عَقَّة بن أبي عقة. ولما جاءَتهم أنباء مسير خالد إليهم، طلب عقة من مهران أن يترك له أمر قتالهم قائلاً : «إِنَّ الْعَرَبَ أَعْلَمُ بِقِتَالِ الْعَرَبِ، فَدَعْنَا وَخَالِد»، فوافق مهران. وسار عقة بجيشه للقاء جيش خالد، فيما بقي الفرس بعين التمر. والتقى جيش خالد بجيش عقة، فهزمه خالد، ووقع عقة في الأسر. وحين بلغ الخبر مهران، هرب هو وجنوده، بينما اعتصم فلول جيش عقة بحصن عين التمر، فحاصرهم خالد حتى افتضّ الحصن، فوجد فيه أربعين غلامًا يتعلمون الإنجيل، وعليهم باب مغلق، فقسّمهم بين من أبلوا حسنًا في القتال. كان من بين هؤلاء الغلمان نصير أبو موسى بن نصير وسيرين أبو محمد بن سيرين ويسار جد محمد بن إسحٰق صاحب السيرة

### فتح دومة الجندل
أشار الوليد بن عقبة على عياض بن غنم أن يراسل خالد بن الوليد يستمده لفتح دومة الجندل، ففعل عياض، فأجابه خالد بمسيره إليه بنفسه، فخلف عويم بن كاهل الأسلمي على عين التمر، وخرج يريد دومة الجندل. ولما فشى خبر مسير خالد إلى دومة الجندل، اجتمعت فرق من بني بهراء وكلب وغسان وتنوخ والضجاعم، لمساندة أهل دومة الجندل. أما أهل دومة الجندل، فكانوا تحت قيادة أكيدر بن عبد الملك والجودي بن ربيعة، ولما بلغهم دنو خالد، اختلفا فرأى أكيدر مسالمة خالد، وأبى الجودي ذلك، فترك أكيدر المدينة. بلغ خالد ذلك، فأرسل عاصم بن عمرو التميمي في طلب أكيدر، فأسره وأتى به إلى خالد الذي أمر بضرب عنقه لردته عن الإسلام ونقضه عهد النبي محمد. فلما بلغ خالد حصن دومة الجندل، وجد الأحزاب التي اجتمعت لقتاله محيطة بالحصن الذي لم يسعهم. فحاصر خالد الحصن من جهة، وعياض من جهة، فانقسم أهل دومة الجندل قسمين كل منهما يقاتل من يليه من المسلمين، فكان النصر للمسلمين، وأسروا الجودي، فضرب خالد عنقه، وقتل المسلمون المقاتلين من أهل الحصن، ثم أقام خالد بدومة الجندل لفترة، ورد الأقرع إلى الأنبار.

### معركة الحُصيد
انتهز الفرس وعرب الجزيرة فرصة خروج خالد لدومة الجندل، وبدأوا يستجمعون قواهم، وخرج جيش فارسي بقيادة زرمهر وروزبه يريدان الأنبار، فكتب الزبرقان للقعقاع في الحيرة بالأمر، فبعث القعقاع أعبد بن فدكي السعدي إلى الحصيد، وعروة بن الجعد البارقي إلى الخنافس لقطع الطريق على الفرس. فرأى روزبه وزرمهر أن ينتظرا حلفائهم من العرب حتى يوافوهم. ثم عاد خالد إلى الحيرة وبلغه الخبر فقرر مواجهتهم، فأرسل خالد القعقاع وأبو ليلى بن فدكي لقتال الفرس، فسبقا الفرس إلى عين التمر. ثم أتى كتاب من امرؤ القيس الكلبي إلى خالد بتجمُّع العرب في المصيخ والثني ثأرًا لمقتل عقة بن أبي عقة، فخرج خالد من الحيرة واستخلف عليها عياض بن غنم، وسار وعلى مقدمة جيشه الأقرع بن حابس قاصدًا عين التمر. رأى القعقاع أن زرمهر وروزبه لا يتحركان فسار نحو الحصيد، فتجمّع الفرس لقتاله، فقاتلهم القعقاع وهزمهم، وقُتل روزبه وزرمهر، وفرّت فلول الفرس إلى الخنافس، فسار أبو ليلى بن فدكي يريد قتالهم ففر الفرس إلى المصيخ حيث يعسكر عرب الجزيرة.

### آواخر المعارك
لجأت فُلولُ الفُرس الناجية من معركة الحُصيد إلى الخنافس، وهي أرضٌ للعرب في طرف العراق قُرب الأنبار من ناحية البردان، فأدّى ذلك إلى ألقاء الرُعب في قُلوب سُكَّانها، ووهنت نُفوسُهم وفرَّ بعضُهم إلى المصيَّخ للاحتماء بها، ممَّا سهَّل مُهمَّة أبي ليلى، فدخلها دون قِتالٍ يوم 11 شعبان 12هـ المُوافق فيه 21 تشرين الأوَّل (أكتوبر) 633م. أُتيح لِخالد بعد هذه الانتصارات، أن يُهاجم المصيَّخ في مُحاولةٍ لِمنع الحُلفاء من الفُرس والعرب من إعادة تنظيم صُفوفهم، فاستدعى قادته، وهاجموا البلدة من ثلاثة محاور، وفاجأوا خُصومهم وهُم نائمون، وذلك في 19 شعبان 12هـ المُوافق فيه 29 تشرين الأوَّل (أكتوبر) 633م. بعد المصيِّخ، وضع المُسلمون موضعا الثنيّ والزُّميل، الواقعان بالجزيرة شرق الرِّصافة، نصب أعيُنهم، فاقتحموهما من ثلاثة محاور ونجحوا في دخولهما، كما وقعت الرضاب (موضع الرِّصافة قبل بنائها) في أيديهم، وذلك في 23 شعبان 12هـ المُوافق فيه 2 تشرين الثاني (نوڤمبر) 633م. بعد ذلك تحرَّك خالد بن الوليد ناحية الفراض على الحُدود المُشتركة بين الإمبراطوريتين البيزنطيَّة والساسانيَّة وعرب الجزيرة. فبعد أن بسط سُلطانُ المُسلمين على سواد العراق، أراد أن يؤمِّن حماية مؤخرة جيشه، حتَّى إذا اجتاز السّواد إلى فارس، كان مُطمئنًا لِما يُخلِّفُ وراءه. وكان الاندفاع الإسلامي حتَّى الفراض توغلًا في أرضٍ يحكُمها البيزنطيّون، ممَّا أثار هؤلاء، كما حقد الفُرس والعرب المُوالون لهم على المُسلمين قتنادوا للثأر ممَّا حلَّ بهم، وبِخاصَّةٍ تغلب وإياد والنمر، وزحفوا نحو الفراض. وجرى بين الجانبين قتالٌ دمويٌّ رهيب في 15 ذي القعدة 12هـ المُوافق فيه 21 كانون الثاني (يناير) 634م، انتهى بهزيمة الحُلفاء. كانت معركة الفراض آخر أعمال خالد بن الوليد الكبيرة في العراق، إذ تلقّى أمرًا من الخليفة بالتوجُّه إلى الشَّام لِنجدة الجُيوش الإسلاميَّة المُرابطة هُناك، فترك الحيرة بعد أن استخلف عليها عمرو بن حزم الأنصاري مع المُثنّى بن حارثة الشيباني.
قال الكلاعي في كتابه (الاكتفا بما تضمنه من مغازي رسول الله والثلاثة الخلفا) "فقدم المثنى بن حارثة المدينة، وأبو بكر مريض مرضه الذى توفاه الله تعالى منه، وذلك بعد مخرج خالد إلى الشام...وتوفى أبو بكر وأحد شِقّي السواد في سلطانه، والجمهور من جند أهل العراق بالحيرة، والمسالح بالسيب، والغارات تنتهى بهم إلى شاطئ دجلة، ودجلة حجاز بين العرب والعجم".

## فُتوحات العراق في عهد عُمر

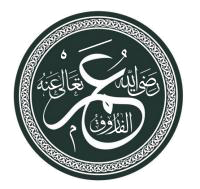
تخيط لاسم عُمر بن الخطَّاب ملحوق بدُعاء الرضا عنه.

وقع أبو بكرٍ الصدّيق بالحُمَّى يوم 7 جمادى الآخرة سنة 13هـ المُوافق فيه 7 آب (أغسطس) سنة 634م، واشتدَّ عليه المرض حتَّى أحسَّ بدُنوِّ أجله، فعهد بالخِلافة إلى عُمر بن الخطَّاب بعد أن استشار كِبار الصَّحابة من أهل الحل والعقد لِيقف عند توجُّهاتهم وآرائهم. وتوفي أبو بكر بعد خمسة عشر يومًا، وبالتحديد يوم الإثنين في 22 جمادى الآخرة 13هـ المُوافق فيه 22 آب (أغسطس) 634م. حتَّى وفاة أبي بكر جرت في سواد العراق غارات ومُناوشات عديدة بين المُسلمين وبين الفُرس ومن ساندهم من العرب المُتنصِّرة القاطنين هُناك، لكنَّ هؤلاء عجزوا عن وقف هجمات المُسلمين، واستمرَّت الفرق الإسلاميَّة تجوب أراضي السّواد مُغيرةً على هذه القرية أو تلك، لكن في المُدَّة بين رحيل خالد بن الوليد إلى الشَّام ووفاة أبي بكر، لم تحدث إلَّا اصطدامات محدودة، بفعل أنَّ جيش العراق ضعف بغياب خالد وبخاصَّةً أنَّهُ فصل معه أكثر من نصف القُوَّات. وانهمك الفُرس في المُقابل في الصِّراعات الدَّاخليَّة والتَّنافس على الحُكم، ممَّا أدَّى إلى رُكود الجبهة العراقيَّة. واضطرَّ المُثنَّى، على الرُغم من براعته القتاليَّة وانتصاره على جيشٍ فارسيّ بقيادة هُرمز جاذويه في أواخر شهر ربيع الأوَّل سنة 13هـ المُوافق لِأواخر شهر أيَّار (مايو) سنة 634م، اضطَّر أن ينكفئ إلى الحيرة ويتحصَّن بها، إلَّا أنَّهُ احتفظ بكُلِّ ما غنمهُ المُسلمون من سواد العراق. وكان لا بُدَّ للمُسلمين إن رغبوا بالتقدُّم أكثر أن يُعززوا قُوَّاتهم العسكريَّة المُرابطة في العراق، فغادر المُثنّى مُتجهًا إلى المدينة ليبحث مع أبي بكر في الوضع الميداني على الجبهة العراقيَّة ويُقدِّم له مشروعًا جديدًا للتعبئة العامَّة من واقع تجنيد من ظهرت توبتهُ من أهل الرِّدَّة، وعندما وصل إليها وجد أبا بكر مريضًا، ولمَّا أفضى إليه ما جاء من أجله، استدعى عُمر وأوصاهُ بندب النَّاس مع المُثنّى إذا توفي.
وما كاد عُمر يفرغ من دفن أبي بكر بعد وفاته حتَّى دعا النَّاس إلى التطوُّع لِحرب الفُرس مع المُثنّى، وركَّز على تعبئة المُسلمين على الجبهة العراقيَّة. وأدَّى المُثنّى دورًا بارزًا في ذلك حين اجتمع به وشرح لهُ الوضع المُتدهور للفُرس، وشجَّعه على إرسال المُسلمين لِتكثيف حملاتهم على أراضي السَّواد، إذ لا بقاء لهم في العراق، إذا لم تُعزَّز قُوَّاتهم هُناك بمددٍ قويٍّ. أحجم مُعظم المُسلمين عن الاستجابة لِنداء عُمر، إذ كانت العرب تهابُ الفُرس وتخافُ الخُروج لِقتالِهم، فكانت حُدود فارس تبدو صعبة في نظر العرب، وخطرة ورهيبة، كما كانت تُثيرُ الكثير من الاحترام في نُفوسهم، ويتجنَّبون تجاوزها خشيةً من مُلوك الفُرس لاعتقادهم بأنَّهم على قدرٍ من القُوَّة يكفل لهم إدخال شُعوب سائر الدُول تحت سُلطانهم. وقد أدرك عُمر، من واقع الوضع الميداني، عِظم المُهمَّة، ورأى في المُقابل ضآلة حجم الاستجابة، فكان لا بُدَّ بنظره من إشراك كافَّة المُسلمين ودفعهم لِمُواجهة الفُرس، فقام برفع الحاجز بين القبائل التي استمرَّت على إسلامها بعد وفاة النبيّ وبين القبائل التي ارتدَّت، فدعا من ارتدَّ وحسُن إسلامه للاشتراك في الفُتوح. كان صدى دعوة عُمر عند قبائل الرِّدَّة من نوعٍ آخر تمامًا قياسًا بِقبائل المدينة، فقد استجابت هذه القبائل لِدعوة الخليفة وكأنَّها كانت تنتظرها، وسارعت بإرسال جُموعها إليه لِتلبية النداء. وهكذا رُفع الحاجز بين المدينة وبين قبائل الرِّدَّة، وأخذت هذه تتدفَّق على المدينة بتسارُعٍ مُذهلٍ طالبةً الاشتراك في الفُتوح. واختار عُمر أبا عُبيد بن مسعود الثقفي قائدًا للجيش لأنَّه أوَّل من لبّى النداء، مُتجاوزًا المُثنّى الذي أرسلهُ إلى العراق على عجلٍ لِتهيئة الأجواء واستنفار من حسُن إسلامه من أهل الرِّدَّة.

### الوضع الداخليّ في فارس
ساد البلاط الفارسيّ آنذاك جوٌّ من الاضطراب بسبب الصراع على العرش، وتهاوى عدَّة مُلوك في تسارُعٍ مُستمرٍّ وفي مُدَّةٍ زمنيَّةٍ قياسيَّة، ففقد الفُرس بذلك فُرصة استغلال الموقف الناجم عن مُغادرة خالد العراق ورحيل المُثنّى إلى المدينة لاستعادة الأراضي التي خسروها أمام المُسلمين وطرد هؤلاء من العراق. وفي جميع الأحوال فإنَّ الصراع على مُلك فارس كان قد استقرَّ على تمليك بوراندخت بنت كسرى، فاعتلت العرش بمُساعدة القائد رُستم فرُّخزاد اصبهبذ خُراسان؛ ثُمَّ رأت في شخصه القائد الذي يُنقذ فارس من كبوتها، من التردي الداخليّ والتقهقر العسكريّ أمام المُسلمين، فملَّكتهُ وعيَّنتهُ على حرب فارس، وأطلقت يدُه في السُلطة مُدَّة عشر سنوات يكونُ المُلك بعدها لآل كِسرى، وأمرت وُلاة الإمبراطوريَّة وأعيانها بِطاعته، فاستجابوا لها. وبذلك أنهى الفُرس صراعاتهم واتَّحدوا لٍمُواجهة الزحف الإسلامي، واستردَّت الإمبراطوريَّة قُوَّتها السَّابقة.
أقدم رُستم على خُطوةٍ أولى وهي خلق وعي قومي فارسي في المُدن والقُرى التي فتحها المُسلمون وإثارة سُكَّانها ضدَّ حُكَّامهم الجُدد. فأرسل العُمَّال والنُقباء إلى جميع مُدن العراق لِيُثيروا الحمية الدينيَّة والقوميَّة. فاندلعت نتيجة ذلك، الثورة ضدَّ المُسلمين في جميع مُدن الفُرات، وفقد هؤلاء المناطق التي كانت بحوزتهم. وجهَّزت بوران جيشًا كبيرًا بِقيادة نرسي ابن خالة كسرى وجابان وهو أحد أثرياء العراق المعروف بعدائه الشديد للمُسلمين. وسلك هذان القائدان طريقين مُختلفين تحسُبًا من أن ينقض عليهما المُسلمون. فوصل نرسي إلى كسكر بين الفُرات ودِجلة وعسكر فيها بناءً لأوامر رُستم. وتخطّى جابان الحيرة ونزل في موقع مُتقدِّم في النمارق بين الحيرة والقادسيَّة، وطلب القائدان مزيدًا من القُوَّات من المدائن تعزيزًا لِصُفوفهما. ووصل المُثنّى في هذا الوقت، إلى الحيرة، ولمَّا علِم بالاستعدادات الفارسيَّة الضخمة، أدرك أنَّهُ لا قِبل له بِلقاء من عبَّأهم الفُرس، فآثر الحذر وانسحب من الحيرة إلى موضع خفَّان قُرب الكُوفة، وأدركهُ أبو عُبيد فيها.

### معارك النمارق والسقاطيَّة وباقسياثا
عبَّأ أبو عُبيد جيش المُسلمين البالغ عشرة آلاف مُقاتل وزحف من خفَّان نحو النمارق، وعسكر بمُواجهة جابان. وفي المعركة التي دارت بين الطرفين يوم 8 شعبان 13هـ المُوافق فيه 8 تشرين الأوَّل (أكتوبر) 634م، هُزم الفُرس ووقع جابان في الأسر، ولم يكن يعرفهُ المُسلمون، فتمكَّن بدهائه من خديعة آسره، ففدى نفسهُ وهرب، كما أُسر القائدان جوشن شاه ومُردان، وقُتل الثاني على يد آسره. توجَّه من نجا من الفُرس إلى كسكر لِينضم إلى جيش نرسي، فطاردهم المُثنّى حتَّى دُرنا، وهي إحدى أبواب فارس. ووصلت في ذلك الوقت أنباء هزيمة جابان إلى المدائن، فجهَّز رُستم جيشًا آخر بقيادة الجاليونس ودفعهُ إلى أرض المعركة مددًا لِنرسي. وتمنَّى هذا الأخير أن يُدركه قبل الاشتباك مع المُسلمين، فراح يُناورُ ويتمهَّلُ في خوض المعركة، غير أنَّ أبا عُبيد لم يُمهلهُ كثيرًا واصطدم بِقُوَّاته في السقاطيَّة الواقعة جنوبي كسكر قُرب واسط، وذلك في 12 شعبان 13هـ المُوافق فيه 12 تشرين الأوَّل (أكتوبر) 634م، وانتصر عليه، وفرَّ نرسي في جو الهزيمة القاتم. رفعت هذه الانتصارات الروح المعنويَّة للمُسلمين، وحفَّزتهم على تكثيف حملاتهم في السَّواد. فأرسل أبو عُبيد مجموعاتٍ صغيرةٍ من الجيش لِمُطاردة فُلول الفُرس والإغارة على قُرى السَّواد. شعر أهلُ القُرى في السَّواد بعجزهم عن مُواجهة غارات المُسلمين، والحدِّ منها وبخاصَّةً أنَّ القُوَّات الفارسيَّة قد انسحبت من المنطقة، فاضطرّوا إلى مُهادنتهم على أن يؤدوا لهم الجزية ويدخُلوا في ذِمَّتهم. عسكر الجالينوس في باقسياثا وتقوّى بمن انضمَّ إليه من فُلول جابان، فاصطدم به أبو عُبيد في 17 شعبان 13هـ المُوافق فيه 16 تشرين الأوَّل (أكتوبر) 634م وهزمه. وفرَّ القائد الفارسيّ من أرض المعركة وعاد إلى المدائن. وانتشر المُسلمون في قُرى السَّواد وغلبوا على تلك البلاد.

### معركة الجسر

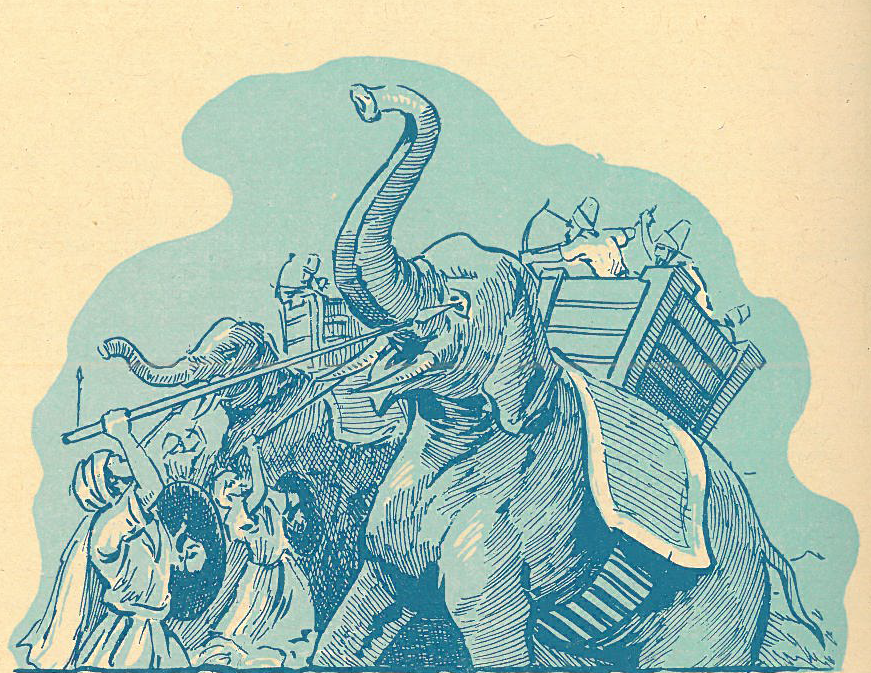
رسم تخيُّلي لِلمُسلمين وهم يُقاتلون الفيلة الحربيَّة الفارسيَّة.

تملَّك رُستم الغيظ من هزيمة الفُرس، وثارت حفيظة هؤلاء عندما بدأوا يستوعبون مقدار الخطر الحقيقي الذي يُهدِّدهم، فجهَّزوا جيشًا كبيرًا قوامه اثنا عشر ألف مُقاتل وفيلة بجلاجل وأرسلوه إلى الحيرة، بقيادة ذي الحاجب بهمن جاذويه، وهو أشدُّ العجم على المُسلمين، ورافقه الجالينوس. ويبدو أنَّ رُستم أراد أن يكسب معركةً أمام المُسلمين تُعيد إلى دولته مُوازنة الموقف، ولِحُكومته هيبتها، ولِجيُوشه روحها المعنويَّة وثقتها بنفسها. رأى أبو عُبيد، عندما علم بالاستعدادات الفارسيَّة الضخمة؛ أن يتمهَّل ويتحصَّن في مكانٍ أكثر أمنًا، ويُراقب تحرُّكات الجيش الفارسيّ، فارتحل عائدًا إلى الحيرة. وعندما تناهى إلى أسماعه أنَّ وجهة الفُرس هي الحيرة، قرَّر أن يصطدم بهم خارجها، فخرج منها وتوجَّه إلى «قُس الناطف»، على شاطئ الفُرات الشرقي قُرب الكُوفة، ومعهُ تسعة آلاف رجل. ولمَّا وصل بهمن جاذويه إلى قس الناطف عسكر على الضِفَّة المُقابلة، وفصل نهرُ الفُرات بين الجيشين. وتحدَّى أبا عُبيد الفُرس بالعُبور إلى المُسلمين أو يعبر المُسلمون إليهم. ولمَّا قرَّر أن يعبُر بالمُسلمين نهاهُ المُثنّى بن حارثة، فاعتبر ذلك جُبنًا، وتحكَّمت به عواطفهُ فقال: «لا يَكُونُونَ أَجْرَأَ عَلَى الْمَوْتِ مِنَّا، بَلْ نَعْبُرُ إِلَيْهِمْ!». عبر المُسلمون نهر الفُرات فوق جسرٍ قديمٍ ردمهُ أبو عُبيد، وكان بهمن قد ترك لهم مكانًا ضيِّقًا أجبرهم على النُزول فيه خاليًا من مجال الكرِّ والفر، ممَّا أققدهم حُريَّة الحركة والانتشار، وميزة المُناورة، ففرض عليهم بذلك المعركة وأُسلوب القِتال. ودارت بين الطرفين رحى معركة ضارية أدَّت الفيلةُ فيها دورًا كبيرًا، بل إنَّها حدَّدت نتائجها مُبكرًا حيثُ كانت تُجفلُ خيل المُسلمين، وإذ حُشر هؤلاء في مكانٍ ضيِّقٍ، فقد أمطرهُم الفُرس بالسِّهام، ومزَّقوا صُفوفهم. وأمر أبو عُبيد بقتل الفيلة، وعندما أوشكوا على قتلها جميعًا، خبط أحدُ الفيلة، وكان فيلًا أبهتُ لونًا من بقيَّة الفيلة عُرف بالفيل الأبيض، خبط أبا عُبيد ثُمَّ وطئه فمات. عندئذٍ أدرك المُثنّى حرج الموقف وأنَّ المعركة خاسرة، فأعلن الإنسحاب، لكنَّ عبد الله بن مرثد الثقفي قطع الجسر على المُسلمين ليُرغمهم على الصُمود، وقيل قطعهُ الفُرس أو انكسر لِقِدمه وعدم قُدرته على تحمّل وزن من عبر عليه، فوقع المُسلمون في مصيدة القتل والغرق. وأعاد المُثنَّى عقد الجسر فتراجع عليه حوالي ثلاثة آلاف رجل نحو أُليس بعد أن قُتل وغرق في الفُرات أربعة آلاف وأُصيب المُثنّى بجراحٍ بليغة. لم يتعقَّب بهمن جاذويه المُسلمين لأنَّ أخبارًا وصلته عن نُشوب ثورةٍ ضدَّ رُستم في المدائن، فآثر العودة إليها حتَّى يكون قريبًا من مجرى الأحداث.

### معركة البُويب
تلقَّى عُمر بن الخطَّاب نبأ هزيمة المُسلمين بِهُدوءٍ لافت، ولم يؤنِّب الفارّين من ساحة القتال، بل نعى من قضى نحبه وراح يواسي النَّاس. وأدرك عُمر أنَّ المُثنّى بحاجةٍ إلى مدد يُرسل إليه على وجه السُرعة كي يُواجه هذا الموقف الدقيق، فقام بتكثيف حملاته التعبويَّة بين قبائل الرِّدَّة، وأرسل رُسُله إليها يدعوها للسير نحو فارس لِغزوها، فاستجابت لِندائه، وتوافدت على المدينة الحُشود العظيمة من مُختلف أنحاء شبه الجزيرة العربيَّة، فدفع بها إلى أرض العراق مددًا للمُثنّى، وكان على رأسها جُرير بن عبدُ الله البجلي وعِصمة بن عبدُ الله الضبّي، وانضمّوا إلى المُثنّى في البُويب على غرب الفُرات. ومن ناحيةٍ أُخرى أرسل المُثنّى النُقباء إلى جميع المناطق الحُدوديَّة يستفزُّ العرب، وكان من ضمنهم جُموعٌ من المسيحيين من بني النمر، على رأسهم أنس بن هلال النمريّ، وقد آثر هؤلاء الانضمام إلى المُسلمين والقِتال تحت رايةٍ واحدة ضدَّ العجم، بعد أن جمعتهم الرَّابطة اللُغويَّة والقوميَّة.
تناهت إلى أسماع الفُرس أنباء الإمدادات الإسلاميَّة التي كانت تُرسل تِباعًا إلى العراق، فهالهم أمرها، وأدركوا أنَّ انتصارهم في معركة الجسر لم يكن حاسمًا، وأنَّهُ لا بُدَّ من التغاضي عن الخِلافات الداخليَّة وتوحيد الجُهود لدفع الخطر الإسلامي عن البلاد. وهكذا أنهى رُستم خِلافه مع فيروز، الطَّامع باعتلاء العرش الفارسيّ، وتمَّ إعداد جيش قوامه اثنا عشر ألف مُقاتل بِقيادة مهران بن باذان الهمذانيّ، ودُفع إلى ساحة القتال. وعندما علِم المُثنّى بأنباء خُروج الفُرس للقِتال، سار بعساكره إلى البُويب وأرسل إلى جُرير بن عبدُ الله البجلي أن يُوافيه هُناك ففعل، وعسكر المُسلمون على شاطئ الفُرات الشرقي، وعسكر الفُرس مُقابلهم لا يفصلُ بينهما سوى النهر. اشتبك الجمعان في رحى معركةٍ طاحنة أدارها المُثنّى بِحكمةٍ بالغة ممَّا كفل لهُ النصر. وقُتل مهران في المعركة وتشتَّت جيشهُ وفرَّ أفراده في فوضى واضطراب، فطاردهم المُسلمون طيلة يومين وقتلوا منهم وأسروا الكثير، وسُمي هذا اليوم «يوم الأعشار» لأنَّهم أحصوا مائة رجلٍ قتل كُلٌّ منهم عشرة في المعركة.

### تولية يزدجرد الثالث السُلطة
جعلت هزيمة البُويب أشراف الفُرس يجتمعون حول تولية ملك عليهم من سُلالة كسرى، فأدركوا خُطورة الموقف، وأنَّ ما بعد سُقوط الحيرة وتكريت وساباط سوى سُقوط المدائن. وتشاور أركانُ الحُكم ونصبوا يزدجرد ابن شهريار بن كسرى، وهو يزدجرد الثالث، وكان عُمره إحدى وعشرين سنة وقيل خمس عشرة سنة، وعزلوا بوراندخت. وعيَّن يزدجرد رُستم فرُّخزاد قائدًا للجيش وكلَّفهُ بأمر المُسلمين في الجنوب، وجدَّد المسالح والثُغور وعيَّن عليها حامياتٍ عسكريَّة، فسمَّى جُند الحيرة والأنبار والمسالح وجُند الأبلة.

### معركة القادسيَّة

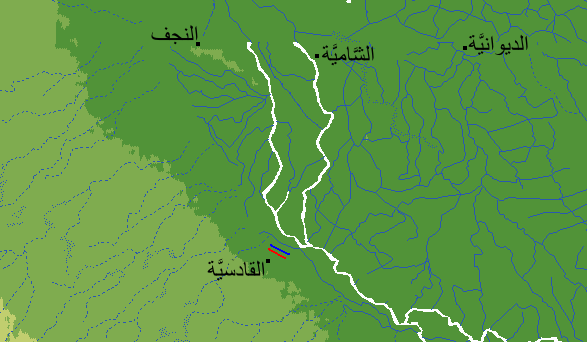
خريطة لِموقع معركة القادسيَّة، ويظهرُ الجيشُ الإسلاميّ باللون الأحمر، والجيشُ الفارسيّ باللون الأزرق.

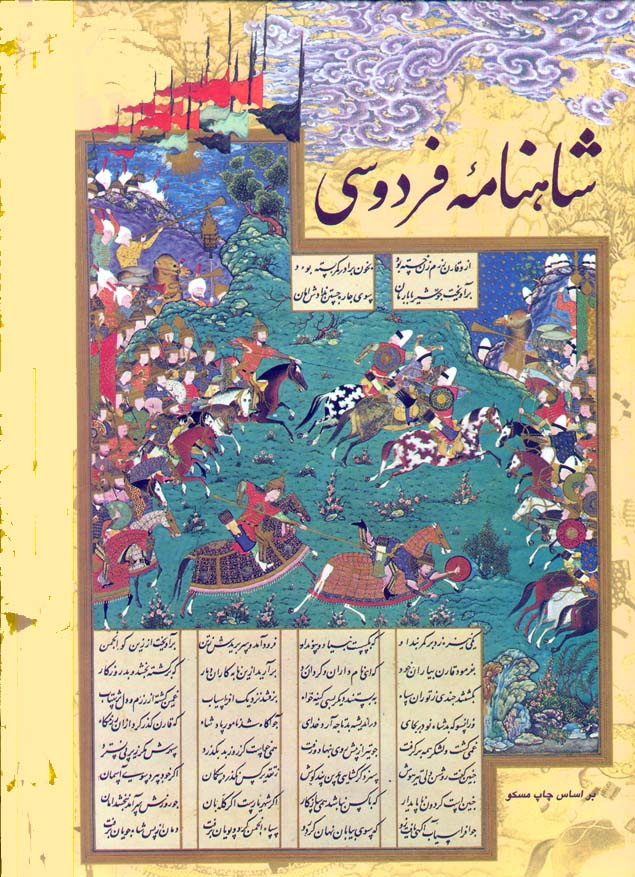
مُنمنمة فارسيَّة لِمعركة القادسيَّة من كتاب شاهنامه لِأبي القاسم الفردوسيّ.

سار الجيشُ الفارسيّ بِقيادة رُستم، فاحتلَّ الجزيرة وحصَّن المُدن إلى الحيرة، فتراجع المُثنّى إلى الطق قُرب الكُوفة، فنقض أهلُ الذمَّة في العراق العُهود والذِمم والمواثيق التي كانوا أعطوها خالد بن الوليد باستثناء البعض منهم، فأخذ المُثنّى يطلُب الإمدادات من عُمر بن الخطَّاب الذي قال: «وَاللهِ لَأَضرِبَنَّ مُلُوُكَ الْعَجمِ بِمُلُوكَ الْعَرَبِ»، وخرج بنفسه في أوَّل مُحرَّم سنة 14هـ المُوافقة لِسنة 635م لِيُعسكر في صرار على بُعد ثلاثة أميال من المدينة على طريق العراق، يُريد قيادة الجيش الإسلامي بنفسه والذَّهاب للحرب. لكنَّ الصحابة أشاروا عليه أن يبقى في المدينة لأنَّ ذهابه يتعارض مع المصلحة العامَّة، وعرضوا عليه أن يُعيِّن قائدًا للجيش يذهب بدلًا منه، وتقرَّر بعد التشاور تعيين سعد بن أبي وقَّاص قائدًا عامًا للحملة. خرج سعد بن أبي وقَّاص في أربعة آلاف من المدينة المُنوَّرة، وقيل في ستَّة آلاف، ثُمَّ لحق به بعد خُروجه أربعة آلاف أُخرى، وانضمَّ إليه ثلاثة آلاف من بني أسد فيهم طُليحة الأسدي الذي تنبَّأ أيَّام الرِّدَّة ثُمَّ أسلم، كما لحق به الأشعث بن قيس في ألفٍ وسبعُمائةٍ من أهل اليمن. وقبل وُصوله بِقليل، توفي المُثنَّى بن حارثة من الجُرح الذي أصابهُ يوم الجسر. نزل سعد بن أبي وقَّاص في شراف حيثُ انضمَّت إليه القُوَّات الموجودة في العراق، ثُمَّ سار بالقُوَّات مُجتمعةً فنزل بها بين العذيب والقادسيَّة، والإمدادات تتوالى حسب أوامر عُمر بن الخطَّاب، فانضمَّ إليه المُغيرة بن شُعبة وهاشم بن عُتبة بن أبي وقَّاص والقعقاع بن عمرو التميميّ وقيس بن مكشوح، وكان هؤلاء أخبر من غيرهم في حرب الفُرس نظرًا لأنَّهم كانوا مع خالد بن الوليد أيَّام الفُتوحات الأولى للعراق. كما انضمَّت القبائل العربيَّة المسيحيَّة إلى صُفوف المُسلمين، وأعلنت أنَّ نقضها العهد الذي قطعته لِخالد بن الوليد عند مجيء رُستم كان بضغطٍ من الفُرس الذين أخذوا منها الخِراج، ودخل الكثير من أبنائها في الإسلام.
نزل الفُرس بِقيادة رُستم، بين الحيرة والسياخين، في جيشٍ عرمرميّ قيل بأنَّهُ ضمَّ مائة وعشرين ألف مُقاتل نصفهم من الفُرسان الدَّارعين، وثلاثة وثلاثين فيلًا، أي أكثر من ثلاثة أضعاف قُوَّة المُسلمين. وزحف رُستم نحو القادسيَّة، وعسكر على بُعد ميلٍ واحدٍ فقط من المُسلمين، ولم يشتبك معهم في مُحاولةٍ منه لإدخال الضجر والملل إلى قُلوبهم لِينسحب منهم أكبر قدرٍ مُمكن. كتب سعد بن أبي وقَّاص إلى عُمر يشرح لهُ الموقف الميدانيّ، فأجابهُ عُمر بأن يبعث إلى شاه فارس من يُناظرونه ويدعونه إلى الإسلام قبل الإقدام على القِتال، فامتثل سعدٌ لِأوامر الخليفة، وبعث النُعمان بن مُقرن وعاصم بن عمرو في طائفةٍ من أصحابه إلى يزدجرد، فسخر منهم ومن العرب أجمعين مُهددًا بِجيش رُستم الذي قال أنَّهُ سيدفن المُسلمين في خندق القادسيَّة. كما جرت اتصالاتٌ مُكثَّفةٌ بين رُستم وسعد قبل القِتال، وتبادلا السُفراء، إذ كان رُستم قد تردَّد في خوض معركةٍ سافرة مع المُسلمين، وراسل سعدًا يطلب الصُلح، فأرسل لهُ ربيع بن عامر الذي عرض عليه أن يختار بين الإسلام أو الجزية أو الحرب، فيما عرض رُستم الكثير من العطايا والمِنح والوُفود على المُسلمين مُقابل عودتهم إلى بلادهم، فرُفض طلبه جُملةً وتفصيلًا، فاستشاط غضبًا وأقسم بالشمس أن يقتل كُل المُسلمين بحُلول الصباح، فتبدَّدت كُل آمال الصُلح والمُهادنة. دامت المُفاوضات بين الفُرس والمُسلمين ثلاثة أيَّام، وفي اليوم الرَّابع وقعت المعركة، فالتقى الجمعان في الميدان، وكان سعدًا قد أُصيب بِعرق النسا وبِقُروحٍ مُتعدِّدة، وأصبح عاجزًا عن الحركة والمشي، فتمركز في قصرٍ ملكيٍّ قديمٍ يُشرفُ على ميدان القتال، وعيَّن خالد بن عرفطة قائدًا عامًا يُشرفُ على المعركة بدلًا منه. والتحم المُسلمون والفُرس في رُحى معركةٍ طاحنة استمرَّت ثلاثة أيَّام وليلة: يوم أرمات، ويوم غواث، ويوم عماس، وليلة الهرير. تحارب الطرفان طيلة الليل وحتَّى غُروب شمس يوميّ أرمات وغواث، وكانت الفيلةُ تُنفرُ الخُيول، فحملوا عليها في يوم عماس بأن هاجموا الفيل الأبيض والفيل الأجرب وهُما أكبرُ الفيلة بأن طعناها في المشافر والعُيون، فخرَّ الأبيضُ صريعًا وفرَّ الأجربُ في النهر فلحقتهُ سائرُ الفيلة، وهُنا وجد المُسلمون الفُرصة سانحة، فقاتلوا الفُرس طيلة الليل، وفي صباح اليوم الرَّابع «يومُ القادسيَّة»، بدأت الهزيمة تحلُّ بالفُرس، فقُتل رُستم على يد هلال بن علقمة التميميّ، وقُتل الجاليونس أثناء مُحاولته الفرار، ولاذ الجيشُ الفارسيّ بالفِرار عبر النهر. وبهذا تحطَّمت القُوَّة الميدانيَّة للجيش الفارسيّ وازداد اليأس والاضطراب في البلاد بعد مقتل رُستم، وفُتحت أبواب فارس على مصراعيها أمام المُسلمين للتوغُل في بلاد الأعداء.

### فتح المدائن

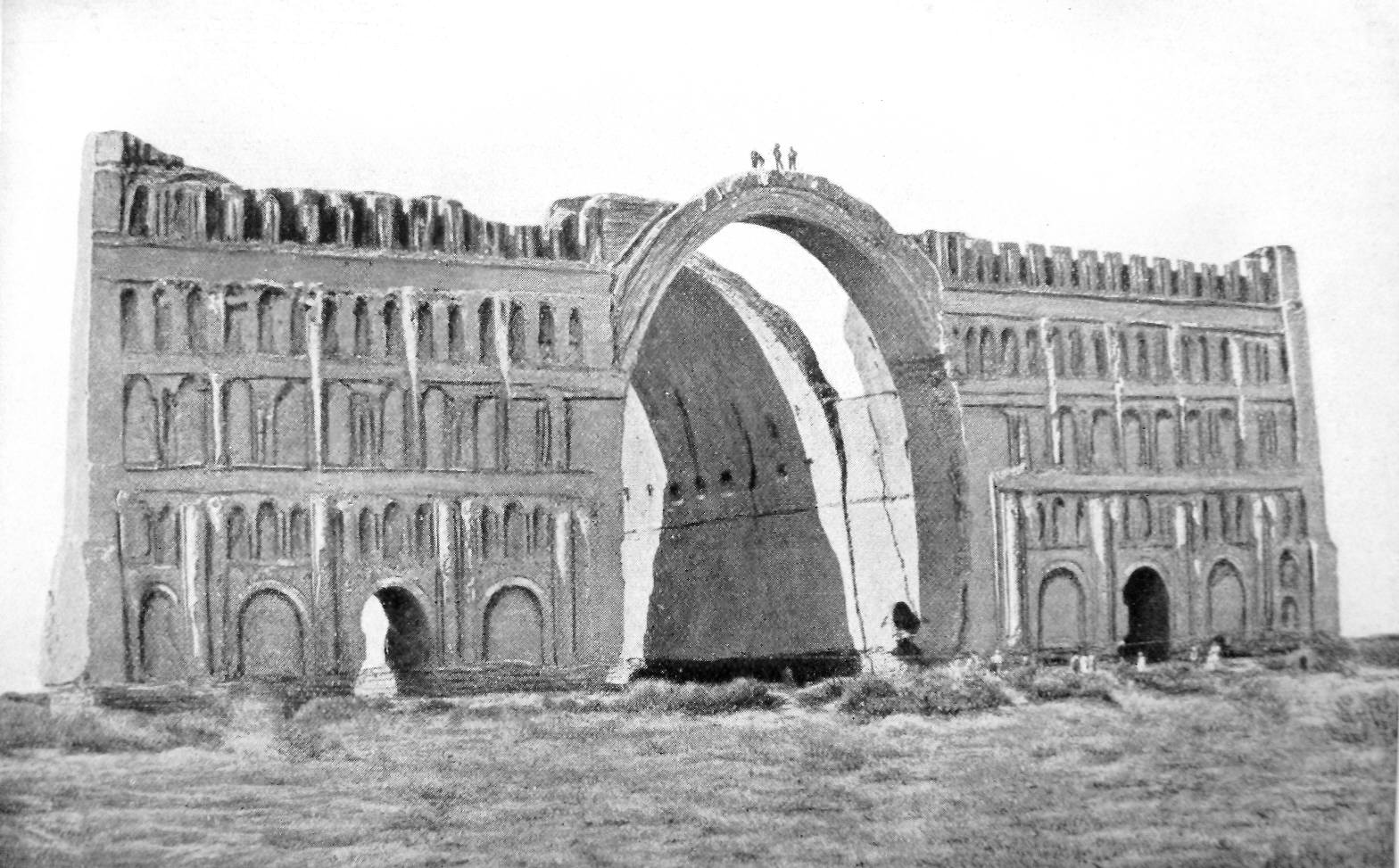
أطلال إيوان كسرى في العراق. اتخذه المُسلمون مُصلّى عند فتح المدينة.

أرسل سعد زهرة بن الحوية التميمي في كتيبة لحصار بهرسير أو نهرشير وهي المدائن الغربية، فتلقّاه شيرزاد في ساباط بالصلح وأداء الجزية، ثم سار سعد بالجنود إلى مكان يقال له مُظلم ساباط، فوجد جندًا من الفرس تسمى جند بوران ومعهم أسد كبير يسمى المُقرّط، فتقدّم له هاشم بن عتبة فقتل الأسد، وهاجم المسلمون الفرس فهزموهم، ثم نزلوا نهرشير في ذي الحجة 15 هـ. بعث سعد السرايا في كل جهة يطلبون جند الفرس، فلم يجدوا أحدًا سوى الفلاحين، فجمع سعد منهم مائة ألف وكتب إلى عمر يستفته في أمرهم، فكتب إليه عمر: «إِنَّ مَنْ كَانَ مِنَ الْفَلَّاحِينَ لَمْ يُعِنْ عَلَيْكُمْ وَهُوَ مُقِيمٌ بِبَلَدِهِ فَهُوَ أَمَانُهُ، وَمَنْ هَرَبَ فَأَدْرَكْتُمُوهُ فَشَأْنُكُمْ بِهِ.» فأطلقهم سعد ودعاهم للإسلام، فاختاروا الجزية. أقام سعد على حصار نهرشير، وشدد الحصار شهرين حتى أرسل له الفرس يسألونه الصلح على أن يكون دجلة فاصلاً حدوديًا بين أرض المسلمين وأرض الفرس، فرفض المسلمون وركب الفرس السفن بأموالهم في الليل إلى الضفة الأخرى من النهر إلى المدائن وتركوا نهرشير خاوية، فدخلها المسلمون. ولما فتح سعد نهرشير في صفر 16 هـ، بلغه نية يزدجرد الفرار بأمتعته وأمواله من المدائن إلى حلوان. فعزم على المسير إلى المدائن رغم فيضان دجلة وعدم وجود سفن تحمل المسلمين عبر النهر.
انتدب عاصم بن عمرو التميمي وستمائة فارس معه للعبور إلى الضفة الأخرى من النهر، وحمايتها حتى يتسنى لجيش المسلمين العبور دون أن يهاجمهم الفرس، فعبر عاصم ومن معه النهر على ظهور الخيل. حاول الفرس منع كتيبة عاصم من عبور النهر، لكن دون جدوى حيث عبر عاصم النهر بكتيبته ودفع الفرس عن ضفة النهر حتى استطاع جيش المسلمين العبور. طارد جيش المسلمين الفرس حتى دخل المدائن فوجدها خاوية حيث فرّ يزدجرد بأهله ومعه ما قدر على حمله، ولم يجد المسلمون مقاومة إلا في القصر الأبيض الذي تحصّن فيه بعض المقاتلين، فأمهلهم ثلاثة أيام للتسليم، فقبلوا بالتسليم في اليوم الثالث. ودخل سعد إيوان كسرى، وجعله مُصلّى وقرر الإقامة في المدائن، وأرسل إلى عائلات الجند ليُسكنهم دور المدائن. ثم أرسل سعد سرايا لمطاردة يزدجرد، فأدركت بعض جند يزدجرد وقتلوهم واستردوا جزءً من حُليّ كسرى وتاجه. غنم المسلمون من المدائن الكثير من الأموال ومن كنوز كسرى، فأرسل سعد الخمس إلى عمر في المدينة، وتولى سلمان الفارسي قسمة البقية بين جند المسلمين. وحين بلغ الخمس المدينة، ألقى عمر بسواري كسرى إلى سراقة بن مالك المدلجي تحقيقًا لوعد النبي محمد له عندما اعترض سراقة النبي محمد في هجرته إلى المدينة.

### فتح جلولاء وحلوان
بعد فتح المدائن، أتى المسلمون خبر فرار يزدجرد إلى حلوان وإرساله مهران رازي بجيش فارسي إلى جلولاء وخندقته عليه، وكذا بتجمُّع أهل نينوى في تكريت. فكتب سعد بذلك إلى عمر، فأمره بإرسال هاشم بن عتبة إلى جلولاء باثني عشر ألف، وأن يجعل على مقدمته القعقاع بن عمرو، وعلى ميمنته سعر بن مالك، وعلى ميسرته عمرو بن مالك بن عتبة، وعلى ساقته عمرو بن مرة الجهني. فخرج هاشم من المدائن في صفر 16 هـ بجيشه فضرب حصارًا على جلولاء وأخذ القتال يتجدد بينهم كل يوم وكل منهم لا يستطيع أن يهزم الآخر، حتى جاء يوم عاصف شدّ فيه القعقاع مع بعض الفرسان على فرسان الفرس، فسقط الفرس في الخندق فاضطروا لردم جزء يصعدوا منه فانتهزها القعقاع فرصة وشد عليهم حتى وصل إلى باب حصنهم، فتحمّس المسلمون واستطاعوا هزيمة الفرس الذين كثر القتل فيهم يومها حتى جلّلت(2) الأرض بالقتلى فسُمّيت من يومئذ بجلولاء، وغنم المسلمون من المال والسلاح قُرابة ما غنموا يوم المدائن، وكان من سبي جلولاء أم الفقيه الشعبي وقد تم فتح جلولاء في ذي القعدة 16 هـ. ثم أمر هاشم القعقاع بمطاردة فلولهم، فأدرك مهران في خانقين فقتله، وواصل القعقاع إلى حلوان. فوجد يزدجرد قد فرَّ حين بلغه خبر جلولاء من حلوان إلى الجبال، وترك بحلوان فرسانًا بقيادة خسرو شنوم، فهزمهم القعقاع ودخل حلوان، ثم عاد إلى سعد وخلف قباذ على حلوان.

### فتح تكريت والموصل
حين بلغ سعد تجمع أهل الموصل في تكريت على رجل يدعى الأنطاق، أرسل إليهم جيشًا بقيادة عبد الله بن المُعتَمّ في خمسة آلاف وعلى مقدمته ربعي بن الأفكل العنزي وعلى ميمنته الحارث بن حسان الذهلي وعلى ميسرته فرات بن حيان العجلي وعلى ساقته هانئ بن قيس وعلى الفرسان عرفجة بن هرثمة، فوجد الأنطاق قد اجتمعت إليه جماعة من الروم ومن مسيحيي العرب من إياد وتغلب والنمر قد خندقوا حولهم، فحاصرهم 40 يومًا حتى يأس العرب وراسلوا ابن المعتم يسألوه السلم، فقبل شريطة أن يعاونوه على عدوه عبر حيلة اتفق معهم عليها. وفي صباح اليوم التالي، شد المسلمون على عدوهم وكبّروا، فكبّر عرب ربيعة، فظن الروم أن المسلمين قد أحاطوهم من الخلف، فاضطربت صفوفهم وتمّ النصر للمسلمين. ثم أرسل ابن المعتم ربعي بن الأفكل في سرية كبيرة إلى الحصنين وهما نينوى والموصل قبل أن تصلها أخبار هزيمة الأنطاق، ففوجئوا بهم وخضعوا له على أن يؤدوا الجزية.

### فتح قرقيساء وهيت وماسبذان
بعد عودة هاشم بن عتبة من جلولاء إلى المدائن، بلغ سعد أن الفرس جمعوا جيشًا بقيادة آذين بن الهرمزان، فكتب إلى عمر بالأمر، فأمره بأن يبعث لهم جيشًا بقيادة ضرار بن الخطاب، فالتقى ضرار الفرس في بهندف، واقتتلوا فانتصر المسلمون، وقُتل آذين صبرًا، ثم سار إلى ماسبذان فافتتحها. كما بلغ سعد أن أهل الجزيرة الفراتية قد بعثوا جيشًا لأهل هيت، فكتب إلى عمر، فأمره بإرسال عمر بن مالك بن عتبة بن نوفل بن عبد مناف لقتالهم، فسار إليهم عمر بن مالك فوجد أهل هيت خندقوا حولهم، فحاصرهم وطال الحصار. فاستخلف الحارث بن يزيد العامري على حصارهم، وسار بنصف جيشه يريد قرقيسياء، ففاجئهم وقبلوا بأداء الجزية. ثم كتب ابن مالك للحارث، أن يعرض لى أهل هيت الجزية، فإن قبلوا تركهم وإن لم يفعلوا أن يخندق حول خندقهم، ولا يجعل له مخرجًا إلا فيما يليه، فقبل أهل هيت بالجزية.

### فتح الأبلة والبصرة
شكَّل قطاع الأبلة والبصرة والأحواز جبهة قتاليَّة مُساندة تزامنت أحداثها مع فتح المدائن وما تفرَّع عنه. لقد أراد عُمر بن الخطَّاب أن يفتح جبهةً ثانيةً ضدَّ يزدجرد الذي كان يُقاتلُ انطلاقًا من المدائن لِتخفيف الضغط عن هذه الجبهة، فأرسل عُتبة بن غزوان المازنيّ إلى البصرة في أواخر ذي القعدة سنة 15هـ المُوافق لأواخر كانون الأوَّل (ديسمبر) سنة 636م، وحدَّد له هدفين: حجز القُوَّات الفارسيَّة في هذه المنطقة ومنعها من التحرُّك شمالًا لِمُساعدة جبهة المدائن، وفتح الأبلة، لأنَّ سُقوطها سوف يُربك الفُرس ويزيد الوضع الفارسيّ سوءًا. وأمرهُ أن يدعوا القوم إلى الإسلام، فمن أجابهُ قبِل منه، ومن أبى فعليه الجزية، وإلَّا فالسيف في غير هوادة.
وصل عُتبة إلى موضع الخُريبة بالبصرة في شهر ربيع الآخر سنة 16هـ المُوافق فيه شهر نيسان (أبريل) سنة 637م، على رأس ثمانمائة مُقاتل، وعسكر في أقصى البر من أرض العرب وأدنى أرض الريف من أرض العجم على مقربة من موقع البصرة المُعاصر، وأقام عدَّة أشهر لا يغزو ولا يُقاتل ولا يخرج إليه أحد من حامية الخُريبة، إذ لم يكن الفُرس يملُكون القوَّة الكافية للتصدّي للمُسلمين، فقبعوا في أماكنهم بانتظار تطوُّرات القتال في الشِّمال. فأرسل عُتبة من أبلغ قائد الحامية أنَّ المُسلمين يُريدونه.
وهكذا اضطرَّت الحامية إلى الخُروج من أماكن تمركُزها واصطدمت بالقُوَّة الإسلاميَّة. ولم يمضِ الكثير من الوقت إلَّا وانتصر المُسلمون وولّى الفُرس مُنهزمين إلى داخل المدينة واحتموا وراء أسوارها، وعاد عُتبة إلى مُعسكره. وسُرعان ما انسحبت تلك الحامية شمالًا نحو الفُرات وعبرته دون قتال نظرًا لانقطاع الاتصالات مع الشمال، ولِتفوّق المُسلمين الواضح. ودخل عُتبة الأبلة وكتب إلى عُمر يُخبرهُ بالفتح. أثار سُقوطُ الأبلة بيد المُسلمين قادة النواحي، ومنهم مرزبان كورة دست ميسان، فحشد قُوَّةً صغيرةً واصطدم بهم، إلَّا أنهُ هُزم وولّى الأدبار. واستغلَّ عُتبة الوضع السيّئ للحاميات الفارسيَّة القليلة العدد بأسفل دِجلة والفُرات، لِمُهاجمتها، وطردها من المنطقة. فتقدَّم نحو ميسان واشتبك مع الفُرس في نواحي المذار وأبرقباذ، وهزمهم، وعاد إلى البصرة.

## فُتوح فارس
لم يكن عُمر بن الخطَّاب قد خطَّط في هذا الوقت لِفتح بلاد فارس المعروفة بإيران اليوم. وكان هدف الاصطدامات التي حدثت حتَّى تلك المرحلة داخل الأراضي الفارسيَّة هو الحِفاظ على إنجازات المُسلمين والمُحافظة على الأراضي الإسلاميَّة، إلَّا أنَّ العراق الذي ضُمَّ إلى رقعة الدولة الإسلاميَّة، كان يُعتبرُ أساسًا جُزءًا من بلاد العرب، لأنَّ العرب سكنوا في أنحائه قبل الإسلام، وكان عُمر يقول: «وَدِدّتُ لَو أنَّ بَيْنَنَا وَبَيْنَ فَارِسَ جَبَلًا مِن نَارٍ لَا يَصِلُونَ إلَيْنَا مِنْهُ وَلَا نَصِلُ إلَيْهِم». ولكنَّ الفُرس لم يركنوا إلى الهُدوء، فكانوا يُجهزون الجُيوش استعدادًا لِمُواصلة الحرب، كما كانوا يقومون بأعمال التمرُّد في البلاد المفتوحة، ولمَّا سأل عُمر كِبار الصَّحابة عن سبب ذلك أجابوه بأنَّ تلك الفتن لا يُمكن أن تُخمد ما لم يخرج يزدجرد من حُدود البلاد الإيرانيَّة، وأنَّ آمال الفُرس لا يُمكنُ أن تنقطع طالما تُراودهم فكرة بقاء وريث عرش «كنعان» على قيد الحياة. وممَّا زاد في تشجيع الفُرس على التمادي في الخُروج على حُكم المُسلمين والاستعداد لِحرب الاسترداد، إخفاق هؤلاء في فتح مدينة اصطخر، حاضرة فارس قبل المدائن، والمعروف أنَّ العلاء بن الحضرميّ عامل عُمر على البحرين عبر الخليج إلى البر الفارسيّ دون الحُصول على إذنٍ من الخليفة، فقصد اصطخر، وتغلَّب على حامية السَّواحل، وتابع زحفه باتجاه المدينة، إلَّا أنَّهُ لم يُؤمِّن على مؤخرته، حيثُ تقضي السِّياسة العسكريَّة السليمة بِتمركز قُوَّة عسكريَّة في النقاط المُهمَّة على الطريق إلى اصطخر، فقطع الفُرس عليه خطَّ الرجعة بِقيادة الهربذ، ولم يُنقذه سوى قرار الخليفة بِإرسال مدد من حاميات البصرة والكوفة، وعزلهُ عُمر بعد ذلك جرَّاء مُغامرته غير المدروسة ووضعهُ بتصرُّف سعد.

### فتح الأحواز

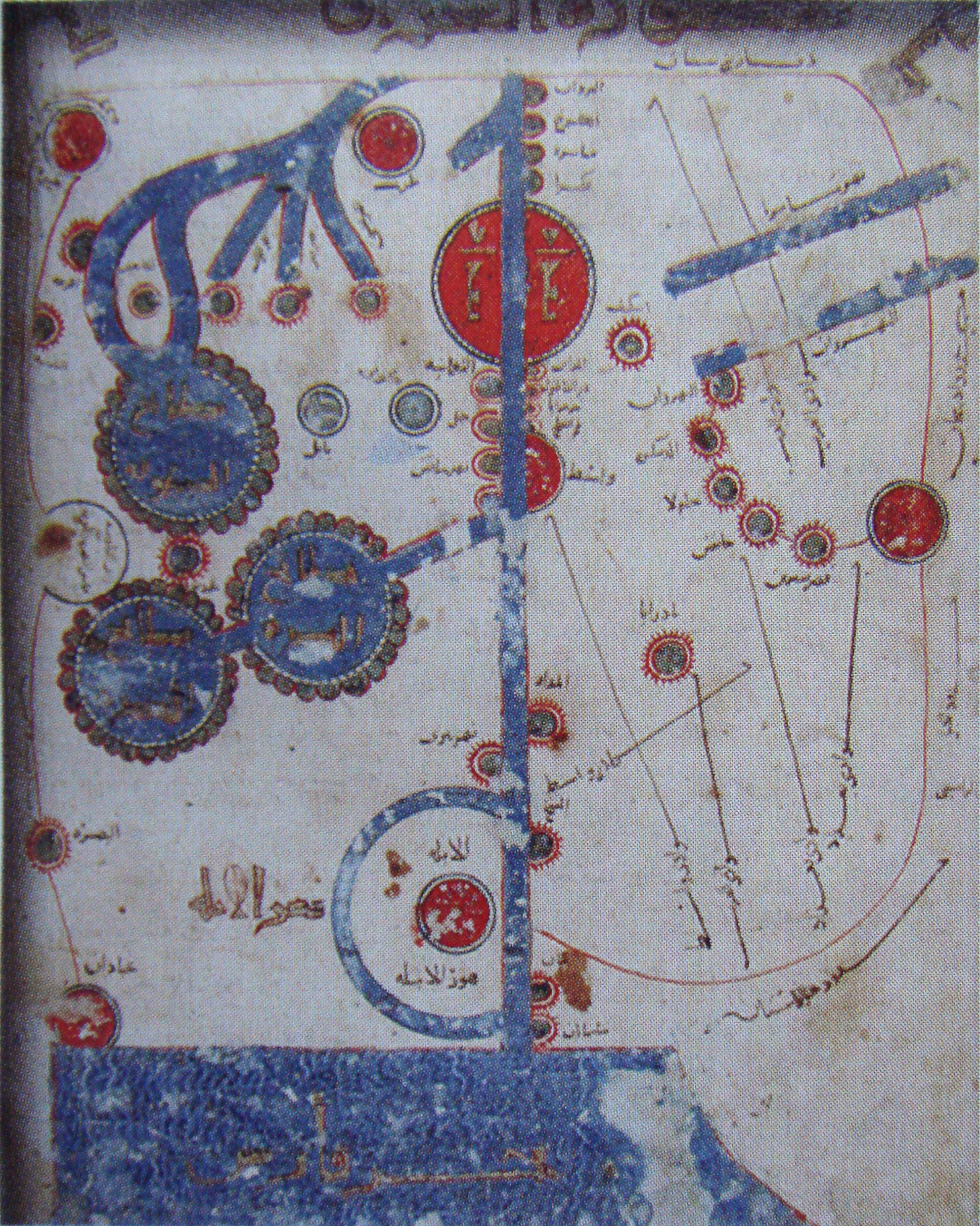
خريطة لإقليم الأحواز كما عرفهُ المُسلمون، من كتاب مسالك الممالك للإصطخريّ.

اعتقد الفُرس أنَّ الاندفاع الإسلاميّ سوف يتوقَّف بعد أن يصل المُسلمون إلى الثُغور، ولهذا اطمأنّوا على ديمومة إمبراطوريَّتهم. وكان عُمر في الأساس لا ينوي أن يتخطّى العراق، لكنَّ الأحداث المُتسارعة دفعتهُ إلى تغيير هذه السياسة تجاه الفُرس، وشجَّعتهُ الانتصارات الإسلاميَّة المُتتالية على التوغُّل في عمق الأراضي الفارسيَّة. وكانت الأوضاع السياسيَّة في فارس مُزعزعة، وأركانُ الحُكم مُتفرقين في النواحي. فقد رحل يزدجرد إلى الريِّ، إلَّا أنَّهُ تعرَّض لِمؤامرةٍ من قِبل حاكمها آبان جاذويه، فغادرها إلى خُراسان عن طريق أصفهان وكرمان، وأقام بِمرّو واتخذها قاعدةً جديدةً يحكُمُ منها ما تبقّى من إمبراطوريَّته. واستقرَّ الهُرمُزان في الأحواز، وتشتَّت جُنودُ فارس في مُختلف النواحي. وأخذ يزدجرد يعمل من قاعدته في مرّو على إثارة الفُرس لاسترداد ما فقدوه، خُصوصًا بعد أن علم بِقرار الخليفة بألَّا يتعدّى المُسلمون العراق، فتحرَّكت قُوَّة عسكريَّة ضخمة نحو تستر عاصمة الأحواز بِقيادة الهُرمُزان، وأخذت تُغيرُ على قٌرى تلك الولاية المُمتدَّة بين البصرة وفارس، فطلب عُتبة بن غزوان العون من سعد بن أبي وقَّاص لِمُحاربة الهُرمُزان، فأرسل إليه فرقةً عسكريَّةً من الكُوفة بِقيادة النُعمان بن مُقرن المزني، كما كتب عُمر إلى أبي موسى الأشعريّ عاملهُ على البصرة بأن يُرسل قوَّةً عسكريَّةً من جُند البصرة بِقيادة سهل بن عُدي. كان سُكَّانُ الأحواز قد أشعلوا الثورة ضدَّ الوُجود الإسلاميّ بِفعل قُرب بِلادهم من الأبلة والبصرة، وقد أثارهم التغيير السريع للوُلاة في البصرة، وقد أملوا أن تندلع الاضطرابات الداخليَّة بين المُسلمين، ممَّا يُساعدهم على طردهم من المنطقة. سلك النُعمان طريق السَّواد وعبر دِجلة عند ميسان وتابع زحفهُ إلى الأحواز، فاجتاز نهر تيري ومناذر وسوق الأحواز، ثُمَّ اصطدم بالقوَّة الفارسيَّة بِقيادة الهُرمُزان في ناحية أربك وتغلَّب عليها. وانسحب الهُرمُزان إلى تستر وأخلى رامهرمز، فدخلها النُعمان، ثُمَّ أتمَّ فتحُ الأحواز بعد أن انضمَّ إليه الجُند الذين قدموا من البصرة بِقيادة سهل بن عُديّ، كما انضمَّ أبو موسى الأشعريّ إلى الجيش الإسلاميّ بعد ذلك، وحاصر المُسلمون تستر وقد تحصَّن بها الهُرمُزان. دام الحِصار بضعة أشهر تخلَّلهُ مُناوشات بين الطرفين كانت سِجالًا قبل أن يقتحم المُسلمون المدينة بِمُساعدة أحد سُكَّانها. وأُسر الهُرمُزان وأُرسل إلى عُمر في المدينة، فأعلن إسلامُه أمامه. وكان المُسلمون قد أحاطوا بالسوس وعليها شهريار أخو الهُرمُزان، وجرت بين الطرفين عدَّة مُناوشات. وعلم المُسلمون أثناء الحِصار بأنَّ الفُرس يحشدون قُوَّاتٍ كثيفةٍ في نهاوند، فرأوا أن يُسيطروا على السوس قبل الزحف نحوها، فشنّوا هُجومًا مُركزًا على المدينة واخترقوا تحصيناتها، فاستسلم سُكَّانها وطلبوا الأمان.

### معركة نهاوند «فتحُ الفُتوح»
تراجعت هيبة الإمبراطوريَّة الساسانيَّة بعد خسارة العراق وانسحاب الفُرس من الأحواز إلى عُمق الأراضي الفارسيَّة. وحرَّكت هذه الظاهرة الشعور القومي الفارسيّ، وأحدثت يقظة في طبرستان وجرجان ودنباوند والرَّي وأصفهان وهمدان، وأثارت الفُرس في خُراسان والسند، فكتب سُكَّانُ تلك المناطق إلى يزدجرد، وهو يومئذٍ في مرّو، وأثاروه لِتحرُّكٍ جديد. فدعا إلى التعبئة، وحشد مائة ألف مُقاتل، وقيل ستين ألفًا، وقيل مائة وخمسين ألفًا، عيَّن عليهم ذو الحاجب مردان شاه، وسيَّرهم جميعًا إلى نهاوند. رصد قباذ بن عبدُ الله، الوالي على ثغر حُلوان، هذه الحُشود فكتب إلى سعد بذلك، فأخبر سعد بدوره عُمر. ثُمَّ حدث أن عُزل سعد في هذه الظروف الحرجة بسبب وشايات أهل الكُوفة ضدَّه، وخلفهُ عبدُ الله بن عُتبان، وهو صحابيّ مُتقدِّم في العُمر. كانت سياسة عُمر تقضي، حتَّى ذلك الوقت، بعدم السماح للمُسلمين بالانسياح في الجبال، لكنَّ حُشود الفُرس في نهاوند اضطرَّتهُ إلى تغيير سياسته، فإذا لم يُبادرهم المُسلمون بالشِّدَّة ازدادوا جُرأةً ورُبَّما كرَّوا عليهم. وعقد مجلسًا للمشورة استمع فيه إلى آراء كِبار الصحابة الذين أجمعوا على ضرورة الإمساك بِزمام المُبادرة. اختار عُمر النُعمان بن مُقرن المزني لِقيادة الجيش الإسلامي إلى نهاوند، ورسم لهُ الخِطَّة التي يتوجَّب عليه تنفيذها، وأردفهُ بِقوَّاتٍ من المدينة بِقيادة عبدُ الله بن عُمر، وبِثُلث قُوَّات البصرة بِقيادة أبي موسى الأشعريّ، وثُلث قُوَّات الكُوفة بِقيادة حُذيفة بن اليمان. وقدَّر عُمر أنَّ القتال سيكونُ ضاريًا ورُبَّما أدَّى إلى مصرع القائد، فاقتدى بالرسول مُحمَّد في غزوة مؤتة، فعيَّن سبعة من الرجال خلفًا للنُعمان في حال قُتل.

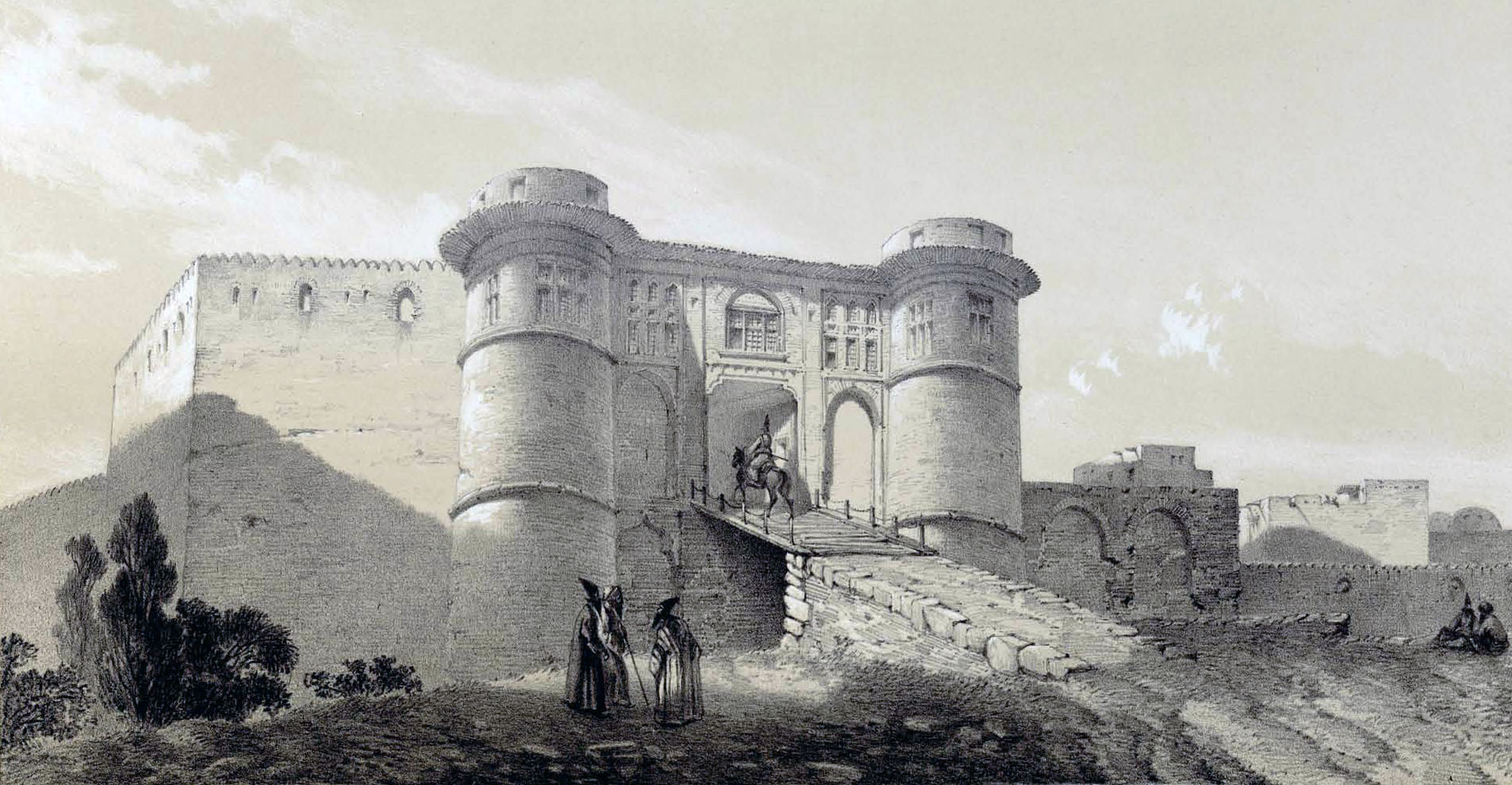
حصنُ نهاوند، آخرُ المعاقل الفارسيَّة الرئيسيَّة في الداخل الإيراني. حاصرها المُسلمون وافتتحوها ولم تقم للفُرس قائمة بعد هذا الفتح.

خرج النُعمانُ من السوس على رأس جيش الكُوفة الذي يُقدَّرُ بِثلاثين ألف جُنديّ مُتوجهًا إلى نهاوند، في الوقت الذي فتحت فيه قُوَّة إسلاميَّة مدينة جُنديسابور بقيادة زرِّ بن عبدُ الله كُليب، وبثَّ العُيون أمامهُ لاستكشاف المنطقة حتَّى لا يؤخذ على غرَّة، وواصل زحفه إلى أسبيهذان التي تبعد تسعة أميال عن نهاوند، وعسكر فيها بالقُرب من المُعسكر الفارسيّ. وكان الفُرس قد أحاطوا نهاوند بالخنادق وتحصَّنوا بها. ويبدو أنَّ الفُرس تهيَّبوا الدُخول في معركة، فطلبوا من النُعمان أن يُرسل إليهم رسولًا للتباحث بشأن التوصّل إلى تفاهُمٍ سلميّ، فأرسل إليهم المغيرة بن شُعبة، لكنَّ المُباحثات انتهت إلى الفشل بسبب التصلُّب في المواقف. فقد عرض الفُرس على المُسلمين ذات العرض السَّابق، وهو الانسحاب من فارس لِقاء المال والأمان، وجاء الرَّد الإسلامي بالرفض المُطلق. وبدأ الطرفان يستعدَّان للحرب، ثُمَّ التحما في رحى معركةٍ ضارية، ابتدأت شديدةً واستمرَّت يومين. ولمَّا لاح النصرُ للمُسلمين، تراجع الفُرس إلى المدينة وتحصَّنوا بها، فأحاط المُسلمون بهم، ومرَّت أيَّام والجبهة على ذلك. وعقد النُعمانُ مجلسًا عسكريًا مع أركان حربه للتشاور، فتقرَّر تخصيص قوَّة عسكريَّة تعمل على دفع الفُرس إلى الخُروج من تحصيناتهم بالتحرُّش بهم وإغرائهم على الالتحام، بالكرِّ والفر، في حين يترصَّد سائر الجيش في أماكن خلفيَّة خفيَّة عن أعين العدو، فإذا حدث الالتحام تظاهرت القوَّة بالخسارة وتتراجع أمامهم إلى حيثُ يستطيع جيشُ المُسلمين أن يشترك في المعركة ويلتحم بهم بعيدًا عن تحصيناتهم. ونفَّذ القعقاع بن عمرو ومعهُ سريَّتهُ من الجُند هذه الخطَّة بنجاح، فطوَّق المُسلمون الفُرس وانقضّوا عليهم، ودار قتالٌ لم يشهد لهُ الفُرس ولا المُسلمين مثالٌ من قبل، فصمد المُسلمون وقاتل الفُرس قتالًا مُستميتًا من مُنتصف النهار حتَّى الليل، وسقط في أرض المعركة عددٌ من القادة والأسماء البارزة، منهم النُعمان نفسه، وطُليحة الأسدي، وعمرو بن معديكرب، وفي نهاية المطاف انهار التماسك الفارسيّ، وفرَّ قسمٌ كبيرٌ من الجيش ناجيًا بحياته، واستسلمت حامية نهاوند، وطلب سُكَّانُها الأمان وأقرّوا بِدفع الجزية، ودخل المُسلمون المدينة وأجابوا الفُرس إلى ما طلبوا، وأُرسلت المراسيل إلى عُمر بالمدينة تُبشِّرهُ وأهلها بالفتح، الذي عرفهُ المُسلمون «بفتح الفُتوح» لأنَّهُ لم يقم للفُرس بعدها قائمة.

### فتح همذان وأصبهان
بعد معركة نهاوند، أمر حذيفة بن اليمان نُعيم بن مقرن المزني والقعقاع بن عمرو بمطاردة فلول نهاوند، حتى بلغا همذان، فصالحهم حاكمها خسروشنوم على الجزية، فرجعا عنها، ثم عاد ونقض العهد. فكتب عمر بن الخطاب إلى حذيفة بالعودة إلى الكوفة، وأن يُسيّر نعيم بن مقرن إلى همذان، ويجعل أخوه سويد بن مقرن على مقدمة جيشه وربعي بن عامر التميمي ومهلهل بن زيد الطائي على جناحيه، فحاصر نعيم في اثني عشر ألفًا همذان، ثم أرسل السرايا فاستولت على كل المناطق التابعة لها، حينئذ سأل أهل المدينة نعيم الصلح، فوافقهم على ذلك. كما بعث عمر عبد اللَّه بن عبد الله بن عتبان لفتح أصبهان، وأمدّه بأبي موسى الأشعري، فسار عبد الله بجنده ومن تبعه من جند النعمان نحو أصبهان، فقابل جندًا فارسيًا كثيفًا بقيادة الأسبيدان، وعلى مقدمته شهريار بن جاذويه خارج المدينة. بدأت المعركة بخروج شهريار للمبارزة، فخرج له عبد الله بن بديل بن ورقاء الرياحي فقتله، ثم دارت معركة كبيرة هُزم فيها أهل أصبهان. ثم سار ابن عتبان إلى أصبهان فحاصرها حتى صالحه حاكمها الفاذوسفان على الجزية. فكتب ابن عتبان لعمر بالنصر فأمره بأن يمُدد سهيل بن عدي بجيشه لقتال كرمان، فاستخلف ابن عتبان السائب بن الأقرع على أصبهان ولحق بسهيل. وسار أبو موسى الأشعري، فافتتح قُمّ وقاشان.

### فتح الرّيّ وقومس وجرجان
تراسل الديلم وأهل الرِّيّ وأهل أذربيجان على قتال المسلمين، ثم اجتمعوا في بواج روذ. بلغ نعيم خبر تجمّع الفرس، فسار إليهم ودارت بينهم معركة كبيرة انتصر فيها المسلمون. أرسل نعيم الخبر إلى عمر، فردّ عمر الرسول ليبلغ نعيم بأن يستخلف على همذان، ويسير إلى الرّيّ. استخلف نعيم على همذان، وسار للري، وفي الطريق قابله الفرخزاد أحد قادة الفرس مسالمًا لحسده على حاكم الري سياوخش بن مهران بن بهرام جوبين. تجمّع أهل دنباوند وطبرستان وقومس وجرجان لقتال المسلمين، والتقوا في سفح جبل الري، فاقتتلوا به. ولما طال القتال، أشار الفرخزاد على نعيم بأن يباغت أهل الري في الليل بكتيبة من الفرسان يدخل بهم الفرخزاد المدينة من موضع لا يتوقعه الفرس، فبعث معه نعيم خيلاً بقيادة ابن أخيه المنذر بن عمرو، تفاجأ بهم الفرس، ودار القتال في المدينة انتصر فيه فرسان المسلمين، ثم فوجئ المقاتلين من الفرس عند سفح الجبل بالتكبير من خلفهم، فاضطربت صفوفهم، وانتهى الأمر بهزيمة الفرس. ثم طالب الفرخزاد نعيم أن يأمره على أهل الري وللمسلمين منهم الجزية، فوافقه نعيم. وحين وفد المضارب العجلي بالأخماس إلى عمر، بعث معه عمر لنعيم بأن يرسل سويد بن مقرن المزني إلى قومس، فوصلها سويد دون أن يواجه مقاومة، فأخذها سلمًا. ثم سار إلى جرجان، فقابله صاحبها رزبان صول بالسلم، ودخل في عهد المسلمين على أن يؤدي أهلها الجزية للمسلمين.

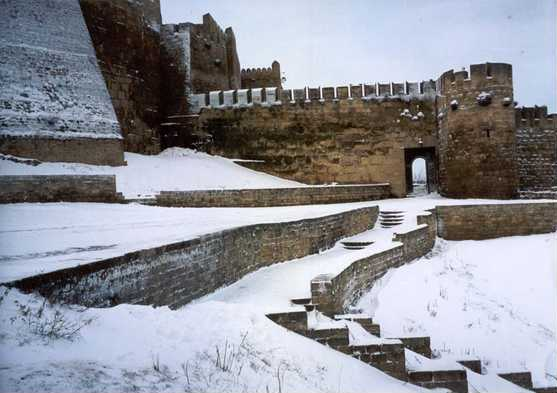
حصنٌ ساسانيٌّ في باب الأبواب. سقط بيد المُسلمين سنة 643م.

### فتح طبرستان وأذربيجان
بعد أن افتتح سويد بن مقرن المزني قومس، أرسل إليه الفرخان إصبهبذ طبرستان يسأله الصلح، فأجابه سويد وأمّنه وأهل طبرستان، وأبقاه حاكمًا على المدينة على أن يؤدي الجزية، كما أرسل عمر بن الخطاب لنعيم بن مقرن المزني بأن يبعث بسماك بن خرشة الأنصاري مددًا لبكير بن عبد اللَّه بأذربيجان، كان بكير سار حين بعث إلى أذربيجان، قد التقى بفلول الفرس المنهزمين في واج روذ بقيادة إسفندياذ بن الفرخزاد فهزمهم وأسر إسفندياذ قبل مقدم سماك بن خرشة الذي افتتح المناطق التي مر بها في طريقه. وحين وصل سماك، أرسل بكير إلى عمر يستعفيه من القيادة، فأذن له على أن يسير مدينة الباب، وأن يستخلف على عمله. استخلف بكير عتبة بن فرقد السلمي. سار عتبة نحو أذربيجان فوجد الفرس قد تجمّعوا بقيادة بهرام بن الفرخزاد، فقاتلهم وهزمهم وفرّ بهرام. ولما بلغ الخبر أهل أذربيجان صالحوا عتبة.

### فتح إقليم فارس
لم تُشكِّل الأراضي التي سيطر عليها الفُرس والتي غزاها المُسلمون، دولة مُستقلَّة بالمفهوم العام للدولة، وإنَّما كانت داخلة ضمن إمبراطوريَّة تضُمُّ دُويلات أو ولايات تخضع للحُكم الفارسيّ، في حين تركَّزت الدولة التي أقامها الساسانيّون، في إقليم فارس، ثُمَّ ضمَّ هؤلاء إلى دولتهم ما جاورها من أقاليم. ووصل المُسلمون في سنة 23هـ المُوافق فيه سنة 644م إلى قلب الإمبراطوريَّة الفارسيَّة الساسانيَّة، إلى أرض الشعب الذي حكم الشُعوب المُجاورة؛ وبدأوا بِفتح مُدنها. أرسل عُمر ثلاثة ألوية لِفتح إقليم فارس، انطلقت جميعها من قاعدة البصرة، وهي على الشكل التالي: مجاشع بن مسعود السلمي إلى أردشير خرَّة وصبور، وعُثمان بن أبي العاص إلى اصطخر، وسارية بن زُنيم الديلي الكِناني إلى فسا وداراب. وبعد أن اجتازوا جميعًا أرجان دون مُقاومة، وكانت في طريقهم، تفرَّقوا كُلٌّ إلى وجهته المُحدَّدة، وفتحوا كامل الإقليم. والمُلفت أنَّ كافَّة عمليَّات الفتح كانت عِبارة عن معارك صغيرة مُقارنةً بِمعارك البُويب والقادسيَّة وجلولاء ونهاوند، وذلك بفعل قضاء المُسلمين في تلك المعارك على القُوَّة الميدانيَّة للإمبراطوريَّة الساسانيَّة المُنهارة.

### فتح كرمان وسجستان ومكران
في سنة 23 هـ، توجّه سهيل بن عدي إلى كرمان، ولحقه عبد اللَّه بن عبد اللَّه بن عتبان، وحشد لهم أهل كرمان، واقتتلوا فانتصر المسلمون ودخلوها، وأصابوا فيها الكثير من الغنائم. وقيل أن الذي فتحها عبد اللَّه بن بديل بن ورقاء الخزاعي. بينما توجّه عاصم بن عمرو التميمي سجستان، ولحقه عبد اللَّه بن عمير، فاقتتلا وأهل سجستان فهزموهم ثم طاردوهم حتى حصروهم بزرنج، حتى طلب أهل سجستان الصلح على أن يؤدوا الجزية، فوافق المسلمون. ثم قصد الحكم بن عمرو التغلبي مكران، ولحقه شهاب بن المخارق بن شهاب، ومن بعده سهيل بن عدي وعبد اللَّه بن عبد اللَّه بن عتبان ومن معهما حتى انتهوا إلى موضع قرب نهر السند، فوجدوا أهل مكران قد عسكروا قرب شاطئ النهر حتى عبر إليهم ملكهم راجا راسل ملك السند. ثم دار القتال وانتصر فيه المسلمون، وطاردوا فلولهم حتى النهر، ثم رجعوا فأقاموا بمكران. وكتب الحكم إلى عمر بالنصر وبعث بالأخماس مع صحار العبدي، فسأله عمر عن مكران، فقال: «يَا أمِيرَ المُؤمِنِين، أرضُ سَهلِهَا جَبَلٌ، وَمَاؤهَا وَشَلٌ، وَتَمْرُهَا دَقَلٌ، وَعَدُوِهَا بَطَلٌ، وَخيرُهَا قَلِيلٌ، وَشَرُّهَا طَوِيلٌ، وَالكَثِيرُ بِهَا قَلِيلٌ، والقَلِيلُ بِهَا ضَائِعٌ، وَمَا وَرَاءُهَا شَرٌّ مِنهَا». فتوجّس عمر على المسلمين، وأمر الحكم بن عمرو وسهيل بن عدي بألا يجوزا نهر السند. ويذكر البلاذري أنَّ هذه الحادثة وقعت في خِلافة عُثمان بن عفَّان، وهو الذي أصدر أمر المنع.

### فتح خُراسان

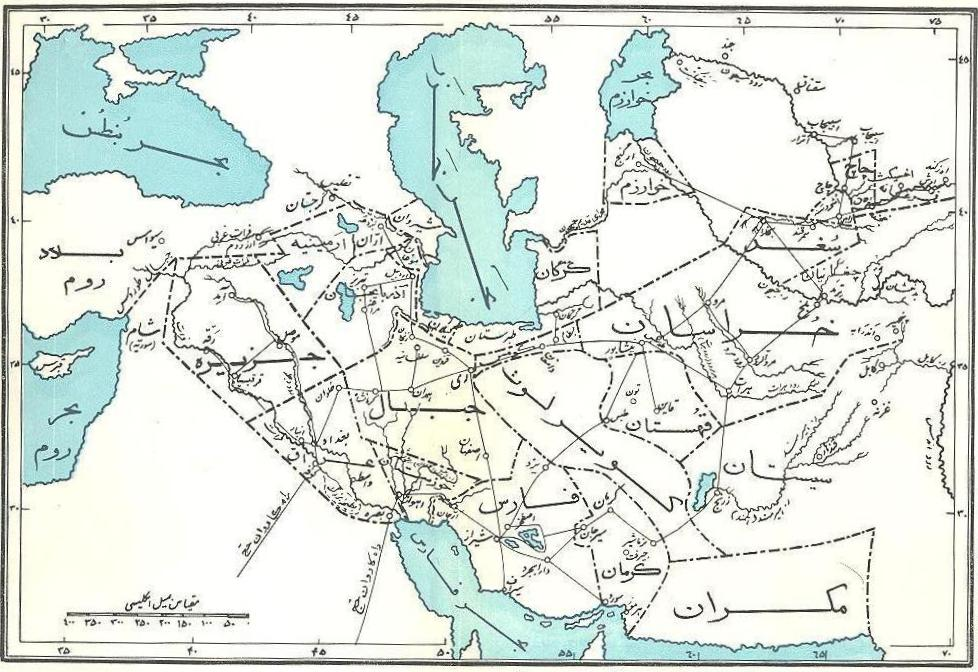
موقع خُراسان وسائر أقاليم إيران والعراق التي سقطت بيد المُسلمين - لي سترانج.

في سنة 22 هـ، سار الأحنف بن قيس إلى خراسان، وقد كان يزدجرد قد فرّ إليها بعد سقوط الري، فنزل مرو. بدأ الأحنف بهراة فافتتحها قتالاً واستخلف عليها صحار العبدي، ثم سار الأحنف إلى مرو الشاهجان، وأرسل مطرف بن عبد الله بن الشخير إلى نيسابور، والحارث بن حسان إلى سرخس. ومع اقتراب الأحنف من مرو الشاهجان، خرج يزدجرد إلى مرو الروذ، فدخل الأحنف الأولى سلمًا. بعث يزدجرد إلى خاقان الترك وملك الصغد وملك الصين يستمدهم لقتال المسلمين، فخرج الأحنف من مرو الشاهجان بعد أن وصله خبر المدد من الكوفة، واستخلف عليها حارثة بن النعمان الباهلي، ثم سار إلى مرو الروذ. حين بلغ الخبر يزدجرد، فر مجددًا إلى بلخ، ودخل الأحنف مرو الروذ. سار مدد الكوفة نحو بلخ، فقاتلهم يزدجرد، وانهزم أمامهم ففتح أهل الكوفة بلخ قبل وصول الأحنف. ضم الأحنف بعدئذ الأراضي بين نيسابور وطخارستان التي استخلف عليها ربعي بن عامر، ثم عاد إلى مرو الروذ، وأرسل إلى عمر بالفتح، فأمره عمر بألا يجوز النهر.
بعد أن انهزم يزدجرد في بلخ، عبر النهر وأمدّه خاقان الترك وأهل فرغانة والصغد، فعبر بجنده حتى نزل بلخ، منها سار إلى مرو الروذ حيث الأحنف. أخذ الأحنف برأي أصحابه، فسار بعشرين ألفًا من المسلمين إلى موضع كان الجبل من خلفهم والنهر يفصل بينهم وبين الترك، وأقبل الترك إلى المسلمين وتجدد القتال بينهم لأيام لم يحقق فيها الطرفان نصرًا، حتى يأس الترك ووجدوا أنهم لا طائل من قتال المسلمين، فانسحبوا إلى بلخ. أما يزجرد فقد كان فصل في بعض الجند إلى مرو الشاهجان، وحاصر حارثة بن النعمان لفترة قبل أن يختلف مع جنوده، ويتركهم ويعبر النهر مجددًا إلى الترك، حيث عاش هناك بقية حياته. بعدئذ، صالح أهل تلك المناطق الأحنف ودخلوا في عهد المسلمين، وأدّوا الجزية.

## ثورات الفُرس ونهاية السُلالة الساسانيَّة
اغتيل الخليفة عُمر بن الخطَّاب فجر يوم الأربعاء في 26 ذي الحجَّة سنة 23هـ المُوافق فيه 2 تشرين الثاني (نوڤمبر) سنة 644م، وهو يُصلّي صلاة الفجر في المسجد، وكان القاتل يُدعى أبو لؤلؤة فيروز النهاوندي، واختلف المُؤرخون في تحديد الدَّافع وراء الاغتيال، لكن ممَّا قيل أنَّها كانت مؤامرةً فارسيَّة، بدافع الانتقام من الرجل الذي كان وراء القضاء على الإمبراطوريَّة الساسانيَّة. بعد وفاة عُمر، بويع عُثمان بن عفَّان بالخِلافة، وخلال عهده وقعت عدَّة ثورات في فارس ضدَّ الحُكم الإسلامي بين الفينة والأُخرى، لكنَّها دائمًا ما خمدت، وأبرز الولايات الفارسيَّة التي وقعت فيها بعضُ الثورات: أرمينية وأذربيجان وفارس، وسيستان (649م)، وخُراسان (651م)، ومكران (650م). وما لبثت هذه الثورات والانتفاضات أن هدأت وانطفأت بعد أن تقبَّل الفُرس الإسلام وأقبلوا على اعتناقه.
أمَّا يزدجرد، فبعد أن جرَّده المُسلمون من كُلِّ أرضه، اضطرَّ إلى الفرار حتَّى آخر حُدود إمبراطوريَّته، ولمَّا سقطت خُراسان لم يبقَ أمامه سوى الالتجاء لِجيرانه وطلب مُساعدتهم. وفعلًا، فقد كتب إلى ثلاثة مُلوك يستمدُّهم ويستنجد بهم، وهم: خاقان التُرك وملك الصغد وإمبراطور الصين. ولمَّا فتح المُسلمون آخر ما تبقى من أراضي الإمبراطوريَّة الساسانيَّة، فرَّ يزدجرد عبر نهر جيحون إلى خاقان التُرك الذي توافق مصالحهُ مع مصالح العاهل الفارسيّ، وقد خشي من الامتداد الإسلامي باتجاه بلاده، وتعاون الرجُلان في مُقاومةٍ فاشلة حيثُ جنَّدا جيشًا وهاجما المُسلمين في خُراسان. وانتهى الأمر بانسحاب خاقان التُرك إلى بلاده مُقتنعًا بما تناهى إلى أسماعه من أنَّ المُسلمين لن يعبروا النهر، بناءً على تعليمات عُمر. أمَّا يزدجرد فقد نزل ضيفًا على مرزبان مرّو، المدعو «ماهويه»، والذي لم يكن يتمنّى غير التخلُّص من ضيفه الذي رفض أن يُزوِّجه ابنته، وتحالف مع «نيزك طرخان» التابع لِمرزبان طخارستان. فأرسل نيزك جماعة لأسره، فاشتبكوا معه وهزموه، فمضى هاربًا حتَّى انتهى إلى بيت طحَّان على شاطئ نهر المرغاب، فمكث ليلتين وماهويه يبحث عنه. فلمَّا أصبح اليوم الثاني دخل الطحَّان إلى بيته فرأى يزدجرد بِهيئته الملكيَّة وهو لا يعرفه، فبهت، وطمع به، فقتلهُ بعد أن وشى به إلى ماهويه، وطرح جُثَّته في النهر، وذلك سنة 31هـ المُوافقة لِسنة 652م، ولمَّا يبلغ الثامنة والعشرين من عُمره. وقد خلَّف ابنين وثلاث بنات. وبمقتل يزدجرد تمَّ القضاء على الإمبراطوريَّة الساسانيَّة تمامًا، وانقضت سُلالة مُلوكها. ولمَّا بلغ كتاب النصر الخليفة عُمر بِالمدينة المُنوَّرة، وفيه تفاصيل ما جرى، جمع الناس فبشَّرهم بِهذا الفتح وخطبهم، وأمر بِفتح الكتاب فقُرئ على الناس، وقال في خِطبته: «أَلَا وَإِنَّ اللهَ قد أَهلَكَ مَلِكَ المَجُوسِيَّةِ، وَفَرَّقَ شَملَهُم فَلَيسُوا يَملِكُونَ مِن بِلَادِهِم شِبرًا يَضِيرُ بِمُسلِمٍ. أَلَا وَإِنَّ اللهَ قد أَورَثَكُم أَرضَهُم وَدِيَارَهُم وَأَموَالَهُم وَأَبنَاءَهُم لِيَنظُرَ كَيفَ تَعمَلُون، فَقُومُوا فِي أَمرِهِ عَلَى وَجَلٍ، يُوفِ لَكُم بِعَهدِهِ وَيُؤتِكُم وَعدَهُ وَلَا تُغَيِرُوا يَستَبدِلُ قَومًا غَيرَكُمُ، فَإني لَا أَخَافُ عَلَى هَذِهِ الأُمَّةِ أِن تُؤتَى إِلَّا مِن قِبَلِكُم».

## فارس تحت الحُكم الإسلامي
يقولُ المؤرِّخ والمُستشرق برنارد لويس: 

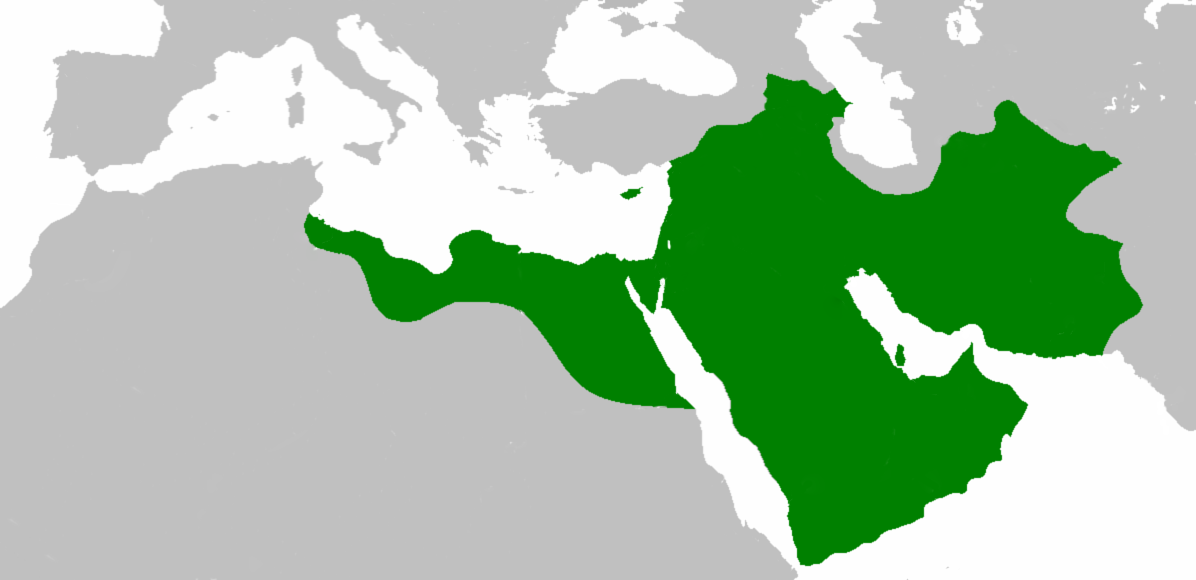
خريطة تُظهر أقصى الحُدود (التقريبيَّة) التي بلغتها دولة الخِلافة الرَّاشدة خِلال عهد ثالث الخُلفاء الراشدين عُثمان بن عفَّان، سنة 654م. بعد تمام فُتُوح العراق وفارس والشَّام وقبرص وأرمينية ومصر وبرقة وطرابُلس الغرب وإفريقية.

كانت النظرة الإيرانيَّة إلى الفُتوح العربيَّة الإسلاميَّة مُتفاوتة: فقد اعتبرها البعضُ نعمةً أنعم الله بها على البِلاد، إذا عرف النَّاسُ الدين الحق، فانقضى عهدُ الجهل وعبادة الأصنام؛ ونظر إليها آخرون على أنَّها هزيمةٌ قوميَّةٌ مُذلَّةٌ، فقد انهارت الإمبراطوريَّة على يد غُزاةٍ أجانب لا يمتّون لِفارس بِصلة. كِلا النظرتين صحيحة بطبيعة الحال، استنادًا إلى وجهة نظر القائلين بها… فالإيرانيّون اعتنقوا الإسلام فعلًا، لكنَّهم لم يتعرَّبوا. بقي الفُرسُ فُرسًا. وبعد حينٍ من الصمت، عادت إيران لِتبرز مرَّة أُخرى، بحُلَّةٍ مُختلِفةٍ ومُميَّزةٍ داخل العالم الإسلاميّ، لِتُضيف في نهاية المطاف عُنصرًا جديدًا إلى الإسلام ذاته. كانت المُساهمة الإيرانيَّة الثقافيَّة، والسياسيَّة، وحتَّى الدينيَّة، مُساهمةً فعَّالةً وبارزةً في الثقافة الإسلاميَّة خِلال السنوات اللاحقة. يُمكنُ مُلاحظة اللمسات الإيرانيَّة في كُلِّ انجازٍ ثقافيٍّ إسلاميّ، بما فيه الشعر العربي، إذ ساهم الشُعراء الفُرس الذين نظموا أشعارهم باللُغة العربيَّة مُساهمةً فعَّالةً في هذا المجال. يُمكنُ القول أنَّهُ بشكلٍ أو بآخر، كان الإسلامُ الإيرانيُّ يُشكِّلُ بعثةً ثانيةً للإسلام نفسه، وهو ما اصطلح البعضُ على تسميته بإسلام العجم. كان هذا النمطُ من الإسلام الفارسيّ، عوض الإسلام العربيّ الأصيل، هو ما وصل شُعوبًا عديدة ودخل بلادًا كثيرة: ومن هؤلاء التُرك، الذين أخذوهُ عن الفُرس في آسيا الوُسطى في بداية المطاف، ثُمَّ في الشرق الأوسط وتحديدًا بالمنطقةِ التي تُعرفُ حاليًا بتُركيَّا، وفي الهند أيضًا بطبيعة الحال. وقد ساهم العُثمانيّون في نشر هذا النمط من الإسلام عبر فُتوحاتهم التي بلغت أسوار ڤيينَّا.

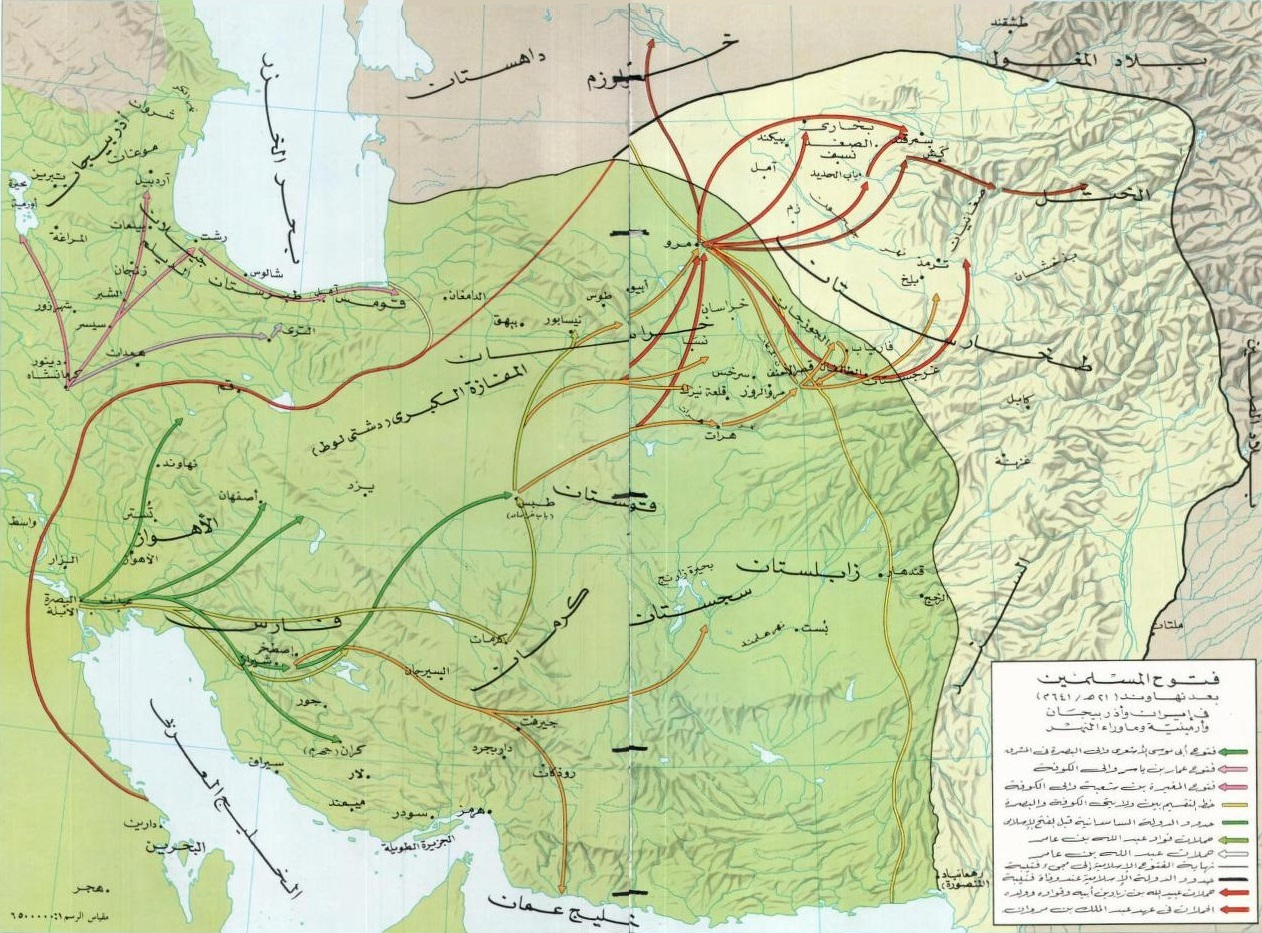
مسار فُتُوحات المُسلمين بعد معركة نهاوند سنة 21هـ المُوافقة لِسنة 641م في فارس وأرمينية وأذربيجان وخُراسان وما وراء النهر.

من الناحية العُمرانيَّة، كان الخليفة عُمر بن الخطَّاب حريصًا على أن يكون العُنصر المُقاتل في الجيش هو العُنصر العربي، نظرًا لأنَّ العرب كانوا يُمثلون الأغلبيَّة السَّاحقة من المُسلمين، ولم يكن إسلام الشُعوب الخاضعة، بما فيها الفُرس قد طُرح جديًا بعد، ولم يكن العرب أيضًا قد استقرّوا في المُدن المفتوحة وخالطوا سُكَّانها الأصليين بكثافة بحيثُ يتعرَّف هؤلاء على الإسلام بشكلٍ أوضح، وكان عدم توطين العرب في المراكز الحضريَّة المُهمَّة خارج شبه الجزيرة العربيَّة هو إحدى الاستراتيجيَّات التي انتهجها عُمر بهدف الاحتفاظ بشدَّة الرُوح القتاليَّة لدى المُسلمين، فعمد إلى تجميعهم في قواعد عسكريَّة يتمُّ اختيارها عادةً على شواطئ الأنهار، وهي قريبة الشبه بِالقواعد العسكريَّة من حيثُ المُهمَّات المنوطة بها ودورها في خطط الفُتوح. بناءً على هذا، تمَّ بناء مدينة البصرة في جنوب العراق لِحماية البلاد من الهجمات الفارسيَّة الارتداديَّة. وكان المُسلمون قد استقرّوا في المدائن بعد فتحها، ويبدو أنَّ البُنية الجُغرافيَّة لهذا الإقليم لم تتناسب مع ما ألفه العرب من جوٍ صحراويٍّ مفتوح، فشحب لونُهم، فلمَّا وقف الخليفة على ذلك كتب إلى سعد بن أبي وقَّاص يأمُره بأن يتخذ للمُسلمين دار هجرة يُقيمون فيها، وأن يختار لهم مكانًا مُناسبًا بحيثُ لا يكونُ بينهم وبينه بحرٌ ولا جسر، وبناءً على هذا تمَّ تشييدُ الكُوفة. أمَّا من الناحية الدينيَّة، فقد أدَّى الفتحُ الإسلاميّ إلى دُخول مُعظم أهل العراق في الإسلام، ومردُّ ذلك هو امتدادُ القبائل العربيَّة فيه قبل الإسلام، أمَّا فارس فقد أبى أغلب أهلها الإسلام في بداية الأمر، وبقوا على المجوسيَّة، دينُ آبائهم وأجدادهم، فتحوَّلوا إلى أهل ذمَّة يُصالحون ويدفعون الجزية لِبيت المال، وحافظوا على قوميَّتهم الفارسيَّة، لكنَّهم ما لبثوا أن دخلوا الإسلام بِمرور الوقت، حتَّى تراجعت المجوسيَّة تراجُعًا حادًا، وأصبح الإسلامُ هو دينُ أغلبيَّة الفُرس. كما اقتبس الفُرس الحروف العربيَّة واستحالت أبجديَّتهم عربيَّة الكتابة والحرف.

### هوامش
- 1: مُلوكُ طوائف الإسكندر هُم القادة العسكريين وأصحاب الإسكندر الأكبر الذين اقتسموا إمبراطوريَّته بعد وفاته. وقد سُمّوا بِمُلوكِ الطوائف لأنَّهم شكَّلوا دولًا تتفاوت فيما بينها في الحجم والقوَّة والضعف، حتَّى كان لِكُلِّ مدينةٍ تقريبًا حاكمها المُستقل، وهي في نزاعٌ مُستمر. وهؤلاء المُلوك هم: بطليموس الأوَّل سوتر الذي أسَّس المملكة البطلميَّة في مصر، وسلوقس الأوَّل نيكاتُر الذي أسَّس الإمبراطوريَّة السلوقيَّة، وليسيماخوس الذي أسَّس المملكة الپرگامونيَّة في تراقيا والأناضول، وكاسندر في مقدونيا واليونان.
- 2: جَلَّلَ الْمَطَرُ السُّهُولَ وَالجِبَالَ : مَلأَهَا ، أَغْزَرَهَا[168] وهي كناية عن كثرة القتل.

### باللُغة العربيَّة
1. 1 2  ابن عساكر الدمشقي (2012). تاريخ مدينة دمشق الجزء الأول. مصطفى عبد القادر عطا. دار الكتب العلمية. ص. 363. مؤرشف من الأصل في 2023-11-01.
2. 1 2  "دراسات" (ط. 10-12). الأردن: الجامعة الأردنية مجلة دراسات. ج. 14. 1987. مؤرشف من الأصل في 2023-11-01. اطلع عليه بتاريخ 2023-11-06. {{استشهاد بدورية محكمة}}: الاستشهاد بدورية محكمة يطلب |دورية محكمة= (مساعدة)
3. ↑  النيسابوري، أبو الحُسين مُسلم بن الحجَّاج بن مُسلم (1374هـ - 1955م). صحيح مُسلم. مُحمَّد فؤاد عبد الباقي. القاهرة: مطبعة عيسى البابي الحلبي وشركاه. ج. 4. ص. 2225. مؤرشف من الأصل في 25 نوفمبر 2022. {{استشهاد بكتاب}}: تحقق من التاريخ في: |سنة= و|تاريخ أرشيف= (مساعدة)
4. ↑  النيسابوري، أبو الحُسين مُسلم بن الحجَّاج بن مُسلم (1374هـ - 1955م). صحيح مُسلم. مُحمَّد فؤاد عبد الباقي. القاهرة: مطبعة عيسى البابي الحلبي وشركاه. ج. 4. ص. 2237. مؤرشف من الأصل في 25 نوفمبر 2022. {{استشهاد بكتاب}}: تحقق من التاريخ في: |سنة= و|تاريخ أرشيف= (مساعدة)
5. ↑  البُخاري، أبو عبد الله مُحمَّد بن إسماعيل (1414هـ - 1993م). صحيح البُخاري. مصطفى ديب البغا (ط. الخامسة). دمشق: دار ابن كثير ودار اليمامة. ج. 3. ص. 1316. مؤرشف من الأصل في 25 نوفمبر 2022. {{استشهاد بكتاب}}: تحقق من التاريخ في: |سنة= و|تاريخ أرشيف= (مساعدة)
6. ↑  "هلاك كسرى وقیصر وزوال ملكهما". موسوعة الإعجاز العلمي في القرآن والسنة. مؤرشف من الأصل في 24 سبتمبر 2015. {{استشهاد بموسوعة}}: تحقق من التاريخ في: |تاريخ أرشيف= (مساعدة)
7. ↑  النسائي، أبو عبد الرحمٰن أحمد بن شعيب بن علي بن سنان (1348هـ - 1930م). سُنن النسائي (ط. الأولى). القاهرة: المكتبة التجارية الكبرى. ج. 6. ص. 43. مؤرشف من الأصل في 25 نوفمبر 2022. {{استشهاد بكتاب}}: تحقق من التاريخ في: |سنة= و|تاريخ أرشيف= (مساعدة)
8. 1 2  الطبري، أبو جعفر مُحمَّد بن جُرير؛ تحقيق مُحمَّد أبو الفضل إبراهيم (1387هـ - 1967م). تاريخ الرُسل والمُلوك، الجُزء الأوَّل (ط. الثانية). القاهرة - مصر: دار المعارف. ص. 609 - 612. {{استشهاد بكتاب}}: تحقق من التاريخ في: |سنة= (مساعدة)
9. ↑  شيخو اليسوعي، العلَّامة الأب لويس (1994م). بيروت تاريخها وآثارها (ط. الثالثة). بيروت - لُبنان: دار المشرق. ISBN 272141031. ص. 67. {{استشهاد بكتاب}}: تحقق من التاريخ في: |سنة= (مساعدة)
10. ↑  اليعقوبي، أبو العبَّاس أحمد بن إسحٰق بن جعفر بن وهب بن واضح؛ تحقيق: عبدُ الأمير مُهنَّا (1993م). تاريخ اليعقوبي، الجزء الأوَّل (ط. الأولى). بيروت - لُبنان: مؤسسة الأعلمي للمطبوعات. ص. 254. {{استشهاد بكتاب}}: تحقق من التاريخ في: |سنة= (مساعدة)
11. 1 2  الطبري، أبو جعفر مُحمَّد بن جُرير؛ تحقيق مُحمَّد أبو الفضل إبراهيم (1387هـ - 1967م). تاريخ الرُسل والمُلوك، الجُزء الأوَّل (ط. الثانية). القاهرة - مصر: دار المعارف. ص. 627. {{استشهاد بكتاب}}: تحقق من التاريخ في: |سنة= (مساعدة)
12. ↑  ديسو، رينيه؛ ترجمة وتحقيق عبدُ الحميد الدواخلي (1959م). تاريخ العرب في سوريا قبل الإسلام (ط. الأولى). القاهرة - الجُمهوريَّة العربيَّة المُتحدة: لجنة التأليف والترجمة. ص. 36. {{استشهاد بكتاب}}: تحقق من التاريخ في: |سنة= (مساعدة)
13. ↑  الطبري، أبو جعفر مُحمَّد بن جُرير؛ تحقيق مُحمَّد أبو الفضل إبراهيم (1387هـ - 1967م). تاريخ الرُسل والمُلوك، الجُزء الثاني (ط. الثانية). القاهرة - مصر: دار المعارف. ص. 67. {{استشهاد بكتاب}}: تحقق من التاريخ في: |سنة= (مساعدة)
14. ↑  اليعقوبي، أبو العبَّاس أحمد بن إسحٰق بن جعفر بن وهب بن واضح؛ تحقيق: عبدُ الأمير مُهنَّا (1993م). تاريخ اليعقوبي، الجزء الأوَّل (ط. الأولى). بيروت - لُبنان: مؤسسة الأعلمي للمطبوعات. ص. 205. {{استشهاد بكتاب}}: تحقق من التاريخ في: |سنة= (مساعدة)
15. ↑  ابنُ سعيدٍ الأندلُسيّ، نورُ الدين أبو الحسن عليّ بن موسى العنسيّ؛ تحقيق الدكتور نصرت عبد الرحمٰن (1982م). نشوة الطرب في تاريخ جاهليَّة العرب (ط. الأولى). عمَّان - الأردن: مكتبة الأقصى. ص. 149. {{استشهاد بكتاب}}: تحقق من التاريخ في: |سنة= (مساعدة)
16. ↑  طقّوش، مُحمَّد سُهيل (1430هـ - 2009م). تاريخ العرب قبل الإسلام (ط. الأولى). بيروت - لُبنان: دار النفائس. ص. 314. ISBN:9789953184654. {{استشهاد بكتاب}}: تحقق من التاريخ في: |سنة= (مساعدة)
17. ↑  اليعقوبي، أبو العبَّاس أحمد بن إسحٰق بن جعفر بن وهب بن واضح؛ تحقيق: عبدُ الأمير مُهنَّا (1993م). تاريخ اليعقوبي، الجزء الأوَّل (ط. الأولى). بيروت - لُبنان: مؤسسة الأعلمي للمطبوعات. ص. 51. {{استشهاد بكتاب}}: تحقق من التاريخ في: |سنة= (مساعدة)
18. ↑  ابن هشام، أبو مُحمَّد عبدُ الملك الحِميري المعافري؛ تحقيق مُصطفى السقَّا وإبراهيم الأبياري وعبد الحفيظ الشلبي (1375هـ - 1955م). السيرة النبويَّة لابن هشام، الجزء الأوَّل (ط. الثانية). القاهرة - مصر: شركة مكتبة ومطبعة مُصطفى البابي الحلبي وأولاده. ص. 51. {{استشهاد بكتاب}}: تحقق من التاريخ في: |سنة= (مساعدة)
19. ↑  الأصفهاني، أبو الفرج عليّ بن الحُسين؛ تحقيق الدكتور إحسان عبَّاس والدكتور إبراهيم السعافين والأستاذ بكر عبَّاس (1429هـ - 2008م). كتاب الأغاني، الجزء الحادي عشر (ط. الثالثة). بيروت - لُبنان: دار صادر. ص. 55 - 56. {{استشهاد بكتاب}}: تحقق من التاريخ في: |سنة= (مساعدة)
20. ↑  ابن الأثير الجزري، عزُّ الدين أبي الحسن عليّ بن أبي الكرم مُحمَّد بن مُحمَّد بن عبدُ الكريم بن عبد الواحد الشيباني؛ تحقيق أبو الفداء عبدُ الله القاضي (1407هـ - 1987م). الكامل في التاريخ، الجزء الأوَّل (ط. الأولى). بيروت - لُبنان: دار الكُتب العلميَّة. ص. 440 - 441. {{استشهاد بكتاب}}: تحقق من التاريخ في: |سنة= (مساعدة)
21. 1 2  الطبري، أبو جعفر مُحمَّد بن جُرير؛ تحقيق مُحمَّد أبو الفضل إبراهيم (1387هـ - 1967م). تاريخ الرُسل والمُلوك، الجُزء الثاني (ط. الثانية). القاهرة - مصر: دار المعارف. ص. 193 - 195. {{استشهاد بكتاب}}: تحقق من التاريخ في: |سنة= (مساعدة)
22. ↑  ابن خلدون، أبو زيد عبدُ الرحمٰن مُحمَّد بن مُحمَّد وليُّ الدين الحضرميّ الإشبيليّ؛ تحقيق خليل شحادة (1408هـ - 1988م). تاريخ ابن خلدون المُسمّى كتاب العِبر وديوان المبتدأ والخبر في تاريخ العرب والبربر ومن عاصرهم من ذوي الشأن الأكبر، الجزء الثاني (ط. الثانية). بيروت - لُبنان: دار الفكر. ص. 268. {{استشهاد بكتاب}}: تحقق من التاريخ في: |سنة= (مساعدة)
23. ↑  ابن سعد البغدادي، أبو عبدُ الله مُحمَّد؛ تحقيق مُحمَّد عبدُ القادر عطا (1410هـ - 1990م). كتاب الطبقات الكبير، الجزء الأوَّل (ط. الأولى). بيروت - لُبنان: دار الكُتب العلميَّة. ص. 360. {{استشهاد بكتاب}}: تحقق من التاريخ في: |سنة= (مساعدة)
24. ↑  ابن الأثير الجزري، عزُّ الدين أبي الحسن عليّ بن أبي الكرم مُحمَّد بن مُحمَّد بن عبدُ الكريم بن عبد الواحد الشيباني؛ تحقيق أبو الفداء عبدُ الله القاضي (1407هـ - 1987م). الكامل في التاريخ، الجزء الثاني (ط. الأولى). بيروت - لُبنان: دار الكُتب العلميَّة. ص. 389. {{استشهاد بكتاب}}: تحقق من التاريخ في: |سنة= (مساعدة)
25. ↑  الطبري، أبو جعفر مُحمَّد بن جُرير؛ تحقيق مُحمَّد أبو الفضل إبراهيم (1387هـ - 1967م). تاريخ الرُسل والمُلوك، الجُزء الثاني (ط. الثانية). القاهرة - مصر: دار المعارف. ص. 295 - 296. {{استشهاد بكتاب}}: تحقق من التاريخ في: |سنة= (مساعدة)
26. ↑  ابن قيم الجوزيَّة، مُحمَّد بن أبي بكر بن أيّوب بن سعد شمسُ الدين (1415هـ - 1994م). زاد المعاد في هدي خير العباد، الجزء  الثالث (ط. السابعة والعشرون). بيروت - لُبنان؛ الكويت - دولة الكويت: مؤسسة الرسالة، ومكتبة المنار الإسلاميَّة. ص. 689. {{استشهاد بكتاب}}: تحقق من التاريخ في: |سنة= (مساعدة)
27. ↑  الدينوري، أبو حنيفة أحمد بن داود؛ تحقيق عبد المنعم عامر؛ مُراجعة الدكتور جمالُ الدين الشيَّال (1960م). الأخبار الطوال (ط. الأولى). القاهرة - مصر: دار إحياء الكتاب العربي. ص. 111. {{استشهاد بكتاب}}: تحقق من التاريخ في: |سنة= (مساعدة)
28. 1 2 3  طقّوش، مُحمَّد سُهيل (1424هــ - 2002م). تاريخ الخُلفاء الرَّاشدين: الفُتوحات والإنجازات السياسيَّة (ط. الأولى). بيروت - لُبنان: دار النفائس. ص. 94. ISBN:9953181012. {{استشهاد بكتاب}}: تحقق من التاريخ في: |سنة= (مساعدة)
29. ↑  كريستنسن، آرثر؛ ترجمة وتحقيق يحيى الخشَّاب وعبد الوهَّاب عزَّام (1998م). إيران في عهد الساسانيين (ط. الأولى). القاهرة - مصر: الهيئة المصريَّة العامَّة للكتاب. ص. 84 - 85. {{استشهاد بكتاب}}: تحقق من التاريخ في: |سنة= (مساعدة)
30. ↑  كريستنسن، آرثر؛ ترجمة وتحقيق يحيى الخشَّاب وعبد الوهَّاب عزَّام (1998م). إيران في عهد الساسانيين (ط. الأولى). القاهرة - مصر: الهيئة المصريَّة العامَّة للكتاب. ص. 89. {{استشهاد بكتاب}}: تحقق من التاريخ في: |سنة= (مساعدة)
31. ↑  كريستنسن، آرثر؛ ترجمة وتحقيق يحيى الخشَّاب وعبد الوهَّاب عزَّام (1998م). إيران في عهد الساسانيين (ط. الأولى). القاهرة - مصر: الهيئة المصريَّة العامَّة للكتاب. ص. 93 - 96. {{استشهاد بكتاب}}: تحقق من التاريخ في: |سنة= (مساعدة)
32. ↑  كريستنسن، آرثر؛ ترجمة وتحقيق يحيى الخشَّاب وعبد الوهَّاب عزَّام (1998م). إيران في عهد الساسانيين (ط. الأولى). القاهرة - مصر: الهيئة المصريَّة العامَّة للكتاب. ص. 103. {{استشهاد بكتاب}}: تحقق من التاريخ في: |سنة= (مساعدة)
33. ↑  كريستنسن، آرثر؛ ترجمة وتحقيق يحيى الخشَّاب وعبد الوهَّاب عزَّام (1998م). إيران في عهد الساسانيين (ط. الأولى). القاهرة - مصر: الهيئة المصريَّة العامَّة للكتاب. ص. 118 - 119. {{استشهاد بكتاب}}: تحقق من التاريخ في: |سنة= (مساعدة)
34. 1 2 3  طقّوش، مُحمَّد سُهيل (1424هــ - 2002م). تاريخ الخُلفاء الرَّاشدين: الفُتوحات والإنجازات السياسيَّة (ط. الأولى). بيروت - لُبنان: دار النفائس. ص. 96 - 97. ISBN:9953181012. {{استشهاد بكتاب}}: تحقق من التاريخ في: |سنة= (مساعدة)
35. ↑  كريستنسن، آرثر؛ ترجمة وتحقيق يحيى الخشَّاب وعبد الوهَّاب عزَّام (1998م). إيران في عهد الساسانيين (ط. الأولى). القاهرة - مصر: الهيئة المصريَّة العامَّة للكتاب. ص. 302. {{استشهاد بكتاب}}: تحقق من التاريخ في: |سنة= (مساعدة)
36. ↑  طقّوش، مُحمَّد سُهيل (1424هــ - 2002م). تاريخ الخُلفاء الرَّاشدين: الفُتوحات والإنجازات السياسيَّة (ط. الأولى). بيروت - لُبنان: دار النفائس. ص. 98. ISBN:9953181012. {{استشهاد بكتاب}}: تحقق من التاريخ في: |سنة= (مساعدة)
37. 1 2 3  كريستنسن، آرثر؛ ترجمة وتحقيق يحيى الخشَّاب وعبد الوهَّاب عزَّام (1998م). إيران في عهد الساسانيين (ط. الأولى). القاهرة - مصر: الهيئة المصريَّة العامَّة للكتاب. ص. 198 - 199. {{استشهاد بكتاب}}: تحقق من التاريخ في: |سنة= (مساعدة)
38. ↑  الدينوريّ، أبو مُحمَّد عبدُ الله بن مُسلم بن قُتيبة (1418هـ). عيون الأخبار، الجزء الأوَّل. بيروت - لُبنان: دار الكُتب العلميَّة. ص. 112. {{استشهاد بكتاب}}: تحقق من التاريخ في: |سنة= (مساعدة)
39. ↑  طقّوش، مُحمَّد سُهيل (1424هــ - 2002م). تاريخ الخُلفاء الرَّاشدين: الفُتوحات والإنجازات السياسيَّة (ط. الأولى). بيروت - لُبنان: دار النفائس. ص. 29. ISBN:9953181012. {{استشهاد بكتاب}}: تحقق من التاريخ في: |سنة= (مساعدة)
40. ↑  بيضون، إبراهيم (1979م). ملامح التيَّارات السياسيَّة في القرن الأوَّل الهجريّ (ط. الأولى). بيروت - لُبنان: دار النهضة العربيَّة. ص. 25 - 26. {{استشهاد بكتاب}}: تحقق من التاريخ في: |سنة= (مساعدة)
41. ↑  شبارو، عصام مُحمَّد (1995م). الدولة العربيَّة الإسلاميَّة الأولى (ط. الثالثة). بيروت - لُبنان: دار النهضة العربيَّة. ص. 239 - 240. {{استشهاد بكتاب}}: تحقق من التاريخ في: |سنة= (مساعدة)
42. ↑  كمال، أحمد عادل (1986م). الطريق إلى المدائن (ط. السَّادسة). بيروت - لُبنان: دار النفائس. ص. 181 - 185. {{استشهاد بكتاب}}: تحقق من التاريخ في: |سنة= (مساعدة)
43. ↑  محمد حسين علي  محاسنة. الفتح الاسلامي في العراق في صدر الإسلام. دار الكتاب الثقافي. ص. 111 و112. مؤرشف من الأصل في 2023-11-01.
44. ↑  البلاذريّ، أحمد بن يحيى بن جابر بن داود (1988). فُتوح البُلدان. بيروت: دار ومكتبة الهلال. ص. 238. مؤرشف من الأصل في 25 نوفمبر 2022. {{استشهاد بكتاب}}: تحقق من التاريخ في: |سنة= و|تاريخ أرشيف= (مساعدة)
45. ↑  ابن جرير الطبري (1939). تاريخ الأمم والملوك الجزء الثاني. مطبعة الاستقامة. ص. 2. مؤرشف من الأصل في 2023-11-01.
46. 1 2 3  ابن الأثير الجزري، عزُّ الدين أبي الحسن عليّ بن أبي الكرم مُحمَّد بن مُحمَّد بن عبدُ الكريم بن عبد الواحد الشيباني (1417هـ - 1997م). الكامل في التاريخ. عمر عبد السلام تدمري (ط. الأولى). بيروت: دار الكتاب العربي. ج. 2. ص. 234 - 235. مؤرشف من الأصل في 25 نوفمبر 2022. {{استشهاد بكتاب}}: تحقق من التاريخ في: |سنة= و|تاريخ أرشيف= (مساعدة)
47. 1 2 3 4  الطبري، أبو جعفر مُحمَّد بن جُرير (1387هـ - 1967م). تاريخ الرُسُل والمُلُوك. محمد أبو الفضل إبراهيم (ط. الثانية). القاهرة: دار المعارف. ج. 3. ص. 347 - 348. مؤرشف من الأصل في 25 نوفمبر 2022. {{استشهاد بكتاب}}: تحقق من التاريخ في: |سنة= و|تاريخ أرشيف= (مساعدة)
48. ↑  الطبري، أبو جعفر مُحمَّد بن جُرير (1387هـ - 1967م). تاريخ الرُسُل والمُلُوك. محمد أبو الفضل إبراهيم (ط. الثانية). القاهرة: دار المعارف. ج. 3. ص. 343. مؤرشف من الأصل في 25 نوفمبر 2022. {{استشهاد بكتاب}}: تحقق من التاريخ في: |سنة= و|تاريخ أرشيف= (مساعدة)
49. 1 2 3 4  الطبري، أبو جعفر مُحمَّد بن جُرير (1387هـ - 1967م). تاريخ الرُسُل والمُلُوك. محمد أبو الفضل إبراهيم (ط. الثانية). القاهرة: دار المعارف. ج. 3. ص. 347 - 348. مؤرشف من الأصل في 25 نوفمبر 2022. {{استشهاد بكتاب}}: تحقق من التاريخ في: |سنة= و|تاريخ أرشيف= (مساعدة)
50. ↑  الطبري، أبو جعفر مُحمَّد بن جُرير (1387هـ - 1967م). تاريخ الرُسُل والمُلُوك. محمد أبو الفضل إبراهيم (ط. الثانية). القاهرة: دار المعارف. ج. 3. ص. 350. مؤرشف من الأصل في 25 نوفمبر 2022. {{استشهاد بكتاب}}: تحقق من التاريخ في: |سنة= و|تاريخ أرشيف= (مساعدة)
51. 1 2 3 4 5  ابن الأثير الجزري، عزُّ الدين أبي الحسن عليّ بن أبي الكرم مُحمَّد بن مُحمَّد بن عبدُ الكريم بن عبد الواحد الشيباني (1417هـ - 1997م). الكامل في التاريخ. عمر عبد السلام تدمري (ط. الأولى). بيروت: دار الكتاب العربي. ج. 2. ص. 236. مؤرشف من الأصل في 26 نوفمبر 2022. اطلع عليه بتاريخ 26 نوفمبر 2022. {{استشهاد بكتاب}}: تحقق من التاريخ في: |سنة= (مساعدة)صيانة الاستشهاد: BOT: original URL status unknown (link)
52. ↑  الطبري، أبو جعفر مُحمَّد بن جُرير (1387هـ - 1967م). تاريخ الرُسُل والمُلُوك. محمد أبو الفضل إبراهيم (ط. الثانية). القاهرة: دار المعارف. ج. 2. ص. 351. مؤرشف من الأصل في 25 نوفمبر 2022. {{استشهاد بكتاب}}: تحقق من التاريخ في: |سنة= و|تاريخ أرشيف= (مساعدة)
53. 1 2 3  الطبري، أبو جعفر مُحمَّد بن جُرير (1387هـ - 1967م). تاريخ الرُسُل والمُلُوك. محمد أبو الفضل إبراهيم (ط. الثانية). القاهرة: دار المعارف. ج. 3. ص. 352. مؤرشف من الأصل في 26 نوفمبر 2022. اطلع عليه بتاريخ 26 نوفمبر 2022. {{استشهاد بكتاب}}: تحقق من التاريخ في: |سنة= (مساعدة)صيانة الاستشهاد: BOT: original URL status unknown (link)
54. 1 2  الطبري، أبو جعفر مُحمَّد بن جُرير (1387هـ - 1967م). تاريخ الرُسُل والمُلُوك. محمد أبو الفضل إبراهيم (ط. الثانية). القاهرة: دار المعارف. ج. 3. ص. 353. مؤرشف من الأصل في 26 نوفمبر 2022. اطلع عليه بتاريخ 26 نوفمبر 2022. {{استشهاد بكتاب}}: تحقق من التاريخ في: |سنة= (مساعدة)صيانة الاستشهاد: BOT: original URL status unknown (link)
55. ↑  الطبري، أبو جعفر مُحمَّد بن جُرير (1387هـ - 1967م). تاريخ الرُسُل والمُلُوك. محمد أبو الفضل إبراهيم (ط. الثانية). القاهرة: دار المعارف. ج. 3. ص. 354. مؤرشف من الأصل في 26 نوفمبر 2022. اطلع عليه بتاريخ 26 نوفمبر 2022. {{استشهاد بكتاب}}: تحقق من التاريخ في: |سنة= (مساعدة)صيانة الاستشهاد: BOT: original URL status unknown (link)
56. ↑  الطبري، أبو جعفر مُحمَّد بن جُرير (1387هـ - 1967م). تاريخ الرُسُل والمُلُوك. محمد أبو الفضل إبراهيم (ط. الثانية). القاهرة: دار المعارف. ج. 3. ص. 355. مؤرشف من الأصل في 26 نوفمبر 2022. اطلع عليه بتاريخ 26 نوفمبر 2022. {{استشهاد بكتاب}}: تحقق من التاريخ في: |سنة= (مساعدة)صيانة الاستشهاد: BOT: original URL status unknown (link)
57. ↑  الطبري، أبو جعفر مُحمَّد بن جُرير (1387هـ - 1967م). تاريخ الرُسُل والمُلُوك. محمد أبو الفضل إبراهيم (ط. الثانية). القاهرة: دار المعارف. ج. 3. ص. 356. مؤرشف من الأصل في 26 نوفمبر 2022. اطلع عليه بتاريخ 26 نوفمبر 2022. {{استشهاد بكتاب}}: تحقق من التاريخ في: |سنة= (مساعدة)صيانة الاستشهاد: BOT: original URL status unknown (link)
58. ↑  الطبري، أبو جعفر مُحمَّد بن جُرير (1387هـ - 1967م). تاريخ الرُسُل والمُلُوك. محمد أبو الفضل إبراهيم (ط. الثانية). القاهرة: دار المعارف. ج. 3. ص. 357. مؤرشف من الأصل في 26 نوفمبر 2022. اطلع عليه بتاريخ 26 نوفمبر 2022. {{استشهاد بكتاب}}: تحقق من التاريخ في: |سنة= (مساعدة)صيانة الاستشهاد: BOT: original URL status unknown (link)
59. ↑  الطبري، أبو جعفر مُحمَّد بن جُرير (1387هـ - 1967م). تاريخ الرُسُل والمُلُوك. محمد أبو الفضل إبراهيم (ط. الثانية). القاهرة: دار المعارف. ج. 3. ص. 358. مؤرشف من الأصل في 26 نوفمبر 2022. اطلع عليه بتاريخ 26 نوفمبر 2022. {{استشهاد بكتاب}}: تحقق من التاريخ في: |سنة= (مساعدة)صيانة الاستشهاد: BOT: original URL status unknown (link)
60. 1 2  الطبري، أبو جعفر مُحمَّد بن جُرير (1387هـ - 1967م). تاريخ الرُسُل والمُلُوك. محمد أبو الفضل إبراهيم (ط. الثانية). القاهرة: دار المعارف. ج. 3. ص. 359. مؤرشف من الأصل في 25 نوفمبر 2022. {{استشهاد بكتاب}}: تحقق من التاريخ في: |سنة= و|تاريخ أرشيف= (مساعدة)
61. ↑  الطبري، أبو جعفر مُحمَّد بن جُرير (1387هـ - 1967م). تاريخ الرُسُل والمُلُوك. محمد أبو الفضل إبراهيم (ط. الثانية). القاهرة: دار المعارف. ج. 3. ص. 360. مؤرشف من الأصل في 27 نوفمبر 2022. اطلع عليه بتاريخ 27 نوفمبر 2022. {{استشهاد بكتاب}}: تحقق من التاريخ في: |سنة= (مساعدة)صيانة الاستشهاد: BOT: original URL status unknown (link)
62. ↑  الطبري، أبو جعفر مُحمَّد بن جُرير (1387هـ - 1967م). تاريخ الرُسُل والمُلُوك. محمد أبو الفضل إبراهيم (ط. الثانية). القاهرة: دار المعارف. ج. 3. ص. 361 - 362. مؤرشف من الأصل في 27 نوفمبر 2022. اطلع عليه بتاريخ 27 نوفمبر 2022. {{استشهاد بكتاب}}: تحقق من التاريخ في: |سنة= (مساعدة)صيانة الاستشهاد: BOT: original URL status unknown (link)
63. ↑  الطبري، أبو جعفر مُحمَّد بن جُرير (1387هـ - 1967م). تاريخ الرُسُل والمُلُوك. محمد أبو الفضل إبراهيم (ط. الثانية). القاهرة: دار المعارف. ج. 3. ص. 364. مؤرشف من الأصل في 27 نوفمبر 2022. اطلع عليه بتاريخ 27 نوفمبر 2022. {{استشهاد بكتاب}}: تحقق من التاريخ في: |سنة= (مساعدة)صيانة الاستشهاد: BOT: original URL status unknown (link)
64. ↑  الطبري، أبو جعفر مُحمَّد بن جُرير (1387هـ - 1967م). تاريخ الرُسُل والمُلُوك. محمد أبو الفضل إبراهيم (ط. الثانية). القاهرة: دار المعارف. ج. 3. ص. 372 - 373. مؤرشف من الأصل في 27 نوفمبر 2022. اطلع عليه بتاريخ 27 نوفمبر 2022. {{استشهاد بكتاب}}: تحقق من التاريخ في: |سنة= (مساعدة)صيانة الاستشهاد: BOT: original URL status unknown (link)
65. 1 2 3 4  الطبري، أبو جعفر مُحمَّد بن جُرير (1387هـ - 1967م). تاريخ الرُسُل والمُلُوك. محمد أبو الفضل إبراهيم (ط. الثانية). القاهرة: دار المعارف. ج. 3. ص. 374 - 375. مؤرشف من الأصل في 27 نوفمبر 2022. اطلع عليه بتاريخ 27 نوفمبر 2022. {{استشهاد بكتاب}}: تحقق من التاريخ في: |سنة= (مساعدة)صيانة الاستشهاد: BOT: original URL status unknown (link)
66. ↑  الطبري، أبو جعفر مُحمَّد بن جُرير (1387هـ - 1967م). تاريخ الرُسُل والمُلُوك. محمد أبو الفضل إبراهيم (ط. الثانية). القاهرة: دار المعارف. ج. 3. ص. 376. مؤرشف من الأصل في 27 نوفمبر 2022. اطلع عليه بتاريخ 27 نوفمبر 2022. {{استشهاد بكتاب}}: تحقق من التاريخ في: |سنة= (مساعدة)صيانة الاستشهاد: BOT: original URL status unknown (link)
67. 1 2  الطبري، أبو جعفر مُحمَّد بن جُرير (1387هـ - 1967م). تاريخ الرُسُل والمُلُوك. محمد أبو الفضل إبراهيم (ط. الثانية). القاهرة: دار المعارف. ج. 3. ص. 377. مؤرشف من الأصل في 27 نوفمبر 2022. اطلع عليه بتاريخ 27 نوفمبر 2022. {{استشهاد بكتاب}}: تحقق من التاريخ في: |سنة= (مساعدة)صيانة الاستشهاد: BOT: original URL status unknown (link)
68. ↑  البلاذريّ، أحمد بن يحيى بن جابر بن داود (1988). فُتوح البُلدان. بيروت: دار ومكتبة الهلال. ص. 244. مؤرشف من الأصل في 27 نوفمبر 2022. اطلع عليه بتاريخ 27 نوفمبر 2022. {{استشهاد بكتاب}}: تحقق من التاريخ في: |سنة= (مساعدة)صيانة الاستشهاد: BOT: original URL status unknown (link)
69. ↑  الطبري، أبو جعفر مُحمَّد بن جُرير (1387هـ - 1967م). تاريخ الرُسُل والمُلُوك. محمد أبو الفضل إبراهيم (ط. الثانية). القاهرة: دار المعارف. ج. 3. ص. 378. مؤرشف من الأصل في 25 نوفمبر 2022. {{استشهاد بكتاب}}: تحقق من التاريخ في: |سنة= و|تاريخ أرشيف= (مساعدة)
70. 1 2  الطبري، أبو جعفر مُحمَّد بن جُرير (1387هـ - 1967م). تاريخ الرُسُل والمُلُوك. محمد أبو الفضل إبراهيم (ط. الثانية). القاهرة: دار المعارف. ج. 3. ص. 379. مؤرشف من الأصل في 27 نوفمبر 2022. اطلع عليه بتاريخ 27 نوفمبر 2022. {{استشهاد بكتاب}}: تحقق من التاريخ في: |سنة= (مساعدة)صيانة الاستشهاد: BOT: original URL status unknown (link)
71. ↑  محمد بن جرير الطبري (1967)، تاريخ الرُّسُل و المُلُوك، تحقيق: محمد أبو الفضل إبراهيم (ط. 2)، القاهرة: دار المعارف، ج. 3، ص. 380، OCLC:934442375، QID:Q114456807
72. ↑  الحمويّ، شهابُ الدين أبو عبدُ الله ياقوت بن عبدُ الله الروميّ (1995م). مُعجم البُلدان، الجُزء الثاني (ط. الثانية). بيروت - لُبنان: دار صادر. ص. 391. {{استشهاد بكتاب}}: تحقق من التاريخ في: |سنة= (مساعدة)
73. ↑  الطبري، أبو جعفر مُحمَّد بن جُرير؛ تحقيق مُحمَّد أبو الفضل إبراهيم (1387هـ - 1967م). تاريخ الرُسل والمُلوك، الجُزء الثالث (ط. الثانية). القاهرة - مصر: دار المعارف. ص. 380. {{استشهاد بكتاب}}: تحقق من التاريخ في: |سنة= (مساعدة)
74. ↑  الطبري، أبو جعفر مُحمَّد بن جُرير؛ تحقيق مُحمَّد أبو الفضل إبراهيم (1387هـ - 1967م). تاريخ الرُسل والمُلوك، الجُزء الثالث (ط. الثانية). القاهرة - مصر: دار المعارف. ص. 381 - 382. {{استشهاد بكتاب}}: تحقق من التاريخ في: |سنة= (مساعدة)
75. ↑  الحمويّ، شهابُ الدين أبو عبدُ الله ياقوت بن عبدُ الله الروميّ (1995م). مُعجم البُلدان، الجُزءان الثاني والثالث (ط. الثانية). بيروت - لُبنان: دار صادر. ص. 86 و151 على التوالي. {{استشهاد بكتاب}}: تحقق من التاريخ في: |سنة= (مساعدة)
76. 1 2  الطبري، أبو جعفر مُحمَّد بن جُرير؛ تحقيق مُحمَّد أبو الفضل إبراهيم (1387هـ - 1967م). تاريخ الرُسل والمُلوك، الجُزء الثالث (ط. الثانية). القاهرة - مصر: دار المعارف. ص. 382 - 384. {{استشهاد بكتاب}}: تحقق من التاريخ في: |سنة= (مساعدة)
77. ↑  شبارو، عصام مُحمَّد (1995م). الدولة العربيَّة الإسلاميَّة الأولى (ط. الثالثة). بيروت - لُبنان: دار النهضة العربيَّة. ص. 271. {{استشهاد بكتاب}}: تحقق من التاريخ في: |سنة= (مساعدة)
78. ↑  أبو الربيع سليمان بن موسى الحميري الكلاعي (2000). الاكتفا بما تضمنه من مغازي رسول الله (ص) والثلاثة الخلفا. محمد عبد القادر عطا. بيروت: دار الكتب العلمية. ج. الثاني. ص. 400.
79. ↑  ابن الجوزي، جمالُ الدين أبو الفرج عبدُ الرحمٰن بن عليّ بن مُحمَّد؛ تحقيق حلمي مُحمَّد إسماعيل (1996م). مناقب أميرُ المؤمنين عُمر بن الخطَّاب . عمَّان - الأردن: دار ابن خلدون. ص. 67. {{استشهاد بكتاب}}: تحقق من التاريخ في: |سنة= (مساعدة)
80. 1 2  الطبري، أبو جعفر مُحمَّد بن جُرير؛ تحقيق مُحمَّد أبو الفضل إبراهيم (1387هـ - 1967م). تاريخ الرُسل والمُلوك، الجُزء الثالث (ط. الثانية). القاهرة - مصر: دار المعارف. ص. 411 - 414. {{استشهاد بكتاب}}: تحقق من التاريخ في: |سنة= (مساعدة)
81. 1 2 3  الطبري، أبو جعفر مُحمَّد بن جُرير؛ تحقيق مُحمَّد أبو الفضل إبراهيم (1387هـ - 1967م). تاريخ الرُسل والمُلوك، الجُزء الثالث (ط. الثانية). القاهرة - مصر: دار المعارف. ص. 444 - 445. {{استشهاد بكتاب}}: تحقق من التاريخ في: |سنة= (مساعدة)
82. ↑  إبراهيم، أيمن (1998م). الإسلام والسُلطان والملك (ط. الأولى). القدس - فلسطين: دار الجُندي للنشر. ص. 145. {{استشهاد بكتاب}}: تحقق من التاريخ في: |سنة= (مساعدة)
83. ↑  الطبري، أبو جعفر مُحمَّد بن جُرير؛ تحقيق مُحمَّد أبو الفضل إبراهيم (1387هـ - 1967م). تاريخ الرُسل والمُلوك، الجُزء الثالث (ط. الثانية). القاهرة - مصر: دار المعارف. ص. 448. {{استشهاد بكتاب}}: تحقق من التاريخ في: |سنة= (مساعدة)
84. 1 2 3 4 5  الطبري، أبو جعفر مُحمَّد بن جُرير؛ تحقيق مُحمَّد أبو الفضل إبراهيم (1387هـ - 1967م). تاريخ الرُسل والمُلوك، الجُزء الثالث (ط. الثانية). القاهرة - مصر: دار المعارف. ص. 447 - 449. {{استشهاد بكتاب}}: تحقق من التاريخ في: |سنة= (مساعدة)
85. 1 2 3  الطبري، أبو جعفر مُحمَّد بن جُرير؛ تحقيق مُحمَّد أبو الفضل إبراهيم (1387هـ - 1967م). تاريخ الرُسل والمُلوك، الجُزء الثالث (ط. الثانية). القاهرة - مصر: دار المعارف. ص. 350 - 352. {{استشهاد بكتاب}}: تحقق من التاريخ في: |سنة= (مساعدة)
86. ↑  البلاذريّ، أحمد بن يحيى بن جابر بن داود (1988م). فُتوح البُلدان، الجزء الثاني. بيروت - لُبنان: دار ومكتبة الهلال. ص. 307. {{استشهاد بكتاب}}: تحقق من التاريخ في: |سنة= (مساعدة)
87. ↑  الطبري، أبو جعفر مُحمَّد بن جُرير؛ تحقيق مُحمَّد أبو الفضل إبراهيم (1387هـ - 1967م). تاريخ الرُسل والمُلوك، الجُزء الثالث (ط. الثانية). القاهرة - مصر: دار المعارف. ص. 454. {{استشهاد بكتاب}}: تحقق من التاريخ في: |سنة= (مساعدة)
88. ↑  البلاذريّ، أحمد بن يحيى بن جابر بن داود (1988م). فُتوح البُلدان، الجزء الثاني. بيروت - لُبنان: دار ومكتبة الهلال. ص. 308. {{استشهاد بكتاب}}: تحقق من التاريخ في: |سنة= (مساعدة)
89. ↑  شبارو، عصام مُحمَّد (1995م). الدولة العربيَّة الإسلاميَّة الأولى (ط. الثالثة). بيروت - لُبنان: دار النهضة العربيَّة. ص. 285. {{استشهاد بكتاب}}: تحقق من التاريخ في: |سنة= (مساعدة)
90. ↑  الطبري، أبو جعفر مُحمَّد بن جُرير؛ تحقيق مُحمَّد أبو الفضل إبراهيم (1387هـ - 1967م). تاريخ الرُسل والمُلوك، الجُزء الثالث (ط. الثانية). القاهرة - مصر: دار المعارف. ص. 459. {{استشهاد بكتاب}}: تحقق من التاريخ في: |سنة= (مساعدة)
91. ↑  الطبري، أبو جعفر مُحمَّد بن جُرير؛ تحقيق مُحمَّد أبو الفضل إبراهيم (1387هـ - 1967م). تاريخ الرُسل والمُلوك، الجُزء الثالث (ط. الثانية). القاهرة - مصر: دار المعارف. ص. 464. {{استشهاد بكتاب}}: تحقق من التاريخ في: |سنة= (مساعدة)
92. 1 2 3  البلاذريّ، أحمد بن يحيى بن جابر بن داود (1988م). فُتوح البُلدان، الجزء الثاني. بيروت - لُبنان: دار ومكتبة الهلال. ص. 254 - 255. {{استشهاد بكتاب}}: تحقق من التاريخ في: |سنة= (مساعدة)
93. ↑  بيضون، إبراهيم (1979م). ملامح التيَّارات السياسيَّة في القرن الأوَّل الهجريّ (ط. الأولى). بيروت - لُبنان: دار النهضة العربيَّة. ص. 53 - 54. {{استشهاد بكتاب}}: تحقق من التاريخ في: |سنة= (مساعدة)
94. ↑  الدينوري، أبو حنيفة أحمد بن داود؛ تحقيق عبد المنعم عامر؛ مُراجعة الدكتور جمالُ الدين الشيَّال (1960م). الأخبار الطوال (ط. الأولى). القاهرة - مصر: دار إحياء الكتاب العربي. ص. 115 - 119. {{استشهاد بكتاب}}: تحقق من التاريخ في: |سنة= (مساعدة)
95. ↑  البلاذريّ، أحمد بن يحيى بن جابر بن داود (1988م). فُتوح البُلدان، الجزء الثاني. بيروت - لُبنان: دار ومكتبة الهلال. ص. 255. {{استشهاد بكتاب}}: تحقق من التاريخ في: |سنة= (مساعدة)
96. ↑  ابن كثير، أبو الفداء إسماعيل بن عُمر القُرشي البصري الدمشقي؛ تحقيق عبدُ الله بن عبد المُحسن التُركي (1418هـ - 1997م). البداية والنهاية، الجزء السَّابع (ط. الأولى). القاهرة - مصر: دار هجر للطباعة والنشر والتوزيع والإعلان. ص. 36. {{استشهاد بكتاب}}: تحقق من التاريخ في: |سنة= (مساعدة)
97. ↑  الطبري، أبو جعفر مُحمَّد بن جُرير؛ تحقيق مُحمَّد أبو الفضل إبراهيم (1387هـ - 1967م). تاريخ الرُسل والمُلوك، الجُزء الثالث (ط. الثانية). القاهرة - مصر: دار المعارف. ص. 489 - 490. {{استشهاد بكتاب}}: تحقق من التاريخ في: |سنة= (مساعدة)
98. ↑  اليعقوبي، أبو العبَّاس أحمد بن إسحٰق بن جعفر بن وهب بن واضح؛ تحقيق: عبدُ الأمير مُهنَّا (1993م). تاريخ اليعقوبي، الجزء الثاني (ط. الأولى). بيروت - لُبنان: مؤسسة الأعلمي للمطبوعات. ص. 144. {{استشهاد بكتاب}}: تحقق من التاريخ في: |سنة= (مساعدة)
99. ↑  شبارو، عصام مُحمَّد (1995م). الدولة العربيَّة الإسلاميَّة الأولى (ط. الثالثة). بيروت - لُبنان: دار النهضة العربيَّة. ص. 288. {{استشهاد بكتاب}}: تحقق من التاريخ في: |سنة= (مساعدة)
100. ↑  الطبري، أبو جعفر مُحمَّد بن جُرير؛ تحقيق مُحمَّد أبو الفضل إبراهيم (1387هـ - 1967م). تاريخ الرُسل والمُلوك، الجُزء الثالث (ط. الثانية). القاهرة - مصر: دار المعارف. ص. 510. {{استشهاد بكتاب}}: تحقق من التاريخ في: |سنة= (مساعدة)
101. ↑  ابن الأثير الجزري، عزُّ الدين أبي الحسن عليّ بن أبي الكرم مُحمَّد بن مُحمَّد بن عبدُ الكريم بن عبد الواحد الشيباني؛ تحقيق أبو الفداء عبدُ الله القاضي (1407هـ - 1987م). الكامل في التاريخ، الجزء الثاني (ط. الأولى). بيروت - لُبنان: دار الكُتب العلميَّة. ص. 455. {{استشهاد بكتاب}}: تحقق من التاريخ في: |سنة= (مساعدة)
102. ↑  الطبري، أبو جعفر مُحمَّد بن جُرير؛ تحقيق مُحمَّد أبو الفضل إبراهيم (1387هـ - 1967م). تاريخ الرُسل والمُلوك، الجُزء الثالث (ط. الثانية). القاهرة - مصر: دار المعارف. ص. 499. {{استشهاد بكتاب}}: تحقق من التاريخ في: |سنة= (مساعدة)
103. ↑  الطبري، أبو جعفر مُحمَّد بن جُرير؛ تحقيق مُحمَّد أبو الفضل إبراهيم (1387هـ - 1967م). تاريخ الرُسل والمُلوك، الجُزء الثالث (ط. الثانية). القاهرة - مصر: دار المعارف. ص. 518 - 525. {{استشهاد بكتاب}}: تحقق من التاريخ في: |سنة= (مساعدة)
104. ↑  شبارو، عصام مُحمَّد (1995م). الدولة العربيَّة الإسلاميَّة الأولى (ط. الثالثة). بيروت - لُبنان: دار النهضة العربيَّة. ص. 290. {{استشهاد بكتاب}}: تحقق من التاريخ في: |سنة= (مساعدة)
105. ↑  ابن كثير، أبو الفداء إسماعيل بن عُمر القُرشي البصري الدمشقي؛ تحقيق عبدُ الله بن عبد المُحسن التُركي (1418هـ - 1997م). البداية والنهاية، الجزء السَّابع (ط. الأولى). القاهرة - مصر: دار هجر للطباعة والنشر والتوزيع والإعلان. ص. 44 - 46. {{استشهاد بكتاب}}: تحقق من التاريخ في: |سنة= (مساعدة)
106. ↑  الطبري، أبو جعفر مُحمَّد بن جُرير (1387هـ - 1967م). تاريخ الرُسُل والمُلُوك. محمد أبو الفضل إبراهيم (ط. الثانية). القاهرة: دار المعارف. ج. 3. ص. 622. مؤرشف من الأصل في 27 نوفمبر 2022. اطلع عليه بتاريخ 27 نوفمبر 2022. {{استشهاد بكتاب}}: تحقق من التاريخ في: |سنة= (مساعدة)صيانة الاستشهاد: BOT: original URL status unknown (link)
107. ↑  ابن كثير، أبو الفداء إسماعيل بن عُمر القُرشي البصري الدمشقي (1408هـ - 1988م). البداية والنهاية. علي شيري (ط. الأولى). بيروت: دار إحياء التُراث العربي. ج. 7. ص. 71. مؤرشف من الأصل في 29 نوفمبر 2022. {{استشهاد بكتاب}}: تحقق من التاريخ في: |سنة= و|تاريخ أرشيف= (مساعدة)
108. 1 2  ابن كثير، أبو الفداء إسماعيل بن عُمر القُرشي البصري الدمشقي (1408هـ - 1988م). البداية والنهاية. علي شيري (ط. الأولى). بيروت: دار إحياء التُراث العربي. ج. 7. ص. 75. مؤرشف من الأصل في 29 نوفمبر 2022. اطلع عليه بتاريخ 29 نوفمبر 2022. {{استشهاد بكتاب}}: تحقق من التاريخ في: |سنة= (مساعدة)صيانة الاستشهاد: BOT: original URL status unknown (link)
109. ↑  ابن كثير، أبو الفداء إسماعيل بن عُمر القُرشي البصري الدمشقي (1408هـ - 1988م). البداية والنهاية. علي شيري (ط. الأولى). بيروت: دار إحياء التُراث العربي. ج. 7. ص. 74. مؤرشف من الأصل في 29 نوفمبر 2022. اطلع عليه بتاريخ 29 نوفمبر 2022. {{استشهاد بكتاب}}: تحقق من التاريخ في: |سنة= (مساعدة)صيانة الاستشهاد: BOT: original URL status unknown (link)
110. ↑  ابن كثير، أبو الفداء إسماعيل بن عُمر القُرشي البصري الدمشقي (1408هـ - 1988م). البداية والنهاية. علي شيري (ط. الأولى). بيروت: دار إحياء التُراث العربي. ج. 7. ص. 76. مؤرشف من الأصل في 29 نوفمبر 2022. اطلع عليه بتاريخ 29 نوفمبر 2022. {{استشهاد بكتاب}}: تحقق من التاريخ في: |سنة= (مساعدة)صيانة الاستشهاد: BOT: original URL status unknown (link)
111. ↑  ابن كثير، أبو الفداء إسماعيل بن عُمر القُرشي البصري الدمشقي (1408هـ - 1988م). البداية والنهاية. علي شيري (ط. الأولى). بيروت: دار إحياء التُراث العربي. ج. 7. ص. 77. مؤرشف من الأصل في 29 نوفمبر 2022. اطلع عليه بتاريخ 29 نوفمبر 2022. {{استشهاد بكتاب}}: تحقق من التاريخ في: |سنة= (مساعدة)صيانة الاستشهاد: BOT: original URL status unknown (link)
112. ↑  ابن كثير، أبو الفداء إسماعيل بن عُمر القُرشي البصري الدمشقي (1408هـ - 1988م). البداية والنهاية. علي شيري (ط. الأولى). بيروت: دار إحياء التُراث العربي. ج. 7. ص. 78. مؤرشف من الأصل في 29 نوفمبر 2022. اطلع عليه بتاريخ 29 نوفمبر 2022. {{استشهاد بكتاب}}: تحقق من التاريخ في: |سنة= (مساعدة)صيانة الاستشهاد: BOT: original URL status unknown (link)
113. ↑  الطبري، أبو جعفر مُحمَّد بن جُرير (1387هـ - 1967م). تاريخ الرُسُل والمُلُوك. محمد أبو الفضل إبراهيم (ط. الثانية). القاهرة: دار المعارف. ج. 4. ص. 24. مؤرشف من الأصل في 29 نوفمبر 2022. اطلع عليه بتاريخ 29 نوفمبر 2022. {{استشهاد بكتاب}}: تحقق من التاريخ في: |سنة= (مساعدة)صيانة الاستشهاد: BOT: original URL status unknown (link)
114. ↑  الطبري، أبو جعفر مُحمَّد بن جُرير (1387هـ - 1967م). تاريخ الرُسُل والمُلُوك. محمد أبو الفضل إبراهيم (ط. الثانية). القاهرة: دار المعارف. ج. 4. ص. 25. مؤرشف من الأصل في 29 نوفمبر 2022. اطلع عليه بتاريخ 29 نوفمبر 2022. {{استشهاد بكتاب}}: تحقق من التاريخ في: |سنة= (مساعدة)صيانة الاستشهاد: BOT: original URL status unknown (link)
115. ↑  ابن الأثير الجزري، عزُّ الدين أبي الحسن عليّ بن أبي الكرم مُحمَّد بن مُحمَّد بن عبدُ الكريم بن عبد الواحد الشيباني (1417هـ - 1997م). الكامل في التاريخ. عمر عبد السلام تدمري (ط. الأولى). بيروت: دار الكتاب العربي. ج. 2. ص. 346. مؤرشف من الأصل في 29 نوفمبر 2022. اطلع عليه بتاريخ 29 نوفمبر 2022. {{استشهاد بكتاب}}: تحقق من التاريخ في: |سنة= (مساعدة)صيانة الاستشهاد: BOT: original URL status unknown (link)
116. ↑  ابن كثير، أبو الفداء إسماعيل بن عُمر القُرشي البصري الدمشقي (1408هـ - 1988م). البداية والنهاية. علي شيري (ط. الأولى). بيروت: دار إحياء التُراث العربي. ج. 7. ص. 80. مؤرشف من الأصل في 29 نوفمبر 2022. اطلع عليه بتاريخ 29 نوفمبر 2022. {{استشهاد بكتاب}}: تحقق من التاريخ في: |سنة= (مساعدة)صيانة الاستشهاد: BOT: original URL status unknown (link)
117. 1 2  الطبري، أبو جعفر مُحمَّد بن جُرير (1387هـ - 1967م). تاريخ الرُسُل والمُلُوك. محمد أبو الفضل إبراهيم (ط. الثانية). القاهرة: دار المعارف. ج. 4. ص. 28. مؤرشف من الأصل في 29 نوفمبر 2022. اطلع عليه بتاريخ 29 نوفمبر 2022. {{استشهاد بكتاب}}: تحقق من التاريخ في: |سنة= (مساعدة)صيانة الاستشهاد: BOT: original URL status unknown (link)
118. ↑  الطبري، أبو جعفر مُحمَّد بن جُرير (1387هـ - 1967م). تاريخ الرُسُل والمُلُوك. محمد أبو الفضل إبراهيم (ط. الثانية). القاهرة: دار المعارف. ج. 4. ص. 32. مؤرشف من الأصل في 29 نوفمبر 2022. اطلع عليه بتاريخ 29 نوفمبر 2022. {{استشهاد بكتاب}}: تحقق من التاريخ في: |سنة= (مساعدة)صيانة الاستشهاد: BOT: original URL status unknown (link)
119. ↑  الطبري، أبو جعفر مُحمَّد بن جُرير (1387هـ - 1967م). تاريخ الرُسُل والمُلُوك. محمد أبو الفضل إبراهيم (ط. الثانية). القاهرة: دار المعارف. ج. 4. ص. 34. مؤرشف من الأصل في 29 نوفمبر 2022. اطلع عليه بتاريخ 29 نوفمبر 2022. {{استشهاد بكتاب}}: تحقق من التاريخ في: |سنة= (مساعدة)صيانة الاستشهاد: BOT: original URL status unknown (link)
120. 1 2  ابن كثير، أبو الفداء إسماعيل بن عُمر القُرشي البصري الدمشقي (1408هـ - 1988م). البداية والنهاية. علي شيري (ط. الأولى). بيروت: دار إحياء التُراث العربي. ج. 7. ص. 83. مؤرشف من الأصل في 2 ديسمبر 2022. {{استشهاد بكتاب}}: تحقق من التاريخ في: |سنة= و|تاريخ أرشيف= (مساعدة)
121. ↑  الطبري، أبو جعفر مُحمَّد بن جُرير (1387هـ - 1967م). تاريخ الرُسُل والمُلُوك. محمد أبو الفضل إبراهيم (ط. الثانية). القاهرة: دار المعارف. ج. 4. ص. 35. مؤرشف من الأصل في 2 ديسمبر 2022. {{استشهاد بكتاب}}: تحقق من التاريخ في: |سنة= و|تاريخ أرشيف= (مساعدة)
122. ↑  الطبري، أبو جعفر مُحمَّد بن جُرير (1387هـ - 1967م). تاريخ الرُسُل والمُلُوك. محمد أبو الفضل إبراهيم (ط. الثانية). القاهرة: دار المعارف. ج. 4. ص. 36. مؤرشف من الأصل في 2 ديسمبر 2022. {{استشهاد بكتاب}}: تحقق من التاريخ في: |سنة= و|تاريخ أرشيف= (مساعدة)
123. ↑  ابن الأثير الجزري، عزُّ الدين أبي الحسن عليّ بن أبي الكرم مُحمَّد بن مُحمَّد بن عبدُ الكريم بن عبد الواحد الشيباني (1417هـ - 1997م). الكامل في التاريخ. عمر عبد السلام تدمري (ط. الأولى). بيروت: دار الكتاب العربي. ج. 2. ص. 349. مؤرشف من الأصل في 25 نوفمبر 2022. {{استشهاد بكتاب}}: تحقق من التاريخ في: |سنة= و|تاريخ أرشيف= (مساعدة)
124. ↑  الطبري، أبو جعفر مُحمَّد بن جُرير (1387هـ - 1967م). تاريخ الرُسُل والمُلُوك. محمد أبو الفضل إبراهيم (ط. الثانية). القاهرة: دار المعارف. ج. 4. ص. 37. مؤرشف من الأصل في 25 نوفمبر 2022. {{استشهاد بكتاب}}: تحقق من التاريخ في: |سنة= و|تاريخ أرشيف= (مساعدة)
125. ↑  الطبري، أبو جعفر مُحمَّد بن جُرير (1387هـ - 1967م). تاريخ الرُسُل والمُلُوك. محمد أبو الفضل إبراهيم (ط. الثانية). القاهرة: دار المعارف. ج. 4. ص. 38. مؤرشف من الأصل في 25 نوفمبر 2022. {{استشهاد بكتاب}}: تحقق من التاريخ في: |سنة= و|تاريخ أرشيف= (مساعدة)
126. ↑  الطبري، أبو جعفر مُحمَّد بن جُرير؛ تحقيق مُحمَّد أبو الفضل إبراهيم (1387هـ - 1967م). تاريخ الرُسل والمُلوك، الجُزء الثالث (ط. الثانية). القاهرة - مصر: دار المعارف. ص. 590 - 592. {{استشهاد بكتاب}}: تحقق من التاريخ في: |سنة= (مساعدة)
127. 1 2 3 4  الطبري، أبو جعفر مُحمَّد بن جُرير؛ تحقيق مُحمَّد أبو الفضل إبراهيم (1387هـ - 1967م). تاريخ الرُسل والمُلوك، الجُزء الثالث (ط. الثانية). القاهرة - مصر: دار المعارف. ص. 594 - 595. {{استشهاد بكتاب}}: تحقق من التاريخ في: |سنة= (مساعدة)
128. 1 2  الطبري، أبو جعفر مُحمَّد بن جُرير؛ تحقيق مُحمَّد أبو الفضل إبراهيم (1387هـ - 1967م). تاريخ الرُسل والمُلوك، الجُزء الرَّابع (ط. الثانية). القاهرة - مصر: دار المعارف. ص. 79 - 80. {{استشهاد بكتاب}}: تحقق من التاريخ في: |سنة= (مساعدة)
129. ↑  النُعماني الهندي، شمسُ العُلماء شبلي؛ ترجمة وتحقيق جلال السعيد الحفناوي (2000م). سيرة الفاروق (ط. الأولى). القاهرة - مصر: المجلس الأعلى للثقافة. ص. 139. {{استشهاد بكتاب}}: تحقق من التاريخ في: |سنة= (مساعدة)
130. ↑  الطبري، أبو جعفر مُحمَّد بن جُرير؛ تحقيق مُحمَّد أبو الفضل إبراهيم (1387هـ - 1967م). تاريخ الرُسل والمُلوك، الجُزء الرَّابع (ط. الثانية). القاهرة - مصر: دار المعارف. ص. 166 - 167. {{استشهاد بكتاب}}: تحقق من التاريخ في: |سنة= (مساعدة)
131. ↑  الطبري، أبو جعفر مُحمَّد بن جُرير؛ تحقيق مُحمَّد أبو الفضل إبراهيم (1387هـ - 1967م). تاريخ الرُسل والمُلوك، الجُزء الرَّابع (ط. الثانية). القاهرة - مصر: دار المعارف. ص. 83. {{استشهاد بكتاب}}: تحقق من التاريخ في: |سنة= (مساعدة)
132. ↑  الطبري، أبو جعفر مُحمَّد بن جُرير؛ تحقيق مُحمَّد أبو الفضل إبراهيم (1387هـ - 1967م). تاريخ الرُسل والمُلوك، الجُزء الرَّابع (ط. الثانية). القاهرة - مصر: دار المعارف. ص. 84 - 89. {{استشهاد بكتاب}}: تحقق من التاريخ في: |سنة= (مساعدة)
133. ↑  الطبري، أبو جعفر مُحمَّد بن جُرير؛ تحقيق مُحمَّد أبو الفضل إبراهيم (1387هـ - 1967م). تاريخ الرُسل والمُلوك، الجُزء الرَّابع (ط. الثانية). القاهرة - مصر: دار المعارف. ص. 89 - 93. {{استشهاد بكتاب}}: تحقق من التاريخ في: |سنة= (مساعدة)
134. 1 2 3  البلاذريّ، أحمد بن يحيى بن جابر بن داود (1988م). فُتوح البُلدان، الجزء الثاني. بيروت - لُبنان: دار ومكتبة الهلال. ص. 300. {{استشهاد بكتاب}}: تحقق من التاريخ في: |سنة= (مساعدة)
135. ↑  ابن كثير، أبو الفداء إسماعيل بن عُمر القُرشي البصري الدمشقي؛ تحقيق عبدُ الله بن عبد المُحسن التُركي (1418هـ - 1997م). البداية والنهاية، الجزء السَّابع (ط. الأولى). القاهرة - مصر: دار هجر للطباعة والنشر والتوزيع والإعلان. ص. 106. {{استشهاد بكتاب}}: تحقق من التاريخ في: |سنة= (مساعدة)
136. ↑  الطبري، أبو جعفر مُحمَّد بن جُرير؛ تحقيق مُحمَّد أبو الفضل إبراهيم (1387هـ - 1967م). تاريخ الرُسل والمُلوك، الجُزء الرَّابع (ط. الثانية). القاهرة - مصر: دار المعارف. ص. 120 - 122. {{استشهاد بكتاب}}: تحقق من التاريخ في: |سنة= (مساعدة)
137. ↑  الطبري، أبو جعفر مُحمَّد بن جُرير؛ تحقيق مُحمَّد أبو الفضل إبراهيم (1387هـ - 1967م). تاريخ الرُسل والمُلوك، الجُزء الرَّابع (ط. الثانية). القاهرة - مصر: دار المعارف. ص. 123 - 125. {{استشهاد بكتاب}}: تحقق من التاريخ في: |سنة= (مساعدة)
138. ↑  الطبري، أبو جعفر مُحمَّد بن جُرير؛ تحقيق مُحمَّد أبو الفضل إبراهيم (1387هـ - 1967م). تاريخ الرُسل والمُلوك، الجُزء الرَّابع (ط. الثانية). القاهرة - مصر: دار المعارف. ص. 93 - 94. {{استشهاد بكتاب}}: تحقق من التاريخ في: |سنة= (مساعدة)
139. ↑  الطبري، أبو جعفر مُحمَّد بن جُرير؛ تحقيق مُحمَّد أبو الفضل إبراهيم (1387هـ - 1967م). تاريخ الرُسل والمُلوك، الجُزء الرَّابع (ط. الثانية). القاهرة - مصر: دار المعارف. ص. 115 - 119. {{استشهاد بكتاب}}: تحقق من التاريخ في: |سنة= (مساعدة)
140. ↑  الطبري، أبو جعفر مُحمَّد بن جُرير؛ تحقيق مُحمَّد أبو الفضل إبراهيم (1387هـ - 1967م). تاريخ الرُسل والمُلوك، الجُزء الرَّابع (ط. الثانية). القاهرة - مصر: دار المعارف. ص. 129. {{استشهاد بكتاب}}: تحقق من التاريخ في: |سنة= (مساعدة)
141. ↑  الطبري، أبو جعفر مُحمَّد بن جُرير؛ تحقيق مُحمَّد أبو الفضل إبراهيم (1387هـ - 1967م). تاريخ الرُسل والمُلوك، الجُزء الرَّابع (ط. الثانية). القاهرة - مصر: دار المعارف. ص. 132 - 133. {{استشهاد بكتاب}}: تحقق من التاريخ في: |سنة= (مساعدة)
142. ↑  الطبري، أبو جعفر مُحمَّد بن جُرير (1387هـ - 1967م). تاريخ الرُسُل والمُلُوك. محمد أبو الفضل إبراهيم (ط. الثانية). القاهرة: دار المعارف. ج. 4. ص. 147. مؤرشف من الأصل في 25 نوفمبر 2022. {{استشهاد بكتاب}}: تحقق من التاريخ في: |سنة= و|تاريخ أرشيف= (مساعدة)
143. ↑  ابن الأثير الجزري، عزُّ الدين أبي الحسن عليّ بن أبي الكرم مُحمَّد بن مُحمَّد بن عبدُ الكريم بن عبد الواحد الشيباني (1417هـ - 1997م). الكامل في التاريخ. عمر عبد السلام تدمري (ط. الأولى). بيروت: دار الكتاب العربي. ج. 2. ص. 401. مؤرشف من الأصل في 25 نوفمبر 2022. {{استشهاد بكتاب}}: تحقق من التاريخ في: |سنة= و|تاريخ أرشيف= (مساعدة)
144. ↑  ابن الأثير الجزري، عزُّ الدين أبي الحسن عليّ بن أبي الكرم مُحمَّد بن مُحمَّد بن عبدُ الكريم بن عبد الواحد الشيباني (1417هـ - 1997م). الكامل في التاريخ. عمر عبد السلام تدمري (ط. الأولى). بيروت: دار الكتاب العربي. ج. 2. ص. 402. مؤرشف من الأصل في 25 نوفمبر 2022. {{استشهاد بكتاب}}: تحقق من التاريخ في: |سنة= و|تاريخ أرشيف= (مساعدة)
145. ↑  الطبري، أبو جعفر مُحمَّد بن جُرير (1387هـ - 1967م). تاريخ الرُسُل والمُلُوك. محمد أبو الفضل إبراهيم (ط. الثانية). القاهرة: دار المعارف. ج. 4. ص. 148. مؤرشف من الأصل في 25 نوفمبر 2022. {{استشهاد بكتاب}}: تحقق من التاريخ في: |سنة= و|تاريخ أرشيف= (مساعدة)
146. ↑  الطبري، أبو جعفر مُحمَّد بن جُرير (1387هـ - 1967م). تاريخ الرُسُل والمُلُوك. محمد أبو الفضل إبراهيم (ط. الثانية). القاهرة: دار المعارف. ج. 4. ص. 149. مؤرشف من الأصل في 25 نوفمبر 2022. {{استشهاد بكتاب}}: تحقق من التاريخ في: |سنة= و|تاريخ أرشيف= (مساعدة)
147. ↑  الطبري، أبو جعفر مُحمَّد بن جُرير (1387هـ - 1967م). تاريخ الرُسُل والمُلُوك. محمد أبو الفضل إبراهيم (ط. الثانية). القاهرة: دار المعارف. ج. 4. ص. 150. مؤرشف من الأصل في 25 نوفمبر 2022. {{استشهاد بكتاب}}: تحقق من التاريخ في: |سنة= و|تاريخ أرشيف= (مساعدة)
148. ↑  الطبري، أبو جعفر مُحمَّد بن جُرير (1387هـ - 1967م). تاريخ الرُسُل والمُلُوك. محمد أبو الفضل إبراهيم (ط. الثانية). القاهرة: دار المعارف. ج. 4. ص. 151. مؤرشف من الأصل في 25 نوفمبر 2022. {{استشهاد بكتاب}}: تحقق من التاريخ في: |سنة= و|تاريخ أرشيف= (مساعدة)
149. ↑  الطبري، أبو جعفر مُحمَّد بن جُرير (1387هـ - 1967م). تاريخ الرُسُل والمُلُوك. محمد أبو الفضل إبراهيم (ط. الثانية). القاهرة: دار المعارف. ج. 4. ص. 152. مؤرشف من الأصل في 25 نوفمبر 2022. {{استشهاد بكتاب}}: تحقق من التاريخ في: |سنة= و|تاريخ أرشيف= (مساعدة)
150. ↑  الطبري، أبو جعفر مُحمَّد بن جُرير (1387هـ - 1967م). تاريخ الرُسُل والمُلُوك. محمد أبو الفضل إبراهيم (ط. الثانية). القاهرة: دار المعارف. ج. 4. ص. 153. مؤرشف من الأصل في 25 نوفمبر 2022. {{استشهاد بكتاب}}: تحقق من التاريخ في: |سنة= و|تاريخ أرشيف= (مساعدة)
151. ↑  الطبري، أبو جعفر مُحمَّد بن جُرير (1387هـ - 1967م). تاريخ الرُسُل والمُلُوك. محمد أبو الفضل إبراهيم (ط. الثانية). القاهرة: دار المعارف. ج. 4. ص. 154. مؤرشف من الأصل في 25 نوفمبر 2022. {{استشهاد بكتاب}}: تحقق من التاريخ في: |سنة= و|تاريخ أرشيف= (مساعدة)
152. ↑  طقّوش، مُحمَّد سُهيل (1424هــ - 2002م). تاريخ الخُلفاء الرَّاشدين: الفُتوحات والإنجازات السياسيَّة (ط. الأولى). بيروت - لُبنان: دار النفائس. ص. 227. ISBN:9953181012. {{استشهاد بكتاب}}: تحقق من التاريخ في: |سنة= (مساعدة)
153. ↑  البلاذريّ، أحمد بن يحيى بن جابر بن داود (1988م). فُتوح البُلدان، الجزء الثاني. بيروت - لُبنان: دار ومكتبة الهلال. ص. 378 - 380. {{استشهاد بكتاب}}: تحقق من التاريخ في: |سنة= (مساعدة)
154. ↑  الطبري، أبو جعفر مُحمَّد بن جُرير (1387هـ - 1967م). تاريخ الرُسُل والمُلُوك. محمد أبو الفضل إبراهيم (ط. الثانية). القاهرة: دار المعارف. ج. 4. ص. 180. مؤرشف من الأصل في 25 نوفمبر 2022. {{استشهاد بكتاب}}: تحقق من التاريخ في: |سنة= و|تاريخ أرشيف= (مساعدة)
155. ↑  الطبري، أبو جعفر مُحمَّد بن جُرير (1387هـ - 1967م). تاريخ الرُسُل والمُلُوك. محمد أبو الفضل إبراهيم (ط. الثانية). القاهرة: دار المعارف. ج. 4. ص. 181. مؤرشف من الأصل في 25 نوفمبر 2022. {{استشهاد بكتاب}}: تحقق من التاريخ في: |سنة= و|تاريخ أرشيف= (مساعدة)
156. ↑  الطبري، أبو جعفر مُحمَّد بن جُرير (1387هـ - 1967م). تاريخ الرُسُل والمُلُوك. محمد أبو الفضل إبراهيم (ط. الثانية). القاهرة: دار المعارف. ج. 4. ص. 182. مؤرشف من الأصل في 25 نوفمبر 2022. {{استشهاد بكتاب}}: تحقق من التاريخ في: |سنة= و|تاريخ أرشيف= (مساعدة)
157. ↑  البلاذري، أبو الحسن أحمد بن يحيى بن جابر بن داود البغدادي؛ تحقيق عبد الله عُمر وأنيس الطبَّاع (1957). فُتُوح البُلدان. بيروت - لُبنان: دار النشر للجامعيين. ص. 607. مؤرشف من الأصل في 19 يناير 2020. اطلع عليه بتاريخ 27 تمُّوز (يوليو) 2019م. {{استشهاد بكتاب}}: تحقق من التاريخ في: |تاريخ الوصول= و|سنة= (مساعدة)
158. ↑  ابن الأثير الجزري، عزُّ الدين أبي الحسن عليّ بن أبي الكرم مُحمَّد بن مُحمَّد بن عبدُ الكريم بن عبد الواحد الشيباني (1417هـ - 1997م). الكامل في التاريخ. عمر عبد السلام تدمري (ط. الأولى). بيروت: دار الكتاب العربي. ج. 2. ص. 414. مؤرشف من الأصل في 25 نوفمبر 2022. {{استشهاد بكتاب}}: تحقق من التاريخ في: |سنة= و|تاريخ أرشيف= (مساعدة)
159. 1 2  ابن الأثير الجزري، عزُّ الدين أبي الحسن عليّ بن أبي الكرم مُحمَّد بن مُحمَّد بن عبدُ الكريم بن عبد الواحد الشيباني (1417هـ - 1997م). الكامل في التاريخ. عمر عبد السلام تدمري (ط. الأولى). بيروت: دار الكتاب العربي. ج. 2. ص. 415. مؤرشف من الأصل في 25 نوفمبر 2022. {{استشهاد بكتاب}}: تحقق من التاريخ في: |سنة= و|تاريخ أرشيف= (مساعدة)
160. ↑  ابن الأثير الجزري، عزُّ الدين أبي الحسن عليّ بن أبي الكرم مُحمَّد بن مُحمَّد بن عبدُ الكريم بن عبد الواحد الشيباني (1417هـ - 1997م). الكامل في التاريخ. عمر عبد السلام تدمري (ط. الأولى). بيروت: دار الكتاب العربي. ج. 2. ص. 416. مؤرشف من الأصل في 25 نوفمبر 2022. {{استشهاد بكتاب}}: تحقق من التاريخ في: |سنة= و|تاريخ أرشيف= (مساعدة)
161. ↑  الطبري، أبو جعفر مُحمَّد بن جُرير؛ تحقيق مُحمَّد أبو الفضل إبراهيم (1387هـ - 1967م). تاريخ الرُسل والمُلوك، الجُزء الرَّابع (ط. الثانية). القاهرة - مصر: دار المعارف. ص. 167 - 168. {{استشهاد بكتاب}}: تحقق من التاريخ في: |سنة= (مساعدة)
162. ↑  الطبري، أبو جعفر مُحمَّد بن جُرير؛ تحقيق مُحمَّد أبو الفضل إبراهيم (1387هـ - 1967م). تاريخ الرُسل والمُلوك، الجُزء الرَّابع (ط. الثانية). القاهرة - مصر: دار المعارف. ص. 293 - 298. {{استشهاد بكتاب}}: تحقق من التاريخ في: |سنة= (مساعدة)
163. ↑  الطبري، أبو جعفر مُحمَّد بن جُرير؛ تحقيق مُحمَّد أبو الفضل إبراهيم (1387هـ - 1967م). تاريخ الرُسل والمُلوك، الجُزء الثاني (ط. الثانية). القاهرة - مصر: دار المعارف. ص. 549. {{استشهاد بكتاب}}: تحقق من التاريخ في: |سنة= (مساعدة)
164. ↑  عليّ، محمود عبدُ الهادي دسوقي (2012). الجوانب السياسيَّة في خطب الخُلفاء الراشدين (ط. الأولى). القاهرة - مصر: دار الكلمة للنشر والتوزيع. ص. 140. مؤرشف من الأصل في 19 يناير 2020. {{استشهاد بكتاب}}: تحقق من التاريخ في: |سنة= (مساعدة)
165. ↑  بيضون، إبراهيم (1979م). ملامح التيَّارات السياسيَّة في القرن الأوَّل الهجريّ (ط. الأولى). بيروت - لُبنان: دار النهضة العربيَّة. ص. 96. {{استشهاد بكتاب}}: تحقق من التاريخ في: |سنة= (مساعدة)
166. ↑  الطبري، أبو جعفر مُحمَّد بن جُرير؛ تحقيق مُحمَّد أبو الفضل إبراهيم (1387هـ - 1967م). تاريخ الرُسل والمُلوك، الجُزء الرَّابع (ط. الثانية). القاهرة - مصر: دار المعارف. ص. 40 - 41. {{استشهاد بكتاب}}: تحقق من التاريخ في: |سنة= (مساعدة)
167. ↑  شبارو، عصام مُحمَّد (1995م). الدولة العربيَّة الإسلاميَّة الأولى (ط. الثالثة). بيروت - لُبنان: دار النهضة العربيَّة. ص. 302. {{استشهاد بكتاب}}: تحقق من التاريخ في: |سنة= (مساعدة)
168. ↑  "تعريف ومعنى جلل". مُعجم المعاني الجامع - مُعجم عربي عربي. مؤرشف من الأصل في 17 يناير 2015. {{استشهاد ويب}}: تحقق من التاريخ في: |تاريخ أرشيف= (مساعدة)

### بِلُغاتٍ أجنبيَّة
1. ↑  Pourshariati، Parvaneh [بالإنجليزية] (2008). Decline and Fall of the Sasanian Empire: The Sasanian-Parthian Confederacy and the Arab Conquest of Iran. London and New York: I.B. Tauris. ص. 469. ISBN:978-1-84511-645-3. مؤرشف من الأصل في 2022-11-07.
2. ↑  Morony, M. (1986). "ʿARAB ii. Arab conquest of Iran". Encyclopædia Iranica (بالإنجليزية). Encyclopædia Iranica Foundation. Vol. 2. pp. 203–210. Archived from the original on 20 أغسطس 2017. {{استشهاد بموسوعة}}: تحقق من التاريخ في: |تاريخ= and |تاريخ أرشيف= (help)
3. ↑  Humphreys, R. Stephen (1999). Between Memory and Desire: The Middle East in a Troubled Age (بالإنجليزية). University of California Press. p. 180. ISBN:0520214110. Archived from the original on 21 أكتوبر 2014. {{استشهاد بكتاب}}: تحقق من التاريخ في: |سنة= (help)
4. ↑  Akram, A.I. (1975). "1". The Muslim Conquest of Persia (بالإنجليزية). ISBN:978-0-19-597713-4.
5. ↑  Milani, Abbas (2004). Lost Wisdom: Rethinking Persian Modernity in Iran (بالإنجليزية). Hoboken, N.J: Mage Publishers. p. 15. ISBN:0934211892.
6. ↑  Iraq After the Muslim Conquest By Michael G. Morony، pg. 233
7. ↑  Dodgeon, Michael H.; Greatrex, Geoffrey; Lieu, Samuel N. C. (2002), The Roman Eastern Frontier and the Persian Wars (Part II, 363-630 AD) (بالإنجليزية), Routledge, p. 174, ISBN:0-415-00342-3, Archived from the original on 2016-11-18.
8. ↑  Oman, Charles (1893), Europe, 476-918, Volume 1 (بالإنجليزية), Macmillan, p. 151, Archived from the original on 2016-06-09.
9. 1 2  Norwich, John Julius (1997), A Short History of Byzantium (بالإنجليزية), Vintage Books, p. 87, ISBN:0-679-77269-3, Archived from the original on 2016-05-06.
10. ↑  Treadgold, Warren T. (1998), Byzantium and Its Army, 284-1081 (بالإنجليزية), Stanford University Press, pp. 205–206, ISBN:0-8047-3163-2, Archived from the original on 2019-06-08.
11. ↑  Treadgold, Warren T. (1997), A History of the Byzantine State and Society (بالإنجليزية), Stanford University Press, p. 235, ISBN:0-8047-2630-2, Archived from the original on 2019-04-19.
12. ↑  Oman, Charles (1893), Europe, 476-918, Volume 1 (بالإنجليزية), Macmillan, p. 153, Archived from the original on 2016-06-09.
13. ↑  Dodgeon, Michael H.; Greatrex, Geoffrey; Lieu, Samuel N. C. (2002), The Roman Eastern Frontier and the Persian Wars (Part II, 363-630 AD) (بالإنجليزية), Routledge, p. 174, ISBN:0-415-00342-3, Archived from the original on 2016-11-18.
14. ↑  Oman, Charles (1893), Europe, 476-918, Volume 1 (بالإنجليزية), Macmillan, p. 155, Archived from the original on 2016-06-09.
15. ↑  Foss, Clive (1975), "The Persians in Asia Minor and the End of Antiquity", The English Historical Review (بالإنجليزية), Oxford University Press, vol. 90, p. 722, DOI:10.1093/ehr/XC.CCCLVII.721, ISSN:0013-8266.
16. ↑  Dodgeon, Michael H.; Greatrex, Geoffrey; Lieu, Samuel N. C. (2002), The Roman Eastern Frontier and the Persian Wars (Part II, 363-630 AD) (بالإنجليزية), Routledge, p. 184, ISBN:0-415-00342-3, Archived from the original on 2016-11-18.
17. ↑  Kaegi, Walter Emil (2003), Heraclius: Emperor of Byzantium (بالإنجليزية), Cambridge University Press, p. 39, ISBN:0-521-81459-6, Archived from the original on 2019-08-27.
18. ↑  Kaegi, Walter Emil (2003), Heraclius: Emperor of Byzantium (بالإنجليزية), Cambridge University Press, p. 41, ISBN:0-521-81459-6, Archived from the original on 2019-08-27.
19. ↑  Kaegi, Walter Emil (2003), Heraclius: Emperor of Byzantium (بالإنجليزية), Cambridge University Press, p. 55, ISBN:0-521-81459-6, Archived from the original on 2019-08-27.
20. ↑  Dodgeon, Michael H.; Greatrex, Geoffrey; Lieu, Samuel N. C. (2002), The Roman Eastern Frontier and the Persian Wars (Part II, 363-630 AD) (بالإنجليزية), Routledge, p. 187, ISBN:0-415-00342-3, Archived from the original on 2016-11-18.
21. ↑  Kaegi, Walter Emil (2003), Heraclius: Emperor of Byzantium (بالإنجليزية), Cambridge University Press, p. 49, ISBN:0-521-81459-6, Archived from the original on 2019-08-27.
22. ↑  Kaegi, Walter Emil (2003), Heraclius: Emperor of Byzantium (بالإنجليزية), Cambridge University Press, p. 52, ISBN:0-521-81459-6, Archived from the original on 2019-08-27.
23. ↑  Kaegi, Walter Emil (2003), Heraclius: Emperor of Byzantium (بالإنجليزية), Cambridge University Press, p. 54, ISBN:0-521-81459-6, Archived from the original on 2019-08-27.
24. ↑  Kaegi, Walter Emil (2003), Heraclius: Emperor of Byzantium (بالإنجليزية), Cambridge University Press, p. 67, ISBN:0-521-81459-6, Archived from the original on 2019-08-27.
25. ↑  Kaegi, Walter Emil (2003), Heraclius: Emperor of Byzantium (بالإنجليزية), Cambridge University Press, p. 65, ISBN:0-521-81459-6, Archived from the original on 2019-08-27.
26. ↑  Kaegi, Walter Emil (2003), Heraclius: Emperor of Byzantium (بالإنجليزية), Cambridge University Press, p. 74, ISBN:0-521-81459-6, Archived from the original on 2019-08-27.
27. ↑  Kaegi, Walter Emil (2003), Heraclius: Emperor of Byzantium (بالإنجليزية), Cambridge University Press, p. 75, ISBN:0-521-81459-6, Archived from the original on 2019-08-27.
28. ↑  Kaegi, Walter Emil (2003), Heraclius: Emperor of Byzantium (بالإنجليزية), Cambridge University Press, p. 77, ISBN:0-521-81459-6, Archived from the original on 2019-08-27.
29. ↑  Kaegi, Walter Emil (2003), Heraclius: Emperor of Byzantium (بالإنجليزية), Cambridge University Press, p. 78, ISBN:0-521-81459-6, Archived from the original on 2019-08-27.
30. ↑  Ostrogorsky, George (1969), History of the Byzantine State (بالإنجليزية), Rutgers University Press, p. 95, ISBN:978-0-8135-1198-6, Archived from the original on 2016-06-10.
31. ↑  Norwich, John Julius (1997), A Short History of Byzantium (بالإنجليزية), Vintage Books, p. 90, ISBN:0-679-77269-3, Archived from the original on 2016-05-06.
32. ↑  Oman, Charles (1893), Europe, 476-918, Volume 1 (بالإنجليزية), Macmillan, p. 206, Archived from the original on 2016-06-09.
33. ↑  Kaegi, Walter Emil (2003), Heraclius: Emperor of Byzantium (بالإنجليزية), Cambridge University Press, p. 91, ISBN:0-521-81459-6, Archived from the original on 2019-08-27.
34. ↑  Kaegi, Walter Emil (2003), Heraclius: Emperor of Byzantium (بالإنجليزية), Cambridge University Press, p. 112, ISBN:0-521-81459-6, Archived from the original on 2019-08-27.
35. 1 2  Norwich 1997، صفحة 91
36. ↑  Kaegi, Walter Emil (2003), Heraclius: Emperor of Byzantium (بالإنجليزية), Cambridge University Press, p. 115, ISBN:0-521-81459-6, Archived from the original on 2019-08-27.
37. ↑  Kaegi, Walter Emil (2003), Heraclius: Emperor of Byzantium (بالإنجليزية), Cambridge University Press, p. 122, ISBN:0-521-81459-6, Archived from the original on 2019-08-27.
38. ↑  Kaegi, Walter Emil (2003), Heraclius: Emperor of Byzantium (بالإنجليزية), Cambridge University Press, p. 129, ISBN:0-521-81459-6, Archived from the original on 2019-08-27.
39. ↑  Kaegi, Walter Emil (2003), Heraclius: Emperor of Byzantium (بالإنجليزية), Cambridge University Press, p. 130, ISBN:0-521-81459-6, Archived from the original on 2019-08-27.
40. ↑  Dodgeon, Michael H.; Greatrex, Geoffrey; Lieu, Samuel N. C. (2002), The Roman Eastern Frontier and the Persian Wars (Part II, 363-630 AD) (بالإنجليزية), Routledge, p. 204, ISBN:0-415-00342-3, Archived from the original on 2016-11-18.
41. ↑  Treadgold, Warren T. (1998), Byzantium and Its Army, 284-1081 (بالإنجليزية), Stanford University Press, p. 297, ISBN:0-8047-3163-2, Archived from the original on 2019-06-08.
42. ↑  Oman, Charles (1893), Europe, 476-918, Volume 1 (بالإنجليزية), Macmillan, p. 211, Archived from the original on 2016-06-09.
43. ↑  Norwich, John Julius (1997), A Short History of Byzantium (بالإنجليزية), Vintage Books, p. 93, ISBN:0-679-77269-3, Archived from the original on 2016-05-06.
44. ↑  Kaegi, Walter Emil (2003), Heraclius: Emperor of Byzantium (بالإنجليزية), Cambridge University Press, p. 151, ISBN:0-521-81459-6, Archived from the original on 2019-08-27.
45. ↑  Kaegi, Walter Emil (2003), Heraclius: Emperor of Byzantium (بالإنجليزية), Cambridge University Press, p. 143, ISBN:0-521-81459-6, Archived from the original on 2019-08-27.
46. ↑  Norwich, John Julius (1997), A Short History of Byzantium (بالإنجليزية), Vintage Books, p. 92, ISBN:0-679-77269-3, Archived from the original on 2016-05-06.
47. ↑  Kaegi, Walter Emil (2003), Heraclius: Emperor of Byzantium (بالإنجليزية), Cambridge University Press, p. 161, ISBN:0-521-81459-6, Archived from the original on 2019-08-27.
48. ↑  Kaegi, Walter Emil (2003), Heraclius: Emperor of Byzantium (بالإنجليزية), Cambridge University Press, p. 94, ISBN:0-521-81459-6, Archived from the original on 2019-08-27.
49. ↑  Oman, Charles (1893), Europe, 476-918, Volume 1 (بالإنجليزية), Macmillan, p. 212, Archived from the original on 2016-06-09.
50. ↑  Kaegi, Walter Emil (2003), Heraclius: Emperor of Byzantium (بالإنجليزية), Cambridge University Press, p. 178, ISBN:0-521-81459-6, Archived from the original on 2019-08-27.
51. ↑  Haykal, Muhammad Husayn (2008). Al Farooq, Umar. Pourshariati. ص. 247. {{استشهاد بكتاب}}: تحقق من التاريخ في: |سنة= (مساعدة)
52. ↑  Akram, A.I. (1975). "19". The Muslim Conquest of Persia (بالإنجليزية). ISBN:978-0-19-597713-4.
53. ↑  "Iran". موسوعة بريتانيكا. مؤرشف من الأصل في 2013-08-13.
54. ↑  Lewis، Bernard. "Iran in history". Tel Aviv University. مؤرشف من الأصل في 2011-11-05. اطلع عليه بتاريخ 2007-04-03.

## وصلات خارجيَّة
- تاريخ إيران: الفتحُ الإسلاميّ. (بالإنجليزية)
- الفُتوحات العربيَّة الإسلاميَّة. (بالإنجليزية)
- الفتحُ الإسلاميُّ لِفارس. (بالإنجليزية)
- فُتوحات العراق وفارس من موقع قصة الإسلام.
- دورُ الإمام عليّ بن أبي طالب في الفُتوحات وفقًا للشيخ علي الكوراني.